# Économie de la Charente-Maritime
Longtemps dominée par l'agriculture et des activités traditionnelles et profondément marquée par une très forte ruralité, la Charente-Maritime s'affranchit peu à peu de l'image d'un département rural et pauvre. Elle est devenue avant le début du XXIe siècle un territoire attractif, grâce à son littoral, atout majeur qui a largement contribué à moderniser son économie où le tourisme y joue un rôle déterminant.
Aujourd'hui, l'économie de la Charente-Maritime se caractérise par une agriculture en profonde mutation et par des activités maritimes encore importantes où le département est le leader national dans la production des huîtres et des moules. Cette économie départementale se distingue par la faiblesse de son industrialisation qui n'y occupe plus qu'une personne sur cinq mais celle-ci est largement compensée par la prédominance du secteur tertiaire.

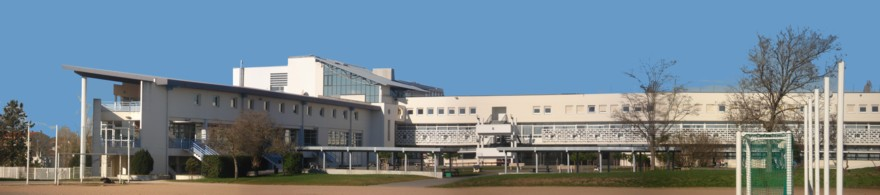
Le lycée régional Léonce-Vieljeux à La Rochelle, une construction moderne à l'image de la Charente-Maritime qui est entrée dans la modernité avec le XXIe siècle.

 La tertiairisation de l'économie de ce département, stimulée en grande partie par le tourisme où la Charente-Maritime est la deuxième destination touristique de la France métropolitaine, profite davantage aux villes principales et au littoral qui y concentrent l'essentiel des activités économiques de la Charente-Maritime.

## Panorama de l'économie de la Charente-Maritime

### Données sectorielles de l'économie
L'économie est habituellement subdivisée en trois grands secteurs d'activité qui regroupent dans le secteur primaire l'agriculture, les métiers de la mer et la sylviculture, dans le secteur secondaire l'industrie et la construction, et dans le secteur tertiaire toutes les autres activités non agricoles et non industrielles telles que les commerces, les transports, les services, les administrations, les secteurs de l'enseignement, de la santé et de l'action sociale. Toutes ces activités économiques sont bien présentes dans le département mais à des degrés différents selon les secteurs.

#### Les secteurs économiques en 2007
Les données sectorielles en Charente-Maritime et en France en 2007
Répartition de l'emploi en 2007
|                       | Primaire | Industrie | BTP   | Tertiaire |
| --------------------- | -------- | --------- | ----- | --------- |
| Charente-Maritime     | 6,6 %    | 11,3 %    | 8,8 % | 73,3 %    |
| France métropolitaine | 3,1 %    | 14,8 %    | 6,8 % | 75,4 %    |

Histogramme des données sectorielles de la Charente-Maritime en 2007
| Secteur primaire |  | 6.6 |  |

| Secteur industrie |  | 20.1 |  |

| Secteur tertiaire |  | 73.3 |  |

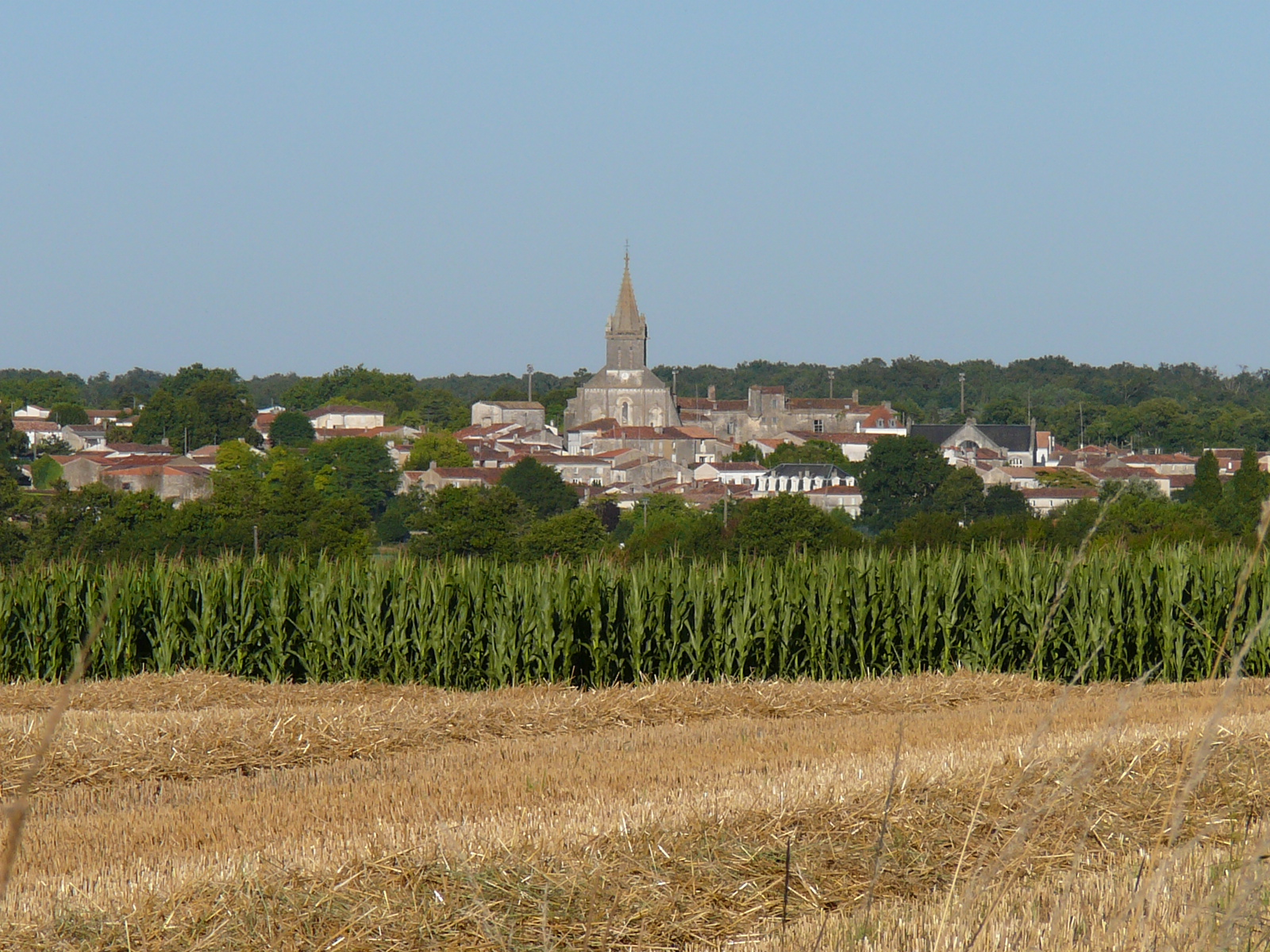
La campagne aux portes de Pont-l'Abbé-d'Arnoult, bourg de la Saintonge. À première vue, la Charente-Maritime apparaît comme un département traditionnellement agricole.

Comparée aux données générales de la France métropolitaine, la Charente-Maritime apparaît d'emblée comme un département agricole où la proportion des effectifs est deux fois plus élevée qu'en France, un département sous-industrialisé et un département dont la tertiarisation de l'économie est encore inférieure à celle du pays. Ce constat peu flatteur à première vue masque en fait une certaine vitalité de l'économie de ce département qui a connu ces deux dernières décennies de profondes mutations qui ont touché aussi bien l'agriculture et les activités maritimes que l'industrie et le secteur tertiaire.
Les secteurs économiques de la Charente-Maritime en 2007
| Secteur économique                          | Nombre d'emplois | Proportion |
| ------------------------------------------- | ---------------- | ---------- |
| Secteur primaire                            | 14 816           | 6,6 %      |
| Secteur secondaire                          | 45 433           | 20,1 %     |
| - dont Industries                           | 25 578           | 11,3 %     |
| - dont BTP                                  | 19 855           | 8,8 %      |
| Secteur tertiaire                           | 165 245          | 73,3 %     |
| - dont Commerces, transports, services      | 91 138           | 40,4 %     |
| - dont Administrations, enseignement, santé | 74 107           | 32,9 %     |
| Tous secteurs économiques                   | 225 494          | 100 %      |

Le secteur primaire qui regroupe 6,6 % de l'emploi départemental en 2007 est encore élevé par rapport à la moyenne nationale et même régionale, ceci en raison d'une agriculture encore active et des activités maritimes diversifiées dans l'ostréiculture, la mytiliculture, l'aquaculture et la pêche (davantage artisanale qu'industrielle). 

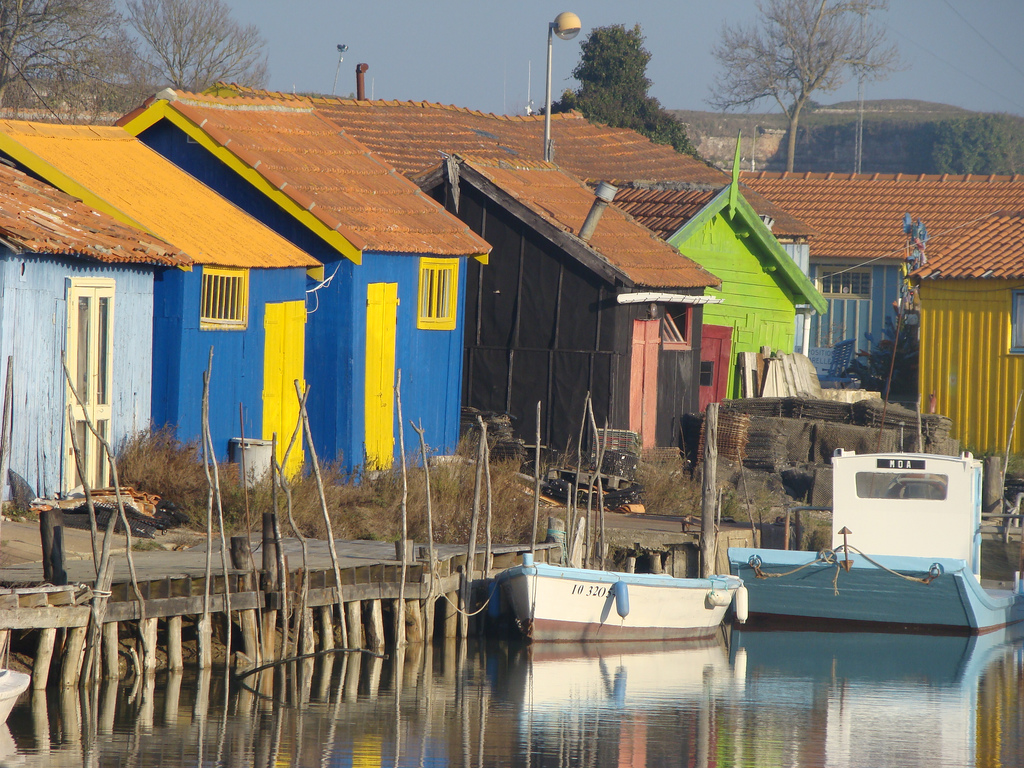
Cabanes ostréicoles au Château-d'Oléron.L'ostréiculture fait de la Charente-Maritime le premier producteur national d'huîtres.

 Mais ce secteur économique est celui qui a le plus perdu d'effectifs depuis le lendemain de la dernière guerre et continue d'ailleurs à en perdre même si la réduction des emplois s'est nettement ralentie depuis une décennie. Par contre, le problème majeur de ce secteur économique est le vieillissement accéléré de la population agricole et concerne également celle des ostréiculteurs et des mytiliculteurs. De plus, le remplacement par les nouvelles générations est assez lent et insuffisant malgré des formations en place (lycées agricoles, lycées maritimes, CFPPA) et des débouchés assurés dans ces professions.
Le secteur secondaire n'occupe plus qu'une personne sur cinq en Charente-Maritime mais il n'a jamais été très important dans ce département. La Charente-Maritime n'a jamais eu la réputation d'être un département industriel - avec seulement 11,3 % des emplois dans le seul secteur industriel en 2007 - bien que certaines entreprises soient de véritables fleurons de l'industrie régionale. Il n'existe dans ce département qu'une seule entreprise industrielle employant plus de 1 000 salariés et deux autres ont entre 500 et 999 emplois; elles sont toutes situées dans le bipôle La Rochelle-Rochefort. Le secteur de la construction - ou BTP - a toujours été important en Charente-Maritime du fait de la poussée urbaine et surtout de l'essor du tourisme.
Mais, dans l'ensemble, la Charente-Maritime se distingue par un secteur tertiaire prédominant occupant près des 3/4 de l'emploi total (73,3 % en 2007). Le secteur des commerces, transports et des services est le plus gros employeur dans ce département où le tourisme joue un rôle moteur dans l'économie de la Charente-Maritime. Ce secteur économique a connu un essor rapide dès les années 1970 et s'est accéléré avec le renforcement des économies urbaines dans les principales villes du département et dans les villes secondaires. Enfin, la part occupée par les administrations publiques, l'enseignement, la santé et l'action sociale est en constante augmentation.

#### Comparaison régionale des secteurs économiques
Les secteurs économiques dans les quatre départements de Poitou-Charentes en 2007
| Secteur économique                        | Charente | Charente-Maritime | Deux-Sèvres | Vienne  |
| ----------------------------------------- | -------- | ----------------- | ----------- | ------- |
| Secteur primaire                          | 9 804    | 14 816            | 10 016      | 7 001   |
| Proportion                                | 6,9 %    | 6,6 %             | 6,5 %       | 4,1 %   |
| Secteur secondaire                        | 38 749   | 45 433            | 38 458      | 39 502  |
| Proportion                                | 27,2 %   | 20,1 %            | 24,8 %      | 22,9 %  |
| dont Industries                           | 28 931   | 25 578            | 26 825      | 27 209  |
| Proportion                                | 20,3 %   | 11,3 %            | 17,3 %      | 15,8 %  |
| dont B.T.P.                               | 9 818    | 19 855            | 11 633      | 12 293  |
| Proportion                                | 6,9 %    | 8,8 %             | 7,5 %       | 7,1 %   |
| Secteur tertiaire                         | 93 855   | 165 245           | 106 231     | 125 895 |
| Proportion                                | 65,9 %   | 73,3 %            | 68,6 %      | 73 %    |
| dont Commerces, transports, services      | 50 070   | 91 138            | 62 549      | 68 108  |
| Proportion                                | 35,2 %   | 40,4 %            | 40,4 %      | 39,5 %  |
| dont Administrations, enseignement, santé | 43 785   | 74 107            | 43 682      | 57 787  |
| Proportion                                | 30,7 %   | 32,9 %            | 28,2 %      | 33,5 %  |
| Tous secteurs économiques                 | 142 407  | 225 494           | 154 705     | 172 398 |

Comme l'indique le tableau ci-dessus, la Charente-Maritime apparaît comme le département le plus tertiarisé de l'ex-région Poitou-Charentes que ce soit en valeur absolue ou en valeur relative. Seul le département de la Vienne a un taux très proche de celui de la Charente-Maritime grâce aux administrations régionales implantées à Poitiers qui sont de grandes pourvoyeuses d'emplois.
Sur le plan du secteur industriel, la Charente-Maritime est peu industrialisé. Le département voisin de la Charente héritant d'une forte tradition industrielle demeure encore industrialisé grâce à Angoulême.
Le secteur du bâtiment classe la Charente-Maritime au premier rang régional grâce à l'essor urbain et touristique.
Enfin, la Charente-Maritime possède un secteur primaire encore élevé en raison du poids important occupé par les professions maritimes (conchyliculture et pêche maritime).

### Indicateurs économiques
Le PIB du département était de 12 465 millions d'euros en 2005.
Quant au PIB/hab., il était de 20 974 euros par habitant en 2005, bien en dessous de la moyenne nationale qui était de 27 811 euros. Ce qui classait le département au 22e rang des départements les plus pauvres de France.
Le commerce extérieur est largement déficitaire avec, en 2007, des importations qui s'élèvent à 1 849 millions d'euros et des exportations qui s'élèvent à 1 258 millions d'euros.

## Une agriculture modernisée et en mutation
La Charente-Maritime dispose d'un secteur primaire relativement dynamique qui se caractérise avant tout par la diversification de ses activités (agriculture, sylviculture, conchyliculture et pêche). C'est pourquoi il est encore élevé aussi bien en nombre qu'en proportion avec 6,6 % des effectifs du département en 2007.
Dans ce secteur, l’agriculture du département connaît de très profondes mutations qui ont affecté aussi bien l'utilisation du sol, les productions et les systèmes de production que les paysages agricoles des six petites régions agricoles de la Charente-Maritime.

### L'occupation des sols
La surface totale de la Charente-Maritime, telle qu'elle est définie par les services de l'IGN, est de 689 273 hectares, dont 63,9 % est consacrée à la surface agricole utile ou SAU, 20,1 % aux bois et forêts et les 16 % restants correspondent à la part occupée par les terres non agricoles.
L'évolution de l'occupation des sols entre 2000 et 2008
| Type d'occupation des sols            | 2000    | Proportion en 2000 | 2008    | Proportion en 2008 |
| ------------------------------------- | ------- | ------------------ | ------- | ------------------ |
| SAU (Surface agricole utile)          | 451 645 | 65,5 %             | 440 779 | 63,9 %             |
| dont Terres arables                   | 358 295 | 79,3 %             | 353 839 | 80,3 %             |
| dont STH (Surface toujours en herbes) | 49 500  | 10,8 %             | 46 500  | 10,5 %             |
| dont Cultures permanentes             | 43 500  | 9,6 %              | 40 414  | 9,2 %              |
| dont vignes à cognac                  | 38 306  | 8,5 %              | 39 504  | 9 %                |
| Bois et forêts                        | 138 000 | 20 %               | 138 500 | 20,1 %             |
| Terres non agricoles                  | 99 628  | 14,5 %             | 109 994 | 16 %               |
| Surface totale (IGN)                  | 689 273 | 100 %              | 689 273 | 100 %              |

L'évolution de l'agriculture entre le recensement agricole de l'an 2000 et l'estimation de 2008 montre en premier lieu que la SAU a diminué entre ces deux dates aussi bien en surface qu'en proportion.

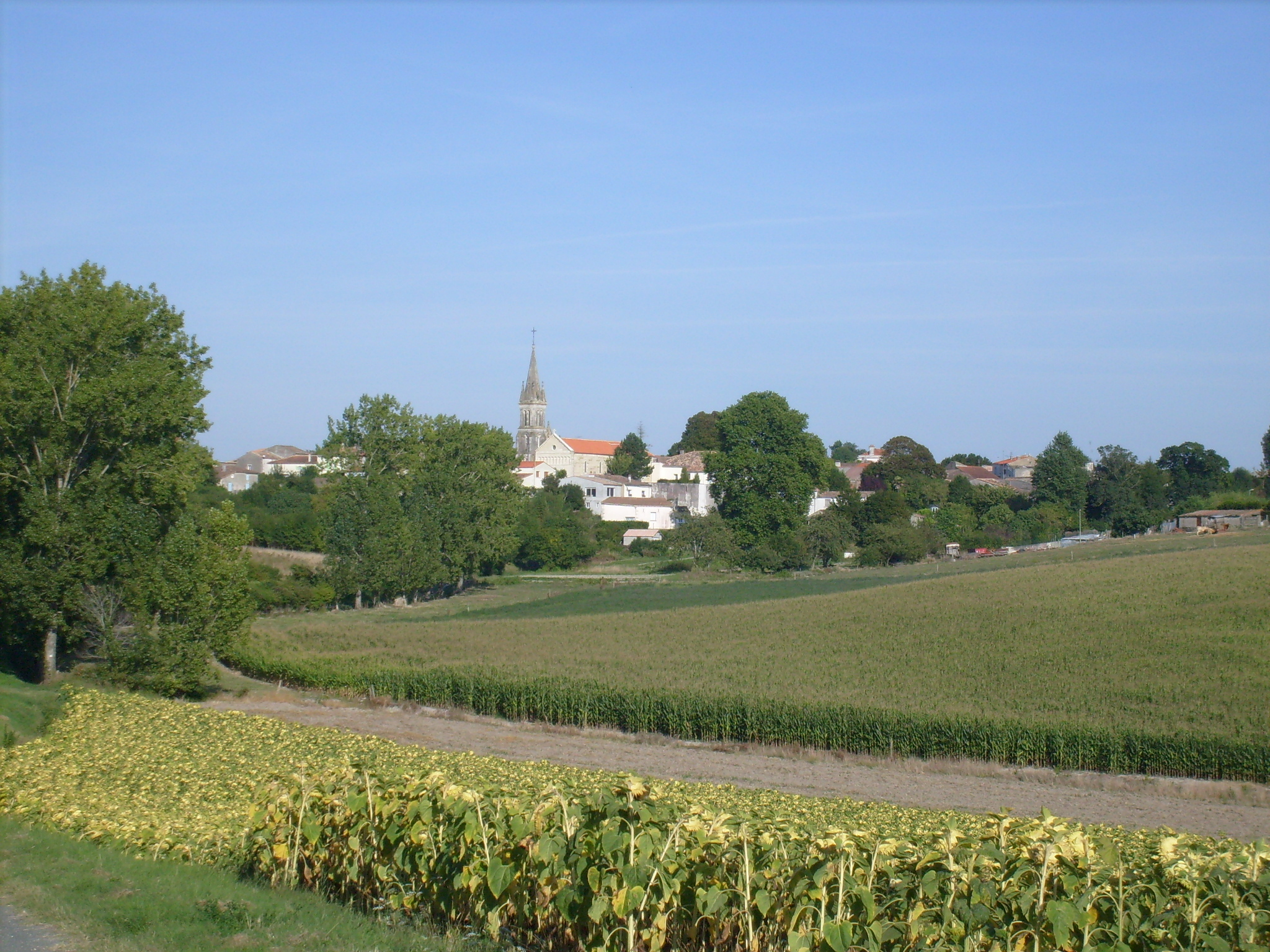
Paysage de cultures céréalières dans la Saintonge girondine, aux portes du village de Chenac dans le canton de Cozes.

Mais, comme l'indique le tableau ci-dessus, les grandes tendances actuelles de l'agriculture de la Charente-Maritime sont un renforcement des terres arables c'est-à-dire de la céréaliculture en général, un abandon progressif des terres dévolues à l'élevage (surface toujours en herbes ou STH) et une baisse des terres adonnées aux autres cultures qui incluent la vigne, bien que cette dernière soit en légère augmentation.
Quant aux bois et forêts, ils occupent le 1/5 de l'espace total de la Charente-Maritime et ont une légère tendance à l'augmentation de leur surface.
Enfin, la part des terres non agricoles ne cesse de croître. Celles-ci incluent les terres agricoles non cultivées - mais qui ne sont pas en jachères - comme les landes non productives, les landes non pacagées, les friches ainsi que les terres incultes. Elles comprennent également les terres acquises à l'urbanisation et aux voies de communication (routes et autoroutes, voies ferrées, aéroports).

### L'évolution du nombre des exploitations agricoles
En Charente-Maritime, comme partout ailleurs en France, le nombre des agriculteurs est en chute libre depuis le lendemain de la Libération et cette décroissance accélérée des effectifs agricoles s'accompagne d'une baisse rapide du nombre des exploitations agricoles comme l'indique le tableau agricole ci-dessous.
|        | 1970   | 1979   | 1988   | 2000  | 2007  |
| ------ | ------ | ------ | ------ | ----- | ----- |
| Nombre | 25 186 | 20 476 | 15 766 | 9 999 | 7 650 |

Depuis 1970, le nombre des exploitations agricoles a diminué de façon régulière, franchissant à chaque recensement agricole un seuil symbolique. Depuis l'an 2000, ce nombre est passé sous la barre des 10 000 unités et a continué sa chute vertigineuse depuis cette date. Dans le détail, les exploitants agricoles professionnels sont même passés sous le chiffre de 5 000, étant 4 990 exploitants agricoles en 2007 contre 6 271 en 2000.
Depuis les années d'après-guerre, le nombre des exploitations agricoles chute fortement mais, en même temps, ces dernières s'agrandissent de plus en plus.
L'évolution de la structure des exploitations agricoles entre 1952 et 2003
| Exploitation         | 1952   | Proportion | 1970   | Proportion | 1988   | Proportion | 2000  | Proportion | 2003  | Proportion |
| -------------------- | ------ | ---------- | ------ | ---------- | ------ | ---------- | ----- | ---------- | ----- | ---------- |
| Moins de 5 hectares  | 11 000 | 29,8 %     | 8 072  | 32 %       | 4 199  | 26,6 %     | 2 442 | 24,4 %     | 1 710 | 19,2 %     |
| De 5 à 75 hectares   | 25 050 | 68 %       | 15 309 | 60,8 %     | 10 315 | 65,4 %     | 5 508 | 55,1 %     | 5 030 | 56,4 %     |
| De 75 à 150 ha       | 815    | 2,2 %      | 1 805  | 7,2 %      | 1 157  | 7,3 %      | 1 627 | 16,3 %     | 1 730 | 19,4 %     |
| 150 hectares et plus | ...    | ...        | ...    | ...        | 105    | 0,7 %      | 422   | 4,2 %      | 450   | 5 %        |
| Total                | 36 865 | 100 %      | 25 186 | 100 %      | 15 766 | 100 %      | 9 999 | 100 %      | 8 920 | 100 %      |

La mutation agricole qui s'est opérée dans le département s'est manifestée dans l'évolution des structures des exploitations agricoles. Alors qu'une exploitation sur trois avait moins de 5 hectares dans les années 1950 et même encore en 1970, cette proportion n'est plus que d'une exploitation sur cinq en 2003.
Mais la grande mutation dans l'agriculture charentaise est dans l'apparition des grandes exploitations agricoles qui étaient inexistantes jusqu'en 1970. Les exploitations de plus de 150 hectares sont apparues vers la fin des années 1970 avec le remembrement intensif. Représentant à peine 1 % du total des exploitations agricoles de la Charente-Maritime en 1988, ces grosses exploitations sont maintenant 5 % et leur croissance est loin d'être stoppée même si une certaine tendance au ralentissement semble s'amorcer.
Ceci a pour conséquence première un agrandissement de la surface moyenne des exploitations agricoles en Charente-Maritime. Or, depuis 2007, la surface moyenne agricole d'une exploitation est passée à 80 hectares, soit au-dessus de la moyenne française qui est de 75 hectares. Cette concentration de la surface cultivée des exploitations est cependant inférieure à celle des deux départements du nord de Poitou-Charentes comme l'indique le tableau ci-dessous.
|             | Charente | Charente-Maritime | Deux-Sèvres | Vienne | France |
| ----------- | -------- | ----------------- | ----------- | ------ | ------ |
| SAU moyenne | 76 ha    | 80 ha             | 92 ha       | 125 ha | 75 ha  |

Cette augmentation de la surface moyenne des exploitations agricoles s'est accélérée entre l'an 2000 et 2007, passant d'une moyenne de 65 ha à 80 ha. Dans le courant des années 1970, cette moyenne était inférieure à 20 ha et seulement de 24 ha en 1982. Sous l'effet du remembrement activement mis en place dans 283 communes du département jusqu'au milieu des années 1980, du regroupement accéléré des parcelles agricoles en un seul tenant par exploitation agricole et de la baisse considérable de la population agricole, la surface moyenne des exploitations agricoles a explosé en Charente-Maritime entre 1982 et 2000, puisqu'elle a  triplé entre ces deux dates, passant d'une moyenne de 24 ha à 65 ha entre ces deux dates. Cet agrandissement des exploitations agricoles a été tel que le département a maintenant largement rattrapé son retard sur la moyenne nationale et qu'il l'a même dépassé en 2007 : 80 ha en moyenne contre 75 pour la France. Ce qui est à la fois historique et considérable.
La taille des exploitations est fonction de l'activité agricole exercée et diffère d'une région à une autre où, en Charente-Maritime, les services de l'administration agricole ont délimité six petites régions agricoles très différentes aussi bien dans l'occupation des sols que dans leur spécialisation.

### Les six régions agricoles de la Charente-Maritime
Les administrations agricoles ont divisé la Charente-Maritime en six petites régions agricoles dont les spécialisations agricoles sont différentes d'une région à une autre et se sont renforcées dans la dernière décennie. Ces économies agricoles sont fondées en grande partie sur la géographie des sols comme sur l'héritage agricole et les ressources naturelles.

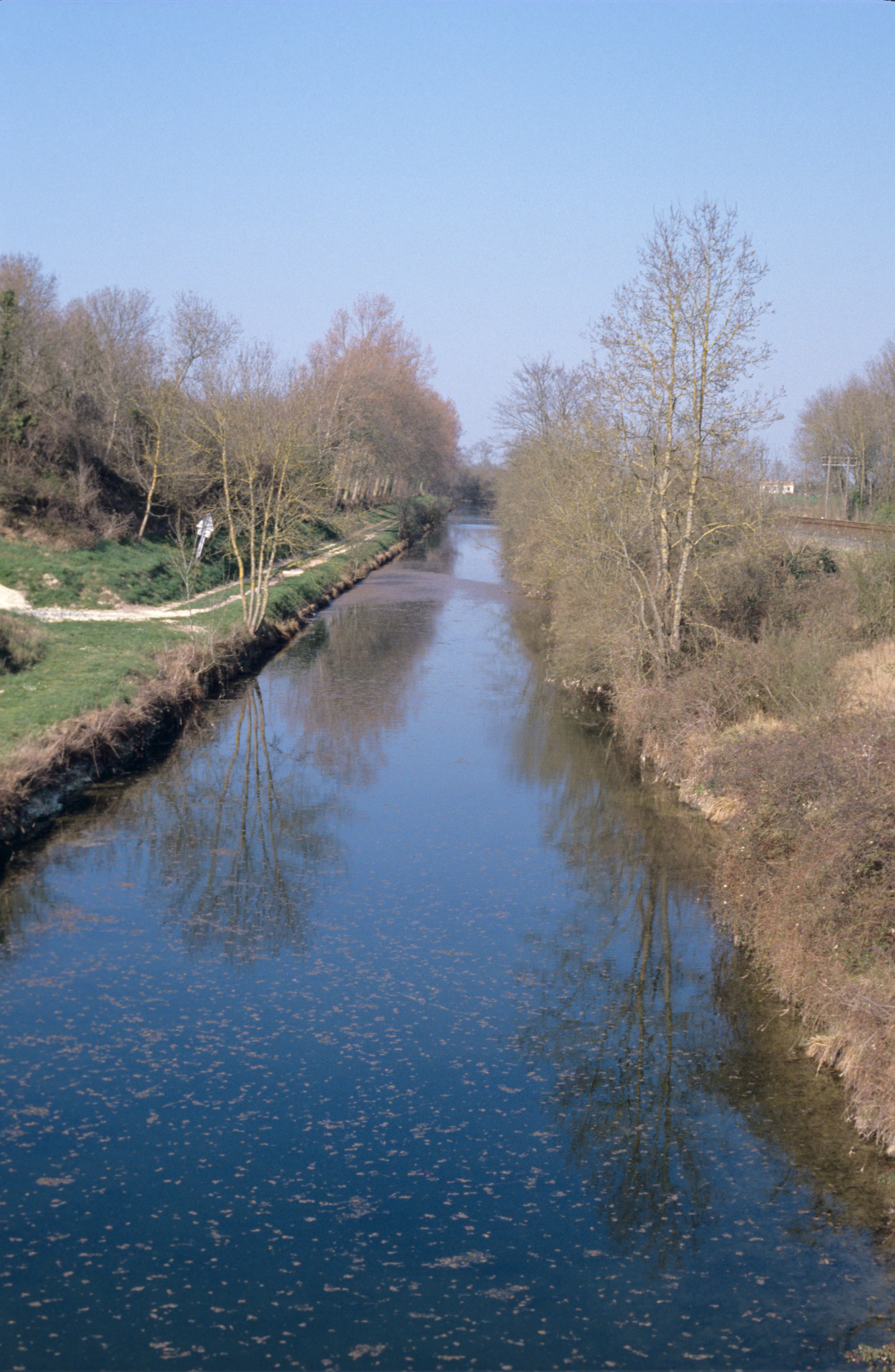
Le canal de Marans à La Rochelle draine deux régions agricoles en Charente-Maritime; au nord, le Marais poitevin desséché et au sud l'Aunis.

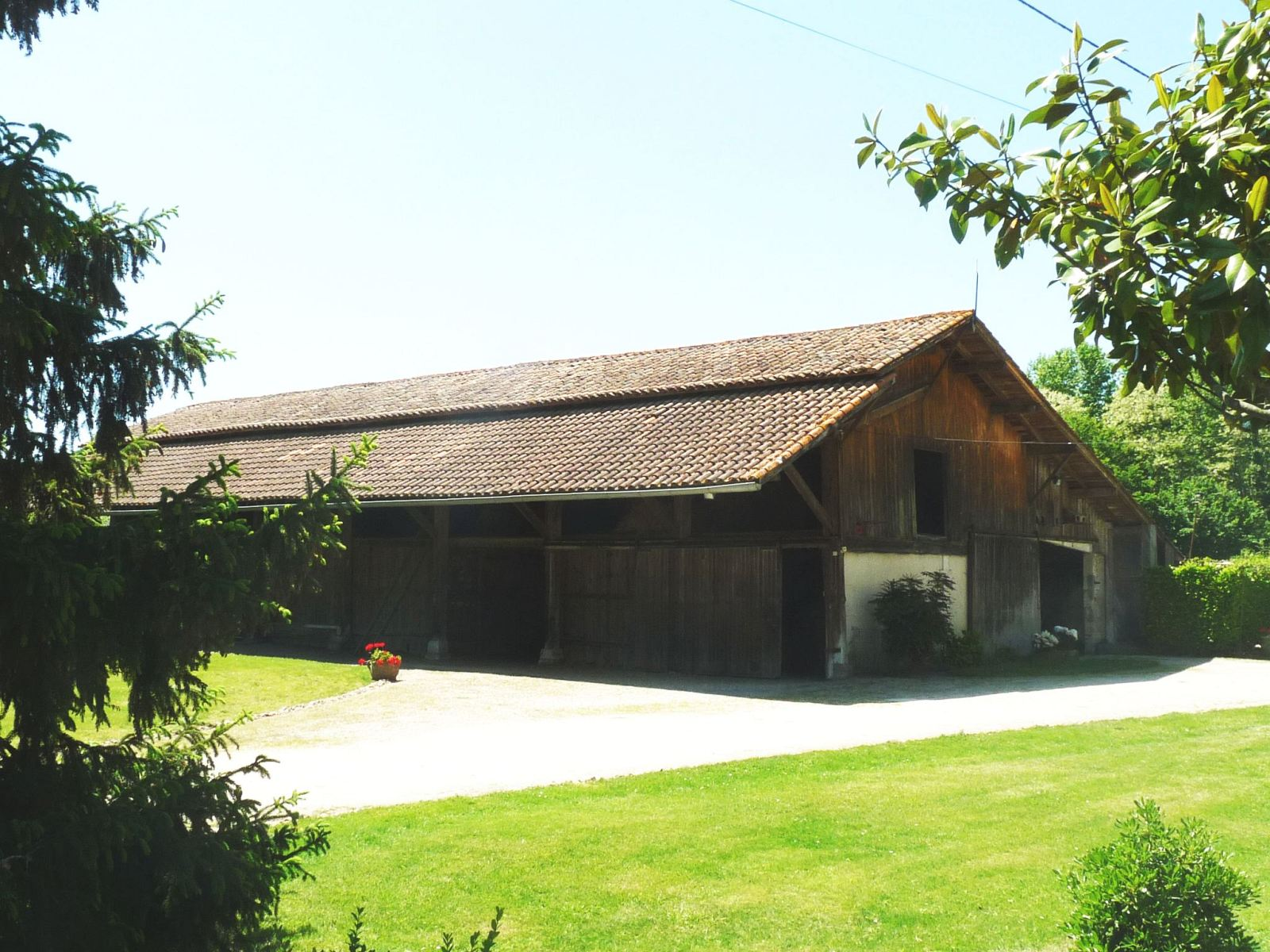
Grange en bois à Saint-Aigulin, typique des constructions agricoles en pin maritime de la Double saintongeaise.

Tout au Nord du département se singularise la région agricole du Marais poitevin desséché, elle est l'une des plus petites en termes de superficie et de nombre de communes. Elle chevauche les cantons de Marans et de Courçon. C'est à la fois une région d'élevage et de céréalicuture intensives. À l'est, en bordure du marais mouillé, les cultures maraîchères sont encore en activité et alimentent les marchés urbains de La Rochelle, Niort et Fontenay-le-Comte.
Dans le nord-ouest de la Charente-Maritime se situe la petite région agricole de l'Aunis qui est une plaine céréalière aux allures de Beauce. L'Aunis, qui inclut ici l'île de Ré, fut jusqu'au XIXe siècle le vignoble de La Rochelle puis, après la crise du phylloxéra qui ravagea la vigne en Aunis à partir de 1876, le berceau de l'élevage laitier et de la coopération laitière avec Surgères comme centre initiateur. Aujourd'hui, cette région est essentiellement tournée vers la production de céréales et d'oléagineux tandis que l'élevage laitier est pratiquement abandonné.

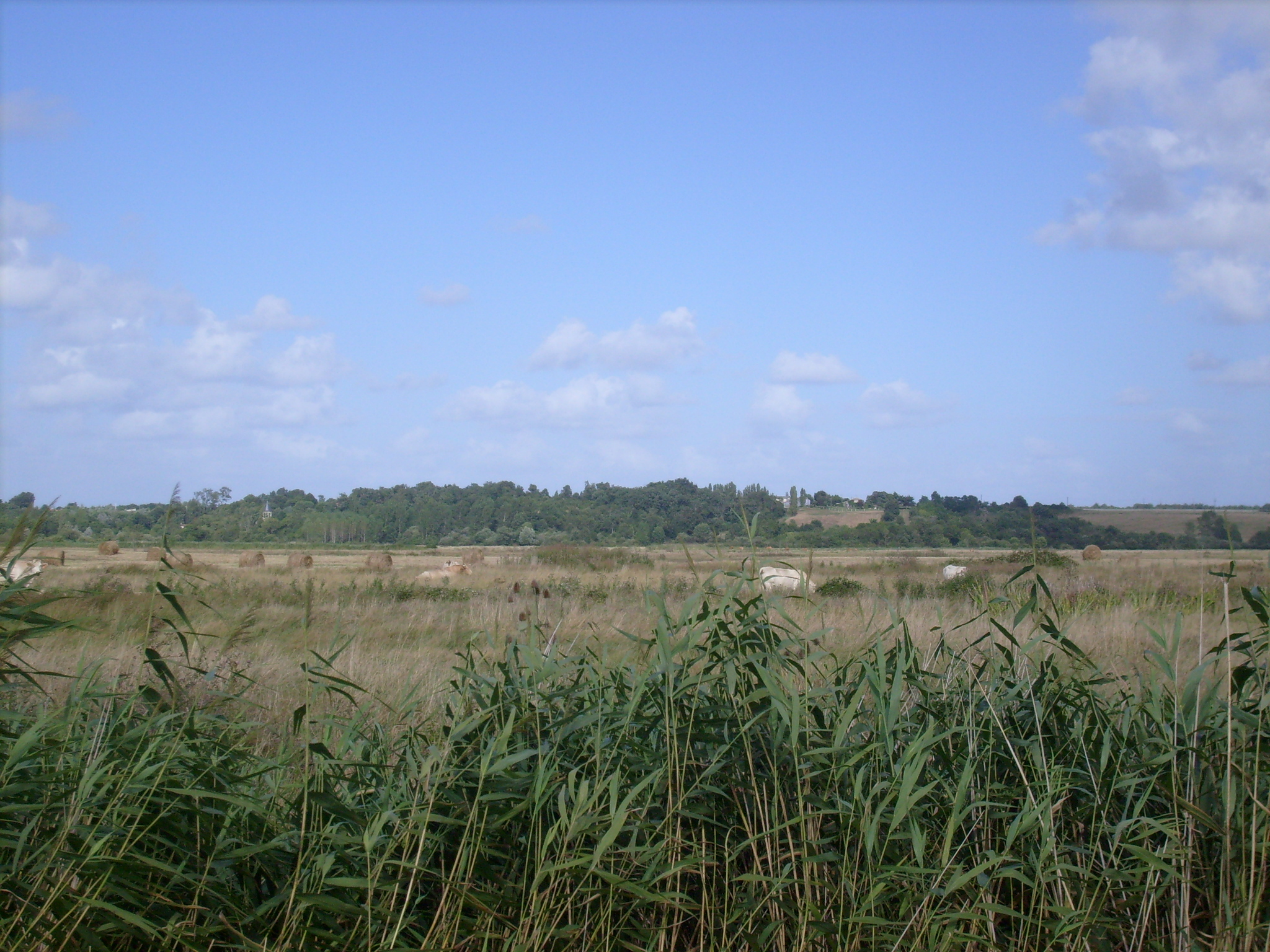
Paysage de marais dans les environs proches de Marennes.

Au sud de l'Aunis se trouve la région agricole des Marais de Rochefort et Marennes dont l'économie est très semblable à celle du Marais poitevin desséché. L'élevage laitier recule au profit de l'élevage à viande tandis que la maïsiculture progresse aux dépens de l'élevage en général. Cependant, cette région agricole concentre le tiers des vaches allaitantes du département, 400 exploitations agricoles qui utilisent 15 000 hectares de marais. Ce fut pendant longtemps une grande région d'élevage des chevaux qui, maintenant, est une activité plutôt marginale.
Au nord-est du département et au centre s'étend la région agricole de la Saintonge agricole qui prolonge à l'est la riche plaine de l'Aunis.

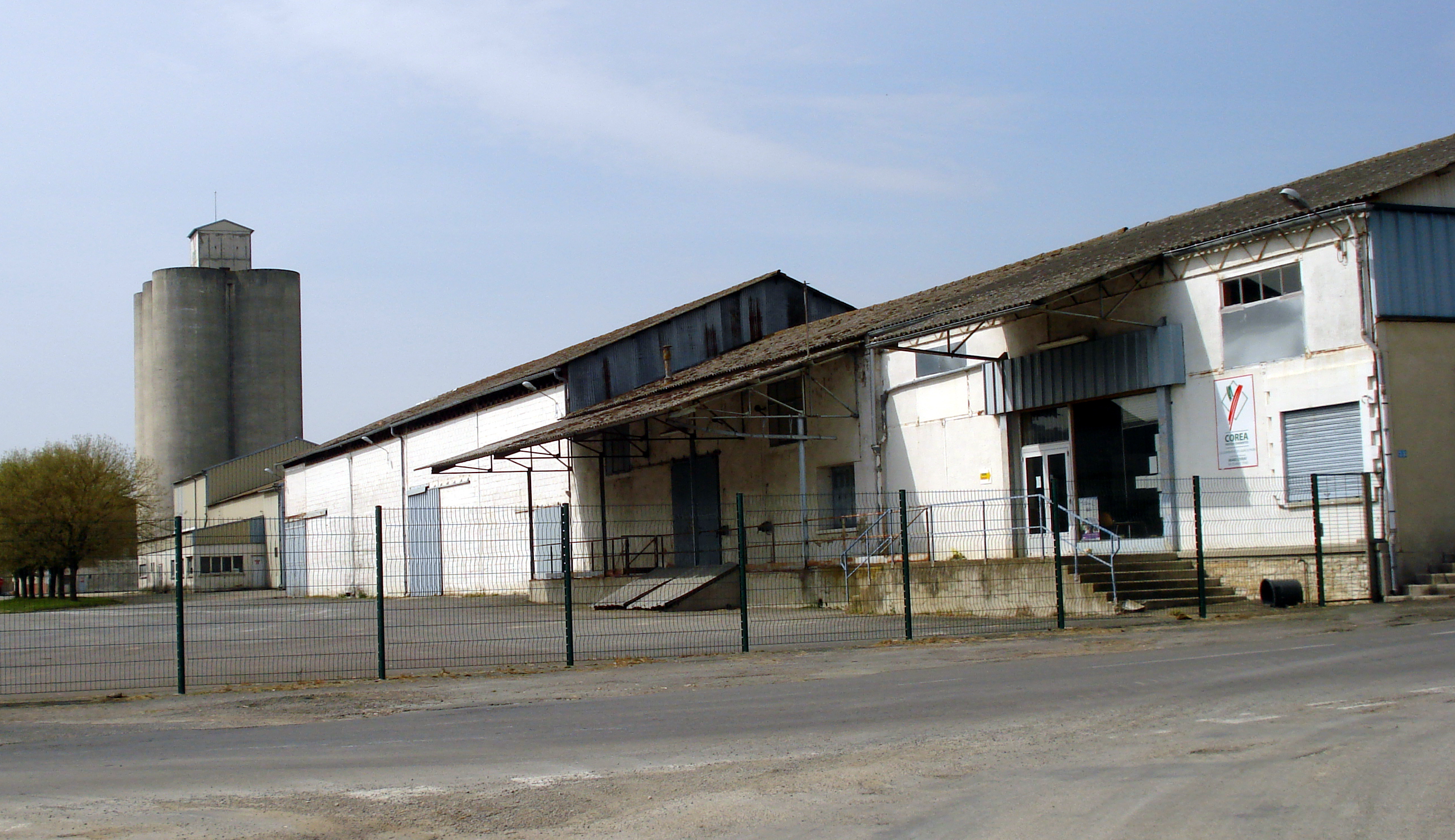
Le gros silo céréalier à Chives, dans le Nord-Est de la Charente-Maritime, symbole de la nouvelle économie céréalière de la Saintonge agricole.

Les principaux marchés urbains sont Saintes au centre, Saint-Jean-d'Angély au nord-est et Saujon au sud-ouest qui animent ce vaste terroir agricole comprenant une très grande partie de l'arrondissement de Saint-Jean-d'Angély et débordant au-delà du fleuve Charente en incluant quelques cantons de l'arrondissement de Saintes (cantons de Saint-Porchaire, de Saujon et de Saintes-Ouest). Longtemps terroir de polyculture aux paysages semi-bocagers, cette région a subi de profondes mutations de son économie agricole à partir des années 1970 lors des vastes opérations de remembrement agricole. Elle est devenue une riche région agricole où, dorénavant, prédomine la céréaliculture intensive sur le même modèle économique que celui de l'Aunis. Les grands champs ouverts de type openfield s'étendent d'ouest en est des cantons de Loulay à Aulnay-de-Saintonge au nord de la Charente tandis qu'au sud du fleuve, depuis Saujon s'ouvre une autre grande zone de production céréalière. Dans les vallées fluviales (basses vallées de la Charente et de la Boutonne), l'élevage est maintenu en même temps que les prairies artificielles. C'est également une région où l'arboriculture et les cultures légumières occupent une part relativement importante dans l'économie agricole (cultures légumières dans la vallée de l'Arnoult, arboriculture dans la région de Saintes).

À l'est, au centre et au sud du département s'étend la riche région agricole de la Saintonge viticole qui doit son nom à l'exploitation de la vigne à cognac. 

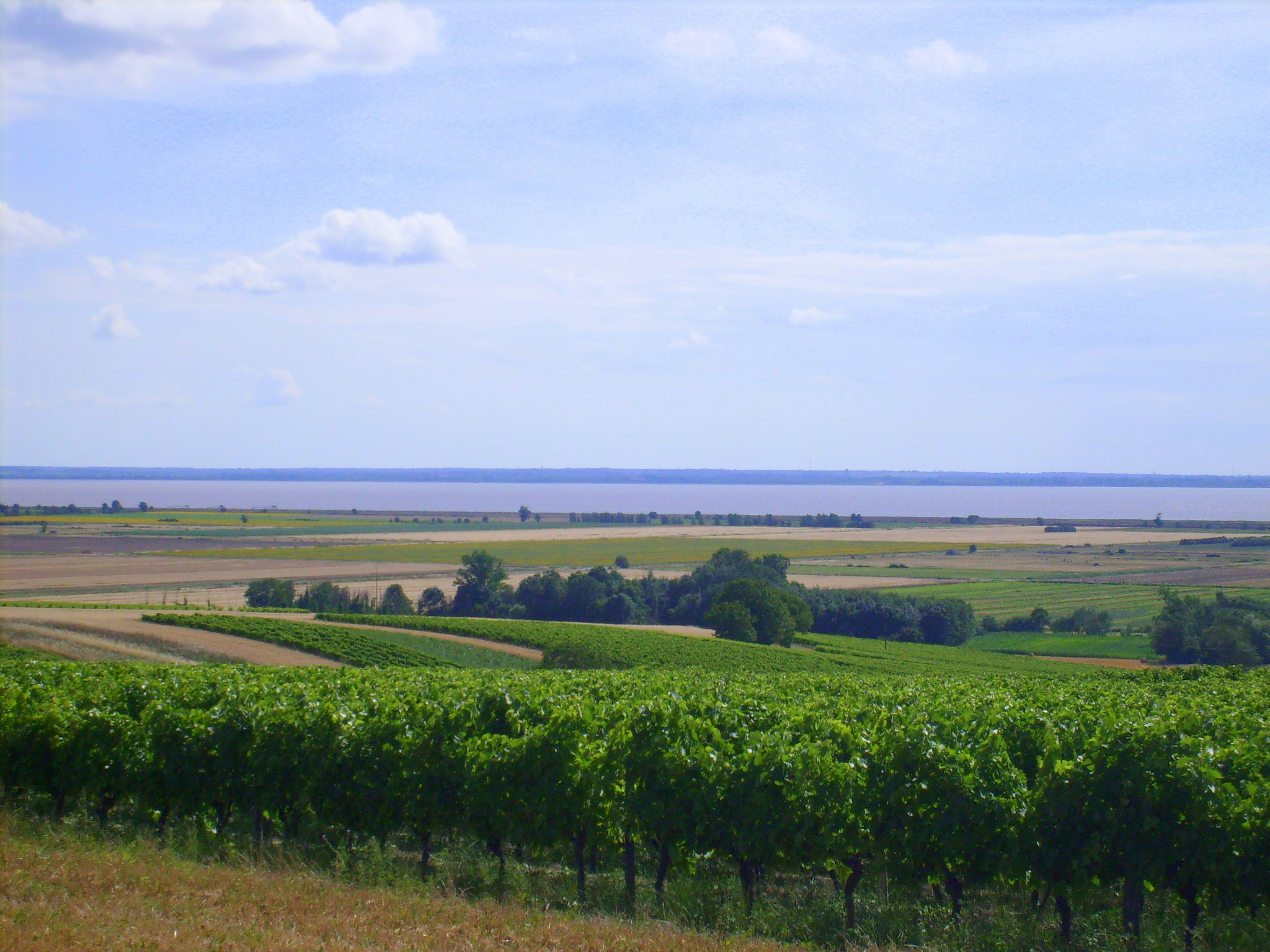
Coteaux plantés de vignes près de l'estuaire de la Gironde à Saint-Bonnet-sur-Gironde dans la Saintonge viticole.

Celle-ci associe l'île d'Oléron qui pratique les mêmes productions. C'est dans cette région agricole que se trouve le grand terroir viticole pour la production du cognac mais aussi du pineau des Charentes dont les crus sont divisés en plusieurs zones bien différenciées dépendant en grande partie de la nature des sols (terroirs viticoles de la Grande Champagne, des Borderies, des Fins Bois et des Bons Bois). Pons et Jonzac, mais aussi Matha et Gémozac, sont les places principales pour la production et le négoce des eaux-de-vie de cognac. Cette région associe au côté de la vigne l'horticulture et l'arboriculture autour de Saintes et de Gémozac. La céréaliculture est davantage pratiquée dans la partie méridionale, sur l'axe Saujon-Cozes-Gémozac-Pons-Archiac, et constitue la deuxième zone céréalière de la Charente-Maritime après celle de l'Aunis et de la Saintonge agricole.
Enfin, la petite région agricole de la Saintonge boisée est la région la plus méridionale de la Charente-Maritime et se singularise nettement des autres régions agricoles du département.
C'est l'une des plus petites en termes de superficie dans le département et elle correspond à une portion de la Double saintongeaise qui comprend en partie les cantons de Mirambeau, Montendre, Montlieu-la-Garde et Montguyon. C'est avant tout une région de polyculture qui associe la vigne pour la production des eaux-de-vie de cognac (terroirs viticoles de la zone d'appellation de Cognac classés en Bons Bois et Bois ordinaires), l'élevage à viande et les cultures fourragères, ainsi que l'exploitation forestière. Concernant cette dernière activité, c'est par excellence la première région forestière de la Charente-Maritime où la moitié de sa surface est occupée par des pinèdes qui ne sont pas sans rappeler les paysages typiques des Landes de Gascogne dans l'Aquitaine voisine.

### Un département céréalier

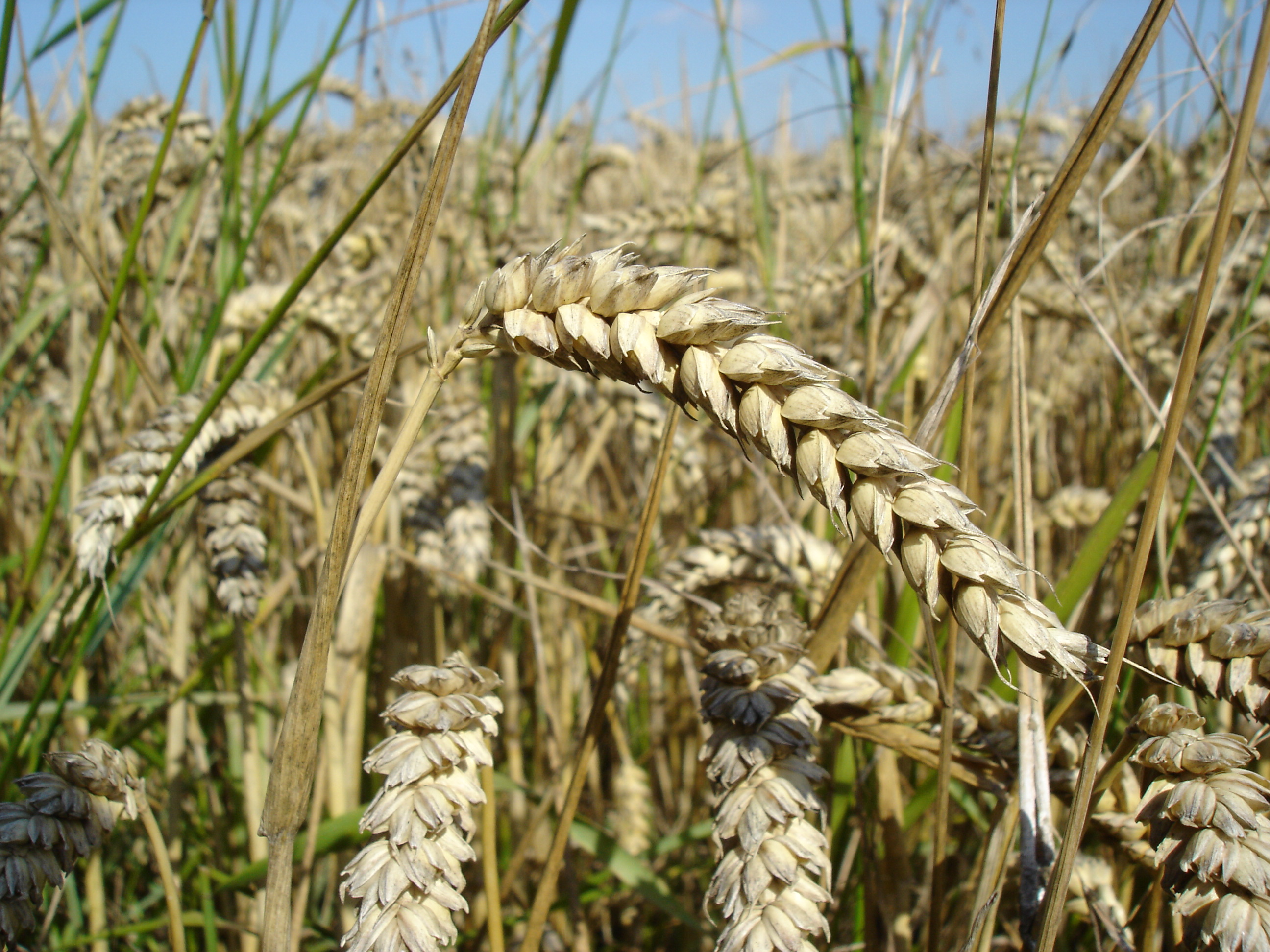
La Charente-Maritime est devenue un département céréalier et un gros producteur de blé.

Traditionnellement, l'économie agricole de la Charente-Maritime est caractérisée comme étant une économie de polyculture où s'équilibrent dans des proportions à peu près équivalentes la céréaliculture, l'élevage et la vigne mais, depuis le début du nouveau siècle, ce cliché est en train de voler en éclats et de nouvelles tendances apparaissent dont, notamment, celle où la Charente-Maritime s'affirme de plus en plus comme un département céréalier.
En 2008, 59,9 % de la SAU est destinée aux productions végétales, représentées par la céréaliculture et les oléo-protéagineux, ce qui signifie que dorénavant 3 hectares sur 5 sont dévolus aux cultures végétales. La Charente-Maritime est en passe de devenir un gros département céréalier.
Les surfaces plantées en céréales et oléoprotéagineux en 2000, 2003 et 2008
| Cultures végétales                    | Surface en hectares 2000 | Surface en hectares 2003 | Surface en hectares 2008 |
| ------------------------------------- | ------------------------ | ------------------------ | ------------------------ |
| Céréales                              | 191 990                  | 199 700                  | 212 050                  |
| dont blé tendre                       | 94 700                   | 94 000                   | 96 500                   |
| dont maïs                             | 65 000                   | 66 000                   | 60 070                   |
| Oléoprotéagineux                      | 95 960                   | 80 495                   | 77 360                   |
| dont colza                            | 27 000                   | 19 500                   | 22 350                   |
| dont tournesol                        | 61 000                   | 53 000                   | 49 500                   |
| Surface terres arables                | 358 295                  | 353 333                  | 353 839                  |
| Proportion terres arables dans la SAU | 53,6 %                   | 56,5 %                   | 59,9 %                   |

Comme l'indique le tableau ci-dessus, la part dévolue aux céréales n'a cessé de progresser depuis l'an 2000 et classe la Charente-Maritime au 12e rang national en 2008 pour l'ensemble de la production céréalière.
Cependant, ces productions végétales présentent des différences dans leur évolution, en particulier, le blé tendre qui tend à être de plus en plus utilisé alors que le maïs enregistre une tendance à une baisse assez sensible depuis 2003.
Concernant la culture du blé tendre, celle-ci a connu une croissance régulière de son ensemencement en surface comme de ses rendements malgré les fluctuations des conditions météorologiques d'une année sur l'autre.
Évolution de la surface plantée en blé tendre et ses rendements de 1963 à 2008
|           | 1963      | 1979      | 1984      | 2000      | 2008      |
| --------- | --------- | --------- | --------- | --------- | --------- |
| Surface   | 49 000 ha | 55 400 ha | 92 000 ha | 94 700 ha | 96 500 ha |
| Rendement | 24        | 37        | 55        | 60        | 66        |

Ainsi, depuis 1963 les surfaces dévolues à la culture du blé tendre ont-elles doublé tandis que les rendements ont presque triplé entre 1963 et 2008.
Ces rendements élevés donnent d'importantes récoltes. La collecte du blé tendre s'est élevée à 5 638 500 quintaux en 2006, et représentait 24 % de la production régionale. En 2008, les rendements ont été exceptionnellement élevés, de l'ordre de 70 quintaux à l'hectare, et dans certains secteurs jusqu'à 80 quintaux l'hectare, donnant une riche récolte de 650 000 tonnes, 15 % supérieure à celle de l'année 2007.
À côté du blé tendre, les autres cultures qui figurent au tableau des céréales sont représentées par l'orge (34 900 ha en 2008), le blé dur (17 700 ha en 2008), l'avoine (820 hectares en 2008), le sorgho (900 ha en 2008) et le triticale (700 ha en 2008).

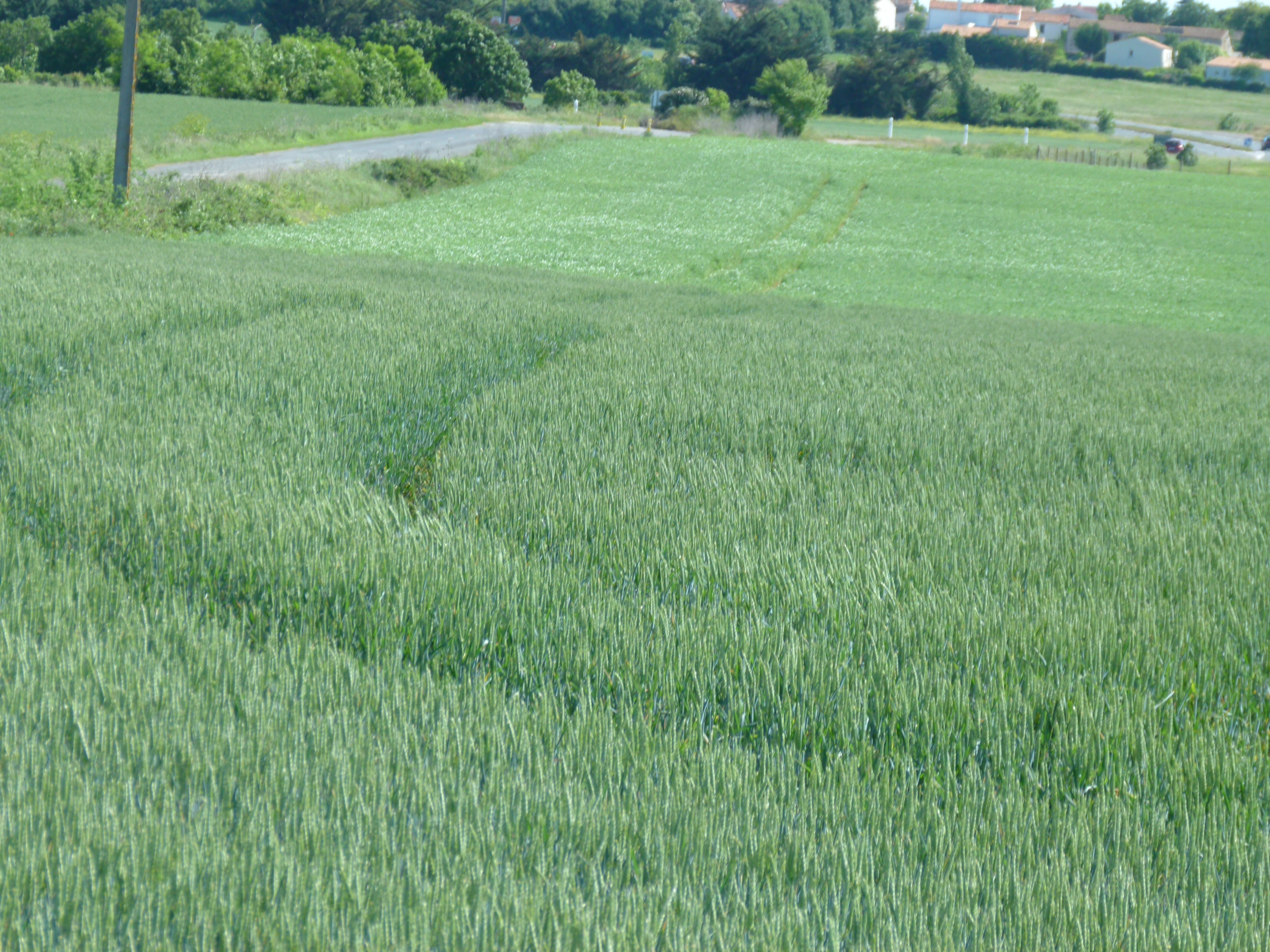
Champs de blé en herbe aux portes de Marsilly dans la plaine de l'Aunis.

En ce qui concerne le blé dur qui craint moins les périodes de sécheresse du printemps et de l'été et qui trouve un terrain favorable dans les sols calcaires et secs du département, sa mise en culture a pour ainsi dire « explosé ». En seulement, quelques années, les surfaces consacrées à cette culture ont décuplé, passant de 2 000 hectares en 2002 à 20 000 hectares en 2006. Malgré une baisse de son rendement où, d'une année sur l'autre, son taux est passé de 66 q/h en 2005 à 58 q/h, il a l'avantage d'être de bonne qualité et est destiné aux semouleries. Mais il est vrai que l'engouement pour cette culture est resté plutôt limité puisqu'en 2008, le blé dur n'est utilisé que sur 17 700 hectares.

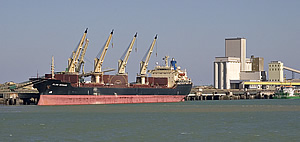
Le port céréalier de La Pallice est le deuxième de France, exportant la majorité de la production du département vers l'Europe, le Maghreb et l'Afrique.

La plupart de ces productions sont exportées par les ports de commerce de La Pallice et de Tonnay-Charente qui disposent d'importantes unités de stockage et qui exportent les céréales vers l'Europe, les pays du Maghreb et l'Afrique ainsi que le Moyen-Orient. L'importance de ces productions a permis de hisser le port de La Pallice au deuxième rang national des plateformes portuaires pour l'exportation des céréales où, depuis ce port, 92 % de la production régionale est expédiée à l'étranger.
Quant au maïs-grain, il a connu quelques fluctuations importantes dues essentiellement aux caprices de la météorologie car il s'agit d'une plante très exigeante en eau et qui est très vulnérable aux sécheresses estivales qui frappent régulièrement le département de la Charente-Maritime. Sa tendance est actuellement à la baisse.
Évolution de la surface plantée en maïs et ses rendements de 1963 à 2008
|           | 1963      | 1979     | 1984      | 2000     | 2008      |
| --------- | --------- | -------- | --------- | -------- | --------- |
| Surface   | 15 000 ha | 3 500 ha | 33 000 ha | 6 500 ha | 60 070 ha |
| Rendement | 40        | 42       | 61        | 82       | 95        |

Le maïs-grain a enregistré une très forte croissance de son utilisation en Charente-Maritime. Il a plus que triplé en surface entre 1963 et 2003 mais, depuis cette date, la tendance est à la baisse. Cependant, ses rendements ont toujours été plus élevés que ceux pour le blé tendre et il a plus que doublé entre 1963 et 2008.
La production du maïs en grains est de 4 852 000 quintaux en 2006, soit 37 % de la production régionale. En 2008, la Charente-Maritime occupe le 1er rang régional et une honorable 6e place nationale pour cette production dont une large part est exportée par les ports charentais dont celui de Tonnay-Charente.
La faiblesse de cette culture provient de son exigence en eau et en humidité, nécessitant une irrigation intensive qui a été largement favorisée dans le courant des années 1980 mais qui est fortement remise en question depuis la grande sécheresse de l'été 2003. De plus la loi sur l'eau de 1992 a entraîné la diminution de la moitié des surfaces irriguées en Charente-Maritime.
Les céréaliculteurs sont obligés d'utiliser, en rotation avec les céréales qui ne peuvent être semées pendant plusieurs années consécutives sur les mêmes parcelles, des têtes d'assolement diverses. Dans les années 1980, de grands espoirs furent fondés sur la culture des oléagineux et de oléoprotéagineux et leur expansion a été particulièrement rapide au point que la Charente-Maritime est devenue le troisième producteur national de tournesol.
Évolution de la surface plantée en tournesol de 1970 à 2008
|         | 1970     | 1979      | 1986      | 2000      | 2008      |
| ------- | -------- | --------- | --------- | --------- | --------- |
| Surface | 5 000 ha | 12 000 ha | 68 000 ha | 61 000 ha | 49 500 ha |

L'extension de la culture du tournesol a vite trouvé ses limites en Charente-Maritime qui était devenue le premier producteur national dans les années 1980 et 1990 et où les surfaces avaient plus que décuplé entre 1970 et 1986.

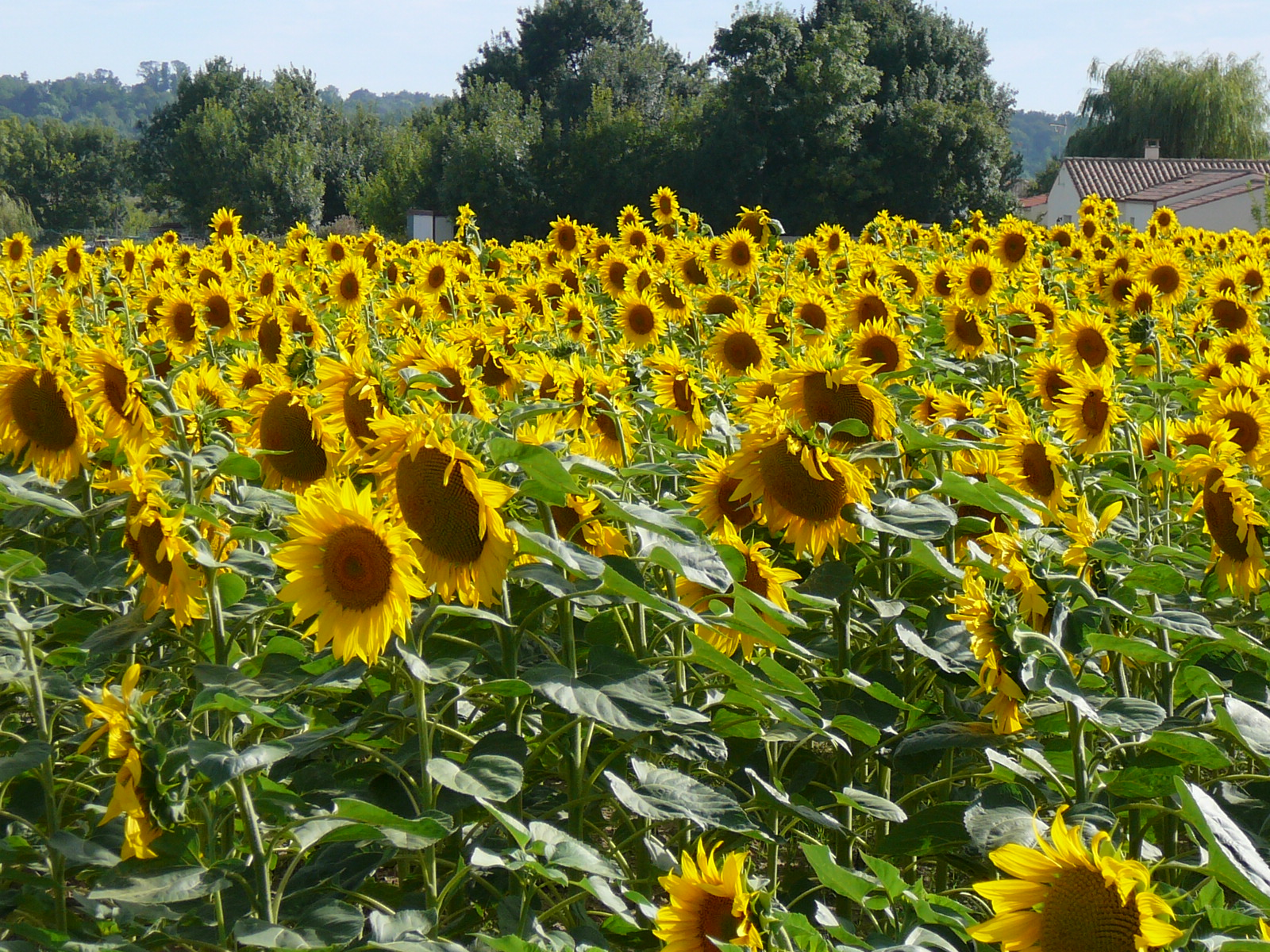
Champs de tournesol dans la campagne de Pont-l'Abbé-d'Arnoult; la Charente-Maritime est le troisième producteur national de tournesol.

Le recul sensible de cette culture dans la première décennie du XXIe siècle est dû essentiellement au problème de l'irrigation (loi sur l'eau de 1992) et à celui de la sécheresse récurrente qui frappe le département (2003, 2005, 2006, 2007) à laquelle cette plante est particulièrement vulnérable.
Malgré une baisse sensible de la production, la Charente-Maritime occupe, aujourd’hui, une honorable troisième place nationale mais toujours le premier rang régional.
Le colza, autre oléagineux, suit à peu près la même tendance que le tournesol, aussi bien pour les surfaces que pour la production qui est de 686 900 quintaux en 2006, représentant 19 % de la production régionale.
L'introduction du colza et du tournesol dans les cultures de la Charente-Maritime a coïncidé avec la baisse de l'élevage laitier et des cultures fourragères à partir des années 1955-1960. Les oléagineux ont d'abord été plantés dans le nord de la Charente-Maritime, dans les régions agricoles de l'Aunis et de la Saintonge agricole. Le tournesol a, comme point de départ, le canton d'Aigrefeuille-d'Aunis depuis l'abandon de la betterave sucrière et la disparition de la distillerie de betteraves à sucre de Forges d'Aunis.
Depuis le milieu des années 2000, une partie de ces deux cultures oléagineuses est orientée vers la production des biocarburants dans le cadre de la filière Diester. En 2007, le colza industriel et le tournesol oléique avaient atteint des plantations records en vue de la fabrication du biocarburant mais en 2008, la tendance est freinée par les orientations des prix au profit des cultures alimentaires faisant chuter les semis des cultures industrielles.
Les cultures consacrées aux protéagineux demeurent assez  secondaires en Charente-Maritime et se développent peu mais sont d'introduction relativement récente, à partir des années 1990. En 2008, ces productions concernent en très grande partie les plantations de pois protéagineux qui occupent 4 950 hectares sur un total de 6 090 hectares tandis que les féveroles ne sont plantés que sur 130 hectares, leurs rendements respectifs sont de 45 q/h et 35 q/h autant que la moyenne nationale pour la première (45 q/h), beaucoup moins pour la seconde (52 q/h).
La production totale des protéagineux est de 298 660 quintaux en 2006, correspondant à plus de la moitié de la production régionale (53 % de la production en Poitou-Charentes), plaçant la Charente-Maritime au premier rang régional.

### Le recul de l'élevage

#### Données générales
Comparativement à la production végétale, l'élevage est une activité en net retrait en Charente-Maritime et cette situation nouvelle est apparue vers la fin du siècle dernier.

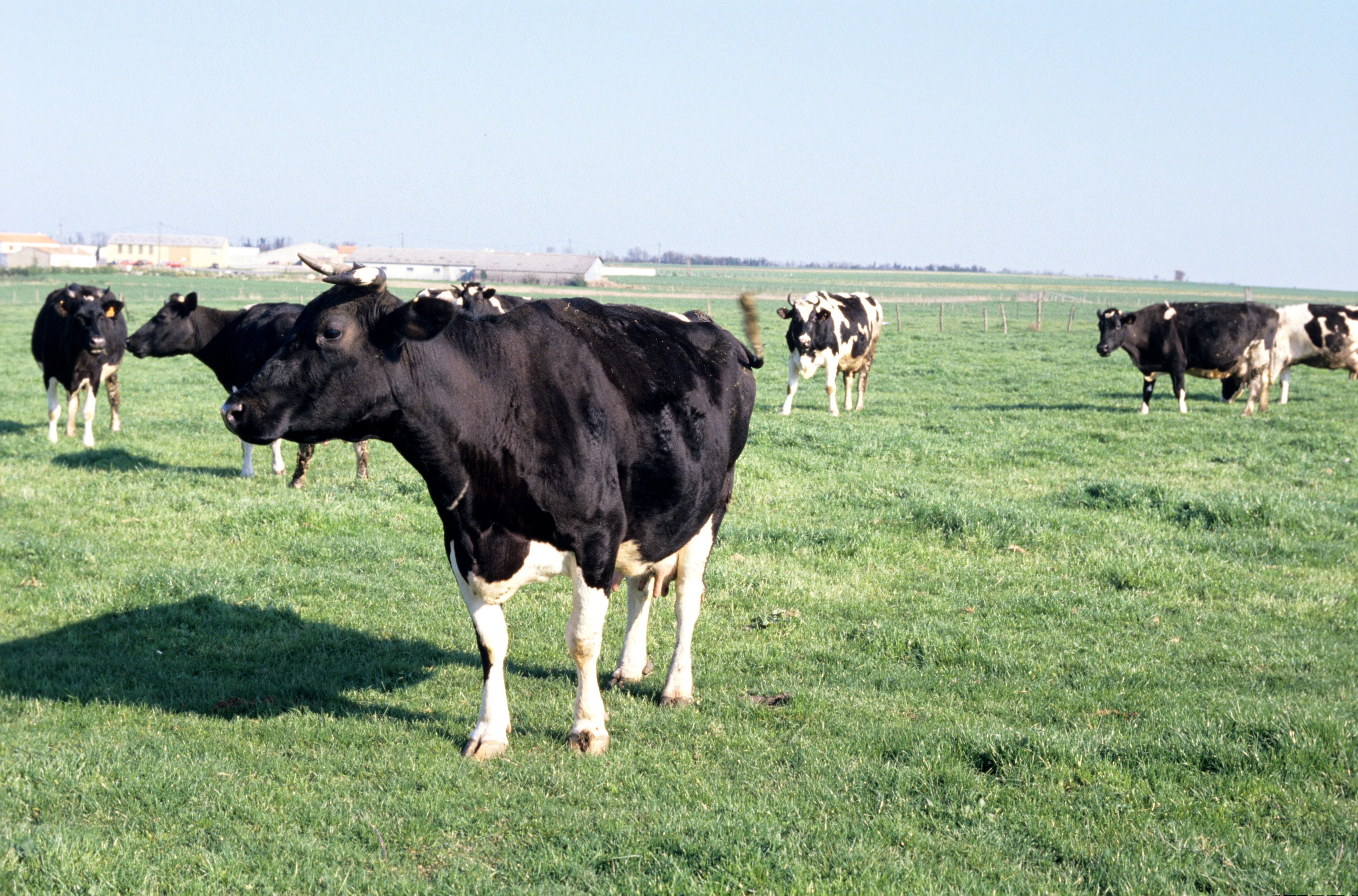
Un troupeau de vaches laitières dans le Marais poitevin desséché, près de Marans; l'élevage laitier est de plus en plus délaissé en Charente-Maritime.

Pourtant, l'élevage a longtemps été l'une des principales activités agricoles de la Charente-Maritime grâce, notamment à la présence des vastes marais maritimes et fluviaux qui représentent le 1/5e de l'espace départemental et qui sont également des terres dévolues aux cultures fourragères. Mais l'élevage bovin et ovin n'est pas uniquement confiné sur ces terres de marais desséchés, patiemment acquises sur la mer, il est également pratiqué sur les terres adonnées aux prairies artificielles après la crise du phylloxéra qui ravagea une grande partie du vignoble charentais à partir de 1875.
Cette forme d'agriculture qui a connu son apogée dans les années 1960 où elle était un des piliers de l'économie agricole de la Charente-Maritime connaît un net recul depuis l'application de la PAC. Déjà, à partir de 1970, l'élevage laitier commence à décliner en raison des menaces de surproduction du beurre et des produits laitiers qui pèsent sur le marché européen. La politique agricole européenne ou PAC limite en particulier les quotas laitiers à partir de 1984 et oblige nombre d'éleveurs à abandonner la production laitière pour se reconvertir vers la production de viande, nécessitant la création de grandes étables avec des effectifs de 50 à 100 têtes tandis que d'autres se tournent vers la céréaliculture intensive avec des exploitations de plus d'une centaine d'hectares. Le recul le plus net concerne l'élevage laitier depuis 1976 alors que le cheptel bovin pour la viande se maintient difficilement.
Évolution du cheptel bovin en Charente-Maritime entre 1976 et 2008
| Cheptels                | 1976    | Proportion | 1984    | Proportion | 2000    | Proportion | 2008    | Proportion |
| ----------------------- | ------- | ---------- | ------- | ---------- | ------- | ---------- | ------- | ---------- |
| Bovins                  | 260 500 |            | 208 900 |            | 115 000 |            | 114 120 |            |
| - dont Vaches laitières | 98 000  | 37,6 %     | 70 000  | 33,5 %     | 31 500  | 27,4 %     | 25 120  | 22 %       |
| - dont Vaches nourrices | 44 300  | 17 %       | 35 000  | 16,8 %     | 24 000  | 20,9 %     | 26 370  | 23,1 %     |
| Caprins                 | 24 100  |            | 20 900  |            | 21 000  |            | 27 500  |            |
| Ovins                   | 45 000  |            | 48 500  |            | 15 750  |            | 14 950  |            |
| Porcins                 | 50 000  |            | 30 000  |            | 11 500  |            | 10 150  |            |

Comme l'indique le tableau de statistiques agricoles ci-dessus, les effectifs bovins ont plus que diminué de moitié entre 1976 et 2000 mais, pendant la première décennie du XXIe siècle, ils ont tendance à se stabiliser. L'effectif des espèces bovines est toutefois non négligeable avec 114 120 têtes recensées fin 2008, ce qui représente 1/6e du cheptel régional (14,3 %).
De même en est-il pour les espèces ovines et surtout porcines qui suivent la même évolution négative que le cheptel bovin. Le cheptel porcin accuse la plus forte baisse de ses effectifs et est même devenu le plus petit bétail du département. L'élevage des espèces porcines (10 150 têtes, soit 2,7 % de la production régionale), ovines (14 950 têtes, soit 2 % de la production régionale) et caprines (27 500 têtes, soit 7 % de la production régionale) est devenu quelque peu marginal, du moins comparativement aux autres départements de la région Poitou-Charentes.
Quant à l'élevage équin (4 630 têtes en 2006, plus du tiers de la production régionale soit 34 %) et à l'élevage avicole 687 000 têtes en 2006, soit 10 % de la production régionale), ils placent le département dans de bonnes positions régionales.
Dans une vue d'ensemble, l'élevage est en déclin en Charente-Maritime depuis la fin des années 1970, à commencer par celui des vaches laitières dont la chute des effectifs comme de la production est spectaculaire.

#### Le déclin de l'élevage laitier
Longtemps considéré comme un département laitier, la Charente-Maritime n'a plus cette vocation depuis la dernière décennie du XXe siècle et l'abandon de l'élevage laitier s'est fortement accéléré dans la première décennie du XXIe siècle.
Évolution du nombre des vaches laitières de 1952 à 2008,.
|        | 1952    | 1963    | 1970    | 1979   | 1984   | 2000   | 2008   |
| ------ | ------- | ------- | ------- | ------ | ------ | ------ | ------ |
| Nombre | 130 000 | 152 000 | 130 000 | 85 100 | 70 000 | 31 500 | 25 100 |

Comme l’indique clairement le tableau des statistiques agricoles ci-dessus, l'élevage laitier est en chute libre en Charente-Maritime depuis l'année 1963. Après avoir atteint son apogée à cette date, où le département était l'un des plus gros producteurs de lait de vache en France, l'élevage laitier a entamé une décrue assez rapide de ses effectifs, notamment à partir des années 1970. En une quinzaine d'années seulement, le troupeau a pratiquement été divisé par deux entre 1970 et 1984, puis la chute s'est fortement accélérée entre 1984 et l'an 2000.

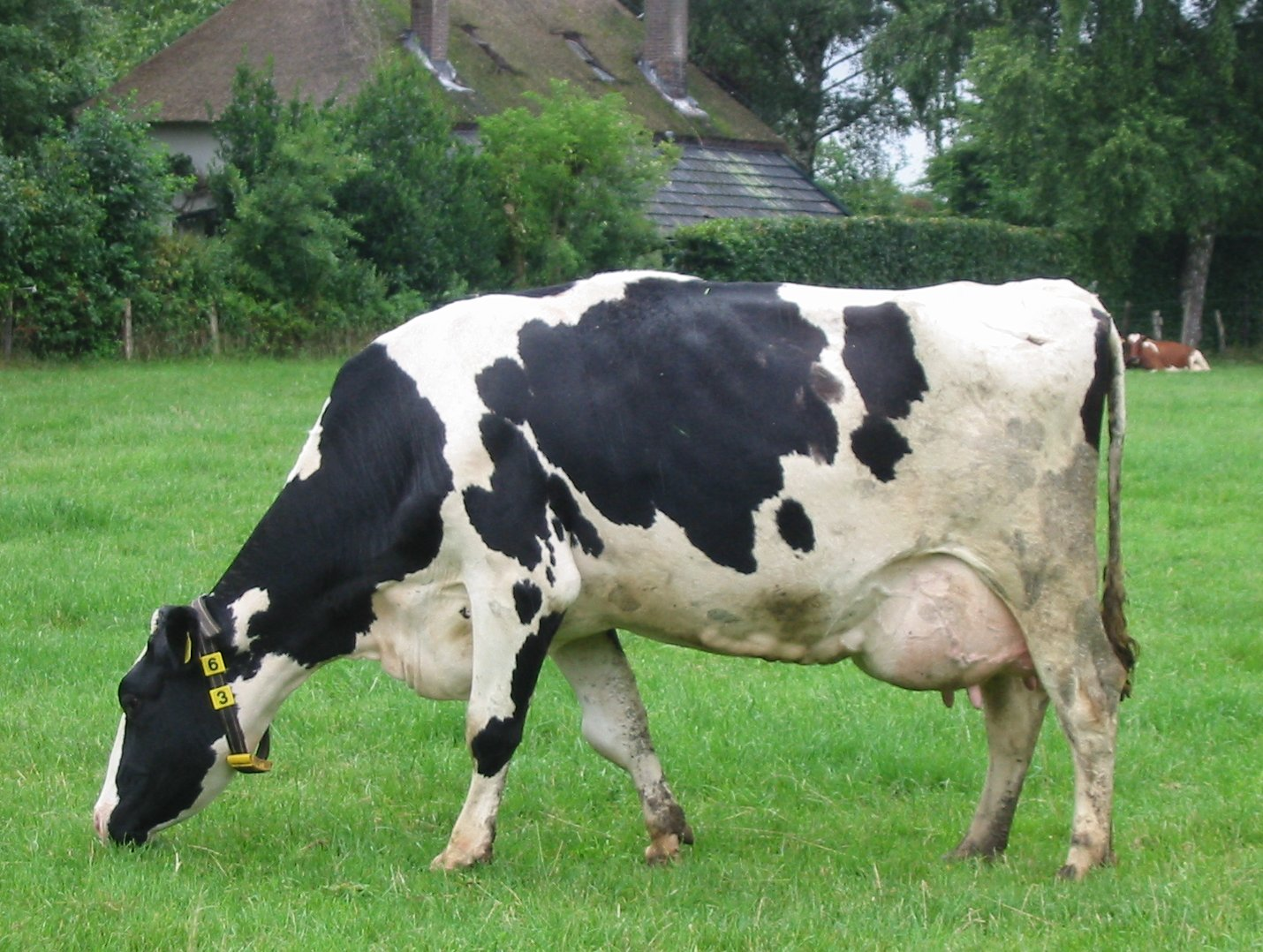
La holtein, introduite au début des années 1960, est devenue une race laitière dominante dans le cheptel bovin de la Charente-Maritime.

La race laitière est maintenant largement dominée depuis 1990 par la Prim'Holstein, "aux qualités de production remarquable", qui a remplacé les FFPN (Française Frisonne Pie Noire), introduite en Charente-Maritime au début des années 1960, où cette dernière a détrôné dès le milieu des années 1960 la Normande, dont la « qualité butyreuse » de son lait lui donne la réputation d'une excellente laitière.
Dans leur répartition géographique, les vaches laitières sont essentiellement présentes dans le quart nord-ouest de la Charente-Maritime, principalement dans la région agricole du Marais poitevin desséché (surtout le canton de Courçon), dans le Marais de Rochefort et dans l'Est de l'Aunis (canton de Surgères). La deuxième aire géographique dans le département est celle de la basse vallée de la Charente, en Saintonge agricole (cantons de Saint-Savinien et de Saint-Porchaire) tandis que la Double saintongeaise héberge le troisième troupeau laitier du département.
Malgré l'augmentation de la productivité des vaches laitières et la sélection poussée des races, fortement encouragées par les coopératives d'insémination artificielle, la livraison du lait de vache a baissé de manière très significative en Charente-Maritime à partir de 1973.
Évolution de la livraison du lait de vache de 1955 à 2008
|                 | 1955 | 1973 | 1978 | 2001  | 2008  |
| --------------- | ---- | ---- | ---- | ----- | ----- |
| en million d'hl | 3,0  | 3,1  | 2,6  | 1,767 | 1,586 |

Selon les données statistiques du tableau ci-dessus, la livraison de lait de vache a été divisée par deux entre 1973, année de production record de lait de vache en Charente-Maritime, et 2008, où la production ne cesse de baisser.
Cette désaffection pour l'élevage laitier se vérifie dans les autres formes d'élevage mais dans de moindres proportions.

#### Les cultures herbagères et le maintien de l'élevage bovin d'embouche
Au lendemain de la crise du phylloxéra de 1875 et de l'essor fulgurant de la coopération laitière, la Charente-Maritime avait orienté une grande partie de son agriculture vers l'élevage bovin nécessitant le développement des cultures fourragères qui avait atteint son apogée dans les années 1950.

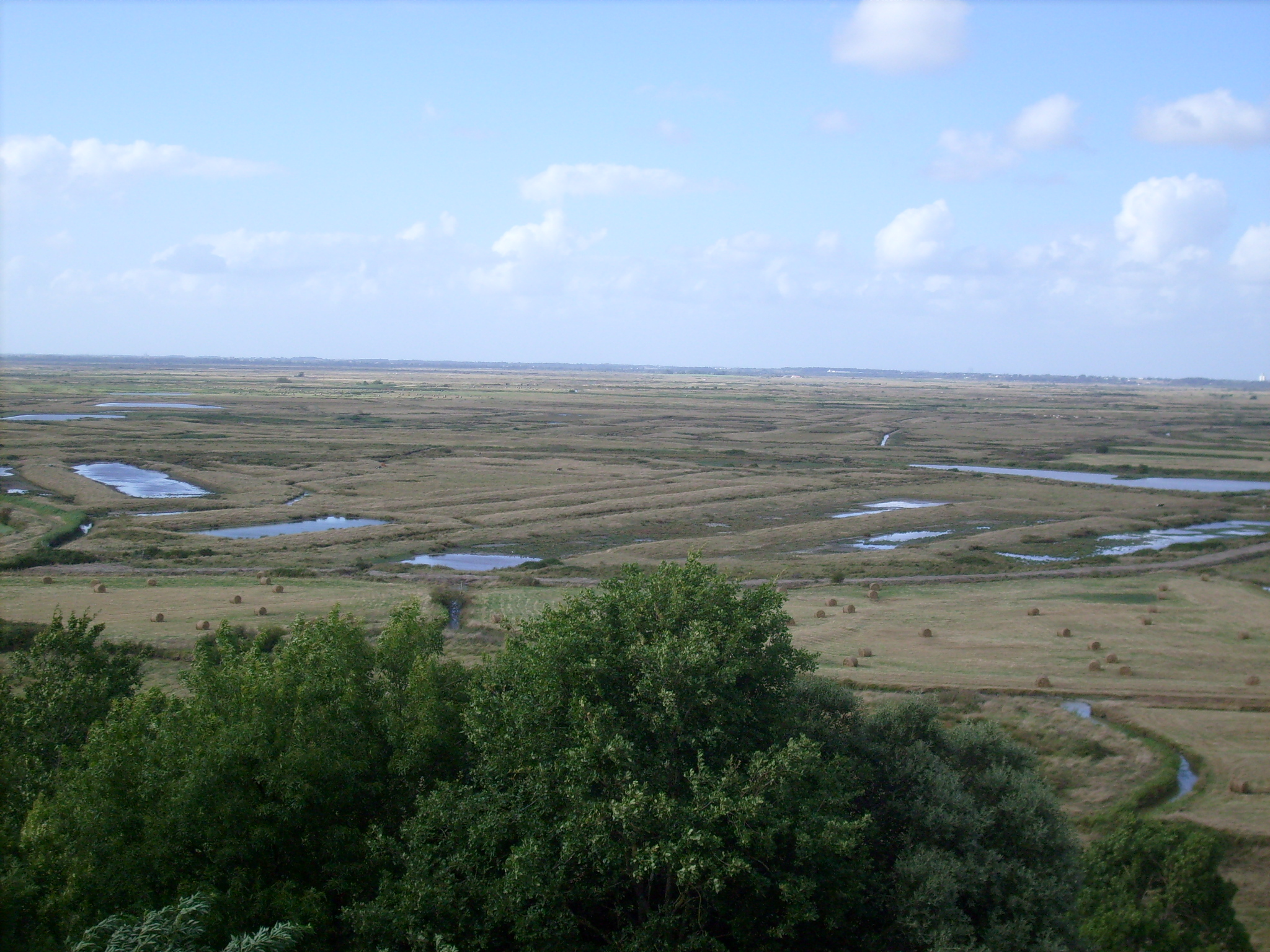
Le marais de Brouage, près de Saint-Sornin vu depuis la tour de Broue, est une terre d'élevage pour les bovins.

Ces cultures herbagères trouvèrent des terrains favorables pour leur essor, disposant de vastes espaces dans les marais desséchés pour les prairies naturelles et dans ceux des plaines et des bas-plateaux, naguère occupés par les vignes surtout en Aunis et en Saintonge agricole, pour les prairies artificielles. En 1970, les prairies artificielles et les prairies naturelles (ou STH) occupaient 95 000 hectares mais, une douzaine d'années plus tard, en 1982, leurs surfaces étaient réduites à 86 500 hectares, soit 27 % des terres arables. L'attrait des cultures céréalières et la reprise du vignoble étaient déjà en marche, couplés par les restrictions de la PAC sur la production laitière.
Cette relative désaffectation pour les cultures herbagères, favorisée par l'abandon rapide de l'élevage laitier, fut momentanément stoppée dans le courant des années 1980 et 1990 puisqu'au recensement agricole de l'an 2000, les surfaces toujours en herbes (STH) ou prairies naturelles sont de 49 000 hectares tandis que les cultures fourragères occupent 39 000 hectares, soit 88 000 hectares. Cela s'explique en partie par le maintien de l'élevage d'embouche ou l'élevage pour la viande avec l’introduction des charolaise)s dans le cheptel bovin.
Mais, en 2008, les cultures fourragères sont en chute libre avec 11 600 hectares sur un total des prairies et STH de 76 000 hectares. Ce n'est réellement qu'avec le nouveau siècle qu'apparaît un retrait sensible pour cette pratique agricole, aggravée récemment par les problèmes de sécheresse à répétition dont celle très grave de 2003. La tendance à la baisse de l'utilisation des prairies, qui affecte surtout les prairies artificielles, coïncide avec l'abandon progressif de l'élevage laitier.

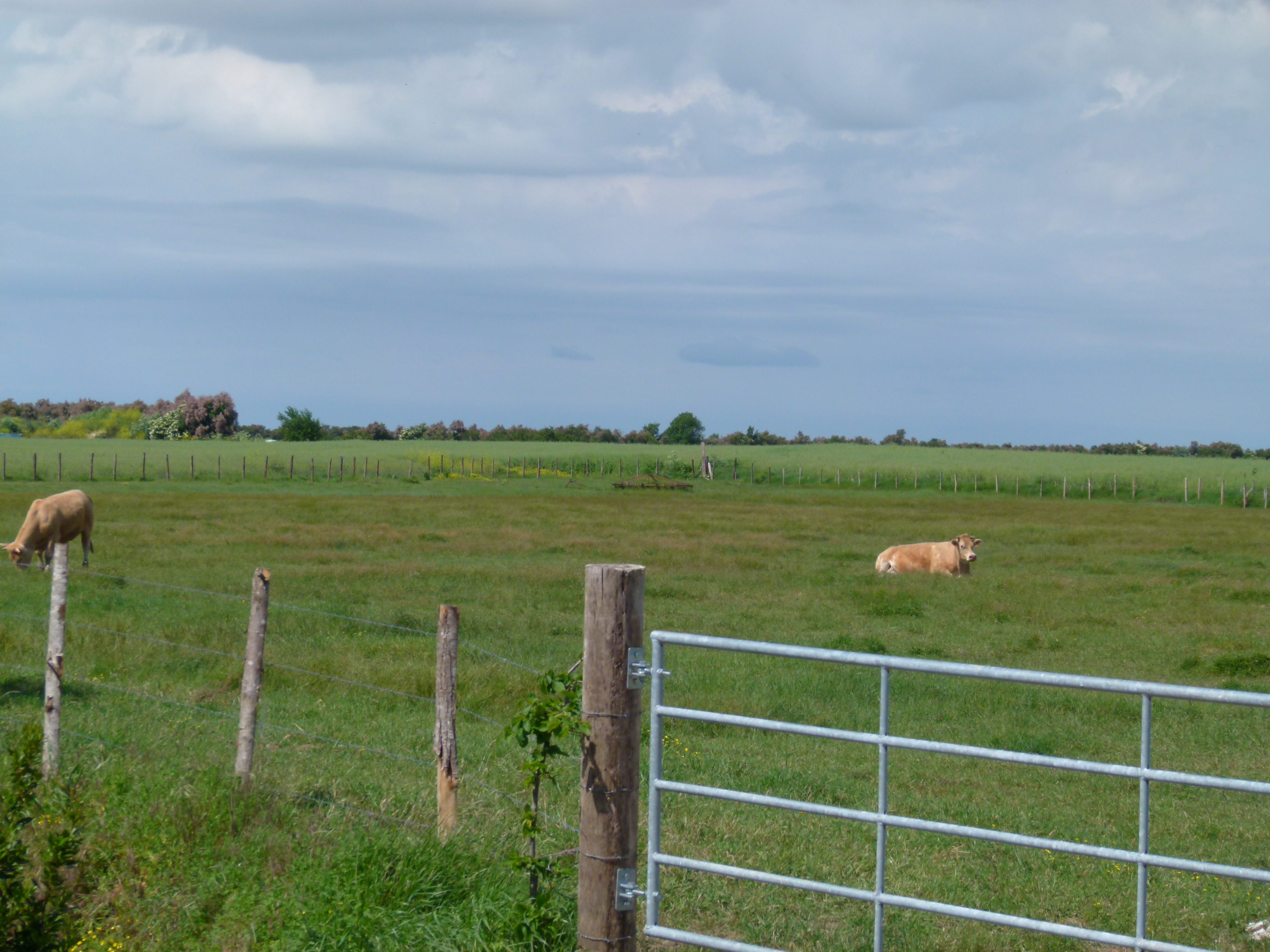
Des charolaises dans le Marais poitevin desséché, dans une ferme d'Esnandes, vers une nouvelle vocation du marais pour l'élevage d'embouche.

L'élevage des vaches allaitantes ou vaches nourrices, représentées par les charolaises et les blondes d’Aquitaine formaient un troupeau de 23 100 têtes en 1982. Il a relativement peu varié depuis cette date. Au recensement agricole de l'an 2000, elles étaient au nombre de 24 000 et en 2008 26 370. Cet élevage d'embouche est essentiellement pratiqué dans les zones des marais desséchés (Marais poitevin desséché et marais de Rochefort et de Marennes) qui sont traditionnellement des terres d'élevage ainsi que dans la Double saintongeaise qui a dû orienter une partie de son cheptel de l'élevage laitier vers l'élevage pour la viande. Si, dans tous les cas, le département expédie une grande partie de ses veaux pour l'engraissement, une autre partie de cette production alimente les deux abattoirs de la Charente-Maritime qui sont situés à Surgères et à Montguyon.

#### Les productions marginales
L'élevage des chevaux est devenu aujourd'hui une activité secondaire en Charente-Maritime bien que le département soit le premier producteur de la région Poitou-Charentes. La production a peu varié depuis les années 1980 où, en 1982, le cheptel des équidés était de 3 460 têtes. En 2006, le département en compte 4 630, soit plus du tiers de la production régionale (34 %).

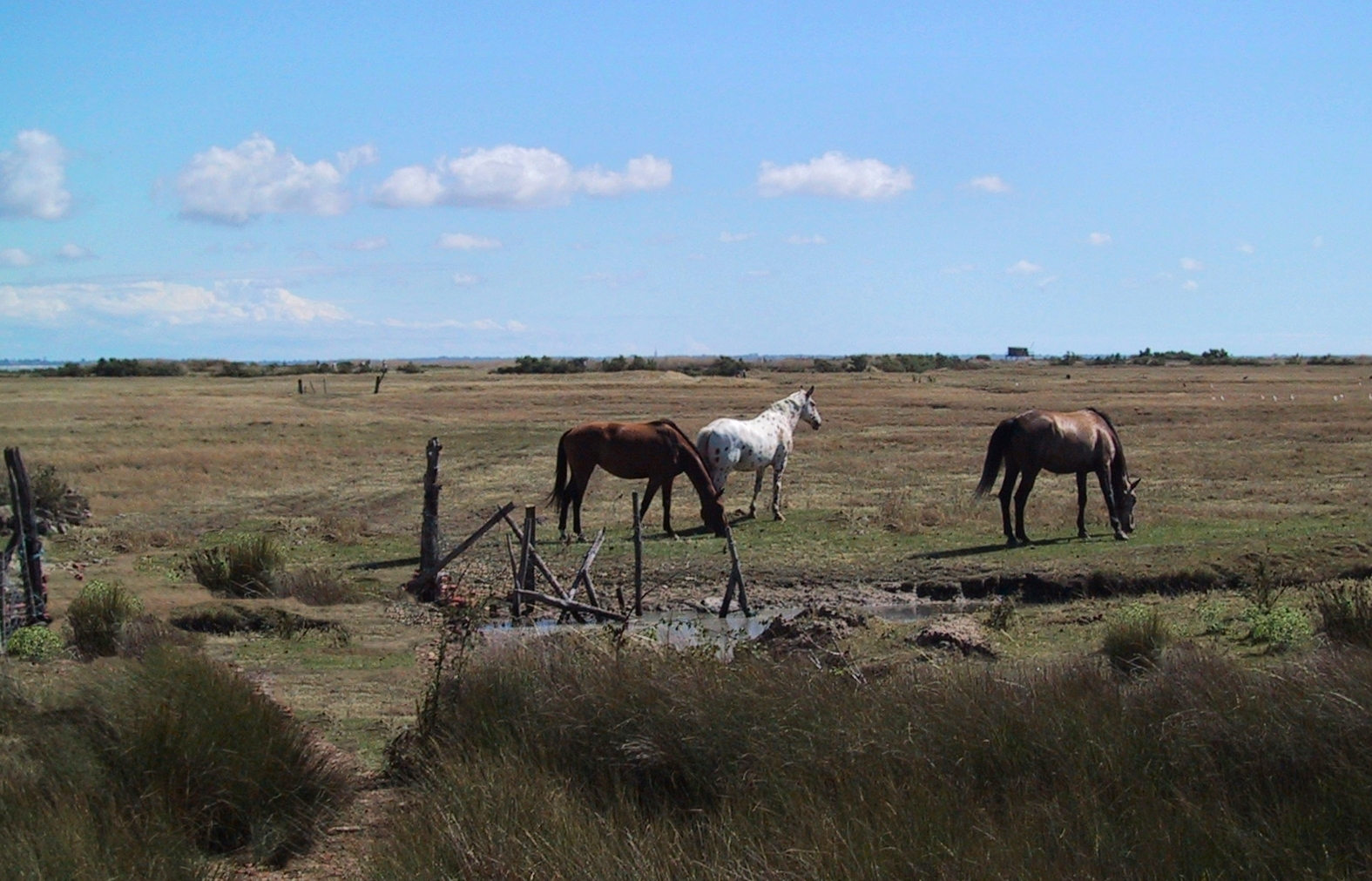
Élevage de chevaux dans l'île Madame

C'est principalement dans le marais de Rochefort et de Marennes que l'élevage équin est pratiqué. Cette région agricole constitue une terre d'élevage des chevaux dont la tradition remonte à la suite de la fondation de l'arsenal maritime de Rochefort en 1666 grâce à un édit royal d'août 1685. Cet élevage anciennement implanté dans le marais de la Petite Flandre avait atteint une certaine renommée au XIXe siècle, au point que des éleveurs de Normandie venaient y acheter les poulains, puis après les avoir élevés, les revendaient comme des chevaux de race normande. Jusque dans l'entre-deux-guerres, les chevaux étaient surtout utilisés comme bêtes de trait, autant pour les labours que pour les transports quotidiens; ils étaient encore au nombre de 38 000 chevaux à cette époque. Aujourd'hui, les chevaux sont principalement élevés pour les loisirs, les centres équestres et les hippodromes, et le département possède un haras, le haras national de Saintes, qui est l'un des trois principaux du Sud-Ouest de la France.
Une autre production issue de l'élevage est des plus originales mais est si emblématique pour la région des Charentes qu'il est difficile de l'ignorer. Il s'agit de l'héliciculture ou élevage des escargots qui représente une activité plutôt marginale en Charente-Maritime mais le département est le premier producteur national de petit-gris, appelé localement cagouille ou luma, avec 400 tonnes sur les 800 tonnes qui sont produites chaque année en France. Quatre éleveurs du département associés à un groupement régional, l'APEPC, qui ressemble en tout 10 héliciculteurs, produisent entre 150 et 200 tonnes chaque année et cherchent à promouvoir la production régionale au détriment des importations étrangères, souvent en provenance de l'Europe de l'Est.

### Un important département viticole

Carte des crus du cognac

La viticulture occupe une place très importante dans la partie saintongeaise de la Charente-Maritime, avec le célèbre cognac et le pineau des Charentes. 41 804 hectares sont cultivés en 2006, soit près de 5 % de la superficie du vignoble français.
Le vin de pays charentais est produit essentiellement sur l'île de Ré : ce sont les vins charentais.
La viticulture charentaise produit également des vinaigres (vinaigrerie à La Tremblade) et des vins mousseux, afin de diversifier la vente des produits de la vigne.

### Les cultures légumières et fruitières

#### Les cultures légumières et maraîchères

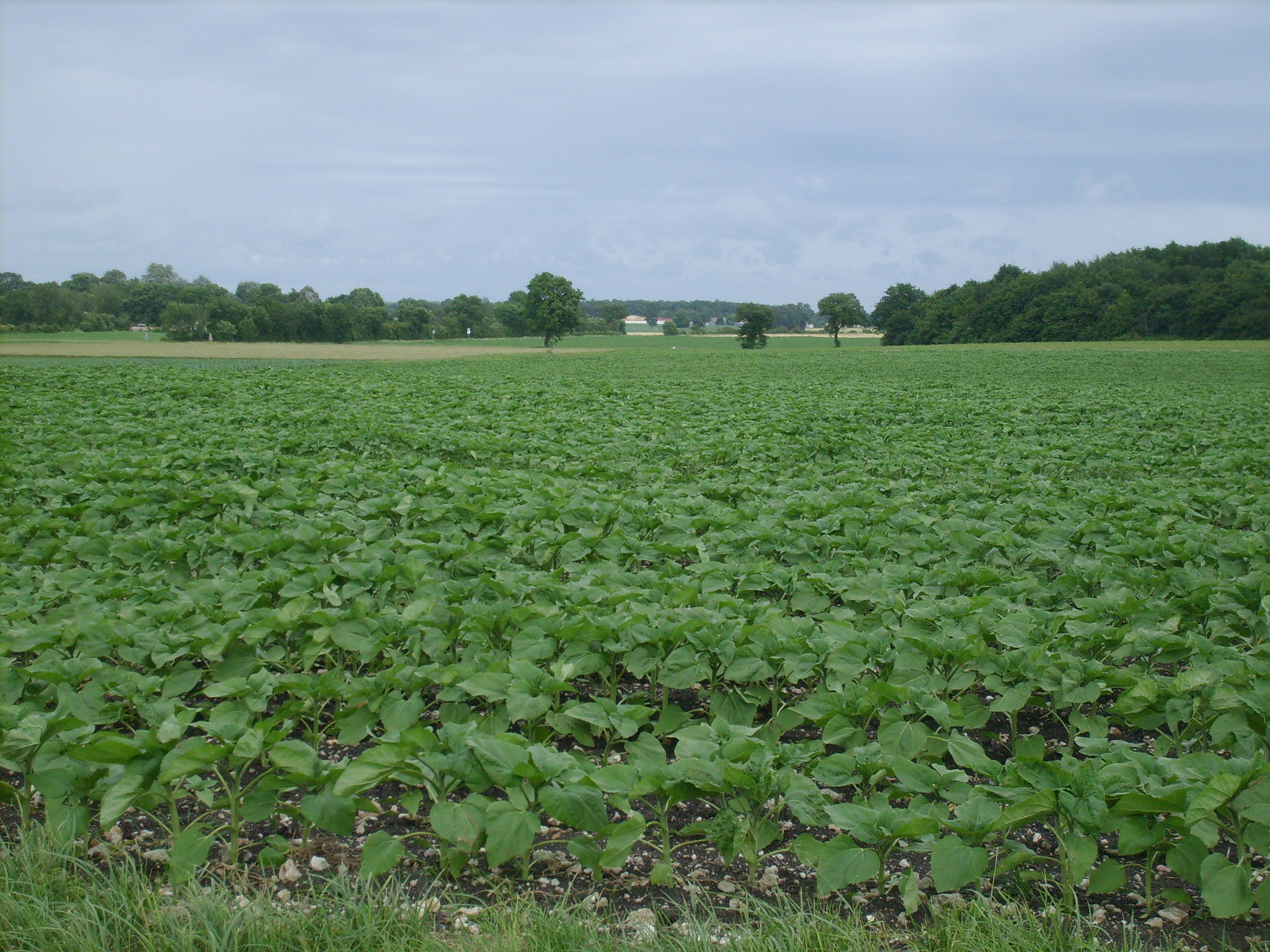
Culture de tournesol près de Médis.

Les cultures légumières et maraîchères se sont développées dans les îles (pommes de terre et asperges de l'île de Ré), dans les vallées de l'Arnoult (culture du haricot blanc, la "mojette" de Saintonge) et de la basse Charente autour de Tonnay-Charente, ainsi qu'autour des grandes villes,

#### L'arboriculture
Les cultures fruitières se sont surtout développées en Saintonge, dans la région de Saintes où sont récoltés les pommes "Belchard", les kiwis, les melons charentais, ces derniers sont également produits dans l'île d'Oléron et près de Royan, à Semussac et Breuillet.

## La sylviculture, une activité complémentaire
La production de bois ne représente pas un secteur majeur du département, néanmoins elle n'est pas non plus négligeable, surtout dans le sud du département.
Les surfaces boisées couvraient 131 700 ha dans le département en 2006 (29 % des surfaces boisées de la région), et le total des abattages de bois était de 329 923 m3 de bois rond en 2002, soit 31 % des abattages de la région.

## Les ressources de la mer: le premier département conchylicole de France

### Ostréiculture: le premier département ostréicole de France
La Charente-Maritime est le premier producteur national d'huîtres, écoulant en moyenne 40 % de la production nationale.
L'ostréiculture est pratiquée en plusieurs zones géographiques dont les trois principales sont le bassin de Marennes-Oléron, l'île de Ré et la franche côtière qui va de Châtelaillon-Plage jusqu'à l'estuaire de la Charente. Mais le plus important centre de production ostréicole et qui a largement contribué à la renommée du département est le bassin de Marennes-Oléron.

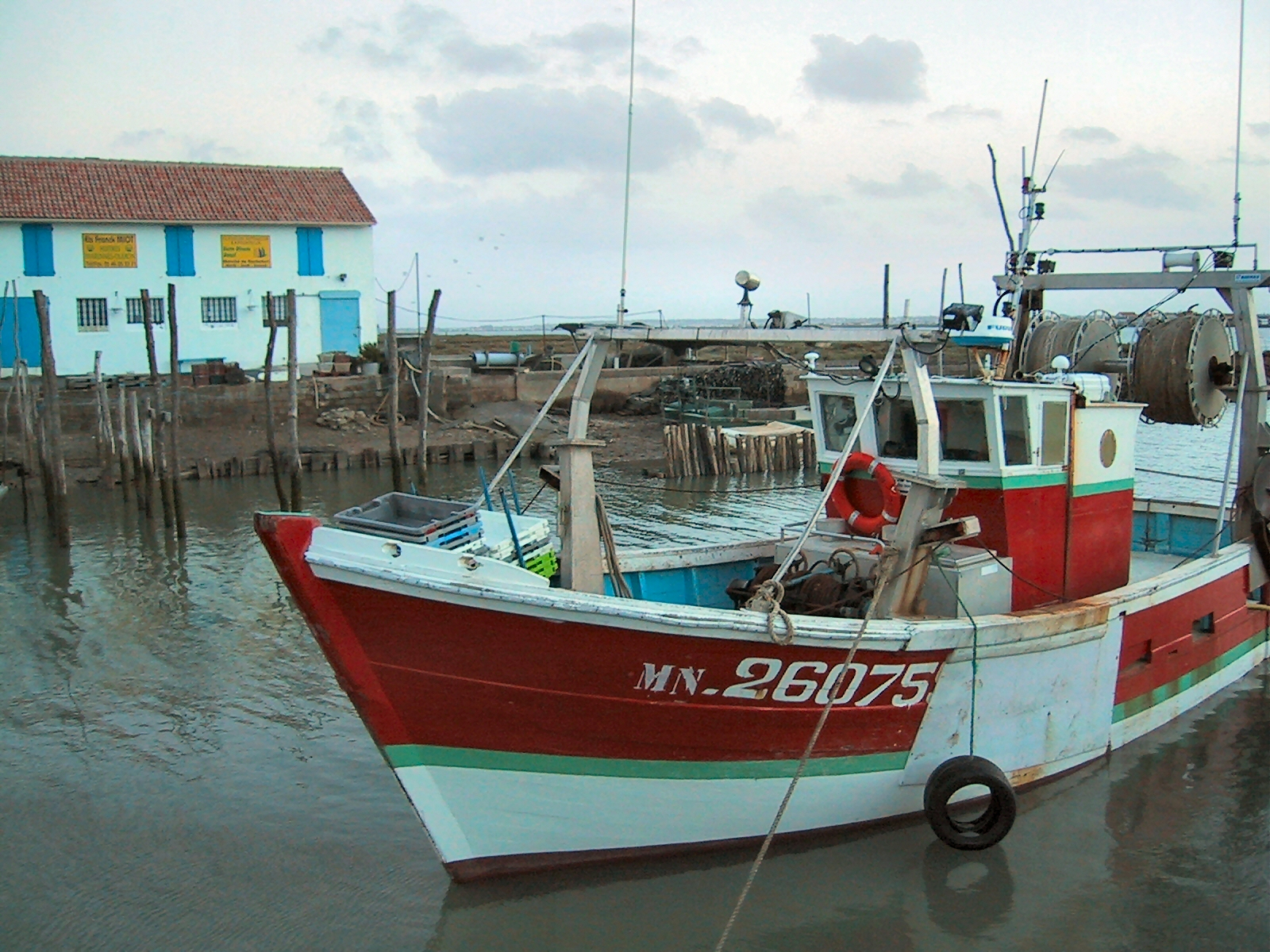
Le port ostréicole de la Cayenne à Marennes, ville qui doit sa renommée aux huîtres.

Le premier bassin ostréicole de France doit sa célébrité à la ville de Marennes qui est historiquement le centre d'affinage ostréicole où s'est effectué dès la seconde moitié du XIXe siècle le verdissement des huîtres dans d'anciens marais salants reconvertis en claires à huîtres. De même que Cognac a donné son nom à la célèbre eau-de-vie de réputation mondiale, de même Marennes a donné son nom aux huîtres où la verte marennes est connue dans toute la France.
Les huîtres de Marennes-Oléron sont aujourd'hui produites dans un secteur géographique bien délimité, bénéficiant depuis 2009 du prestigieux label européen de l'IGP - Indication Géographique Protégée - et qui s'applique exclusivement à 27 communes, principalement situées dans l'estuaire de la Seudre, de L'Éguille à Marennes, sur la rive droite, et de Mornac-sur-Seudre à La Tremblade, sur la rive gauche, et dans l'île d'Oléron, dans toute sa partie orientale avec Le Château-d'Oléron comme centre principal de l'ostréiculture de l'île.

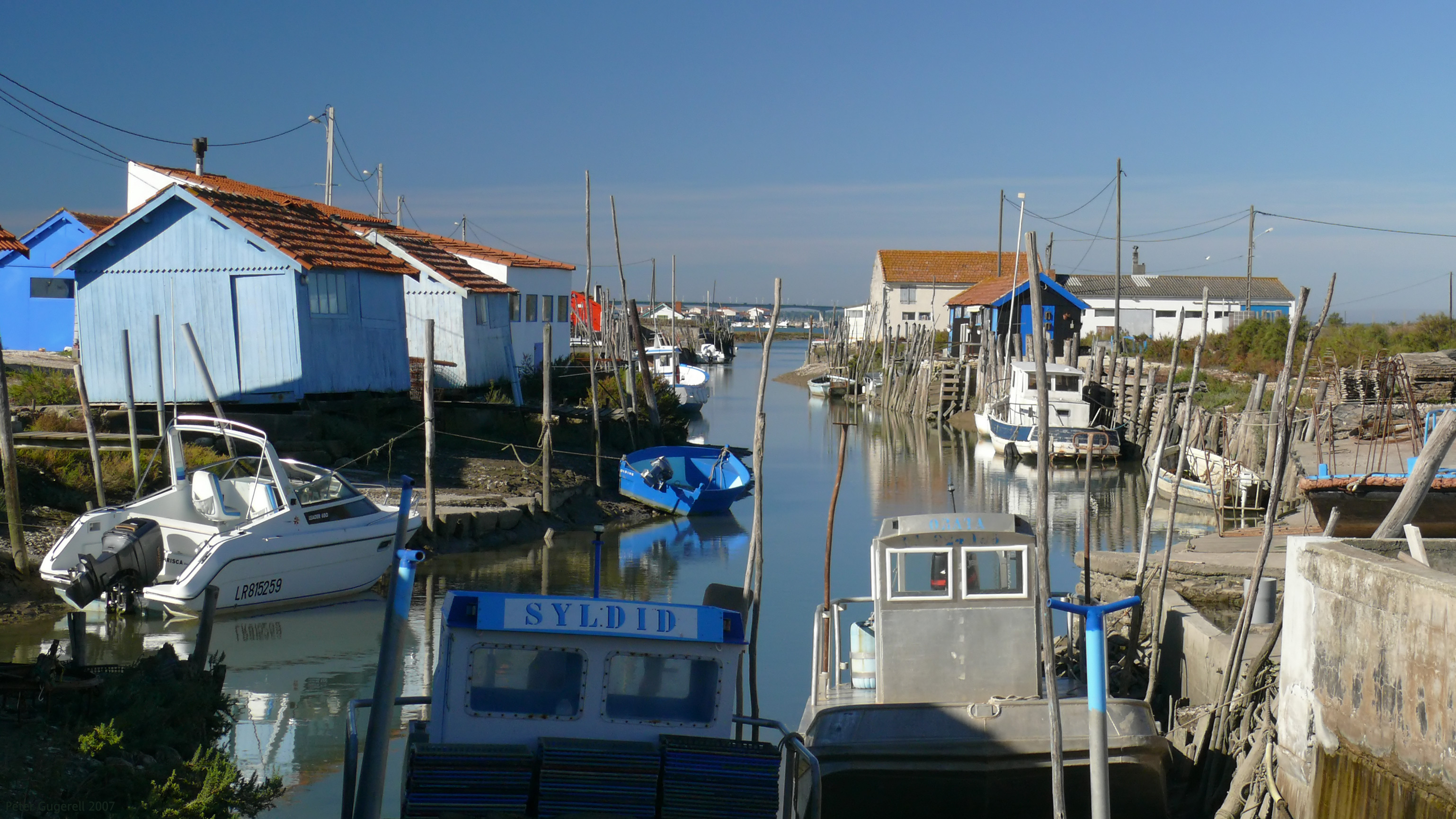
Cabanes ostréicoles au Château-d'Oléron, un des principaux centres ostréicoles du bassin de Marennes-Oléron.

Le bassin de Marennes-Oléron est le principal lieu d'affinage et de commercialisation du département dans lequel sont produites en moyenne annuelle 30 000 tonnes d'huîtres. Les principaux centres de la production ostréicole sont La Tremblade avec le port ostréicole de La Grève, Le Château-d'Oléron, Bourcefranc-le-Chapus et Marennes avec le port ostréicole de La Cayenne.
Par ailleurs, en Charente-Maritime, l'île de Ré est également une zone de la production ostréicole mais dans une moindre proportion, tandis que, sur la frange continentale se trouve un autre centre important de production et d'élevage des huîtres. Ce secteur géographique va de Châtelaillon-Plage, au site des Boucholeurs, jusqu'à l'estuaire de la Charente, à Fouras, au site de la pointe de la Fumée, et à Port-des-Barques, au site ostréicole de Montportail, et est devenu le principal lieu de production du naissain d'huîtres avant son affinage ou verdissement dans le bassin de Marennes-Oléron.

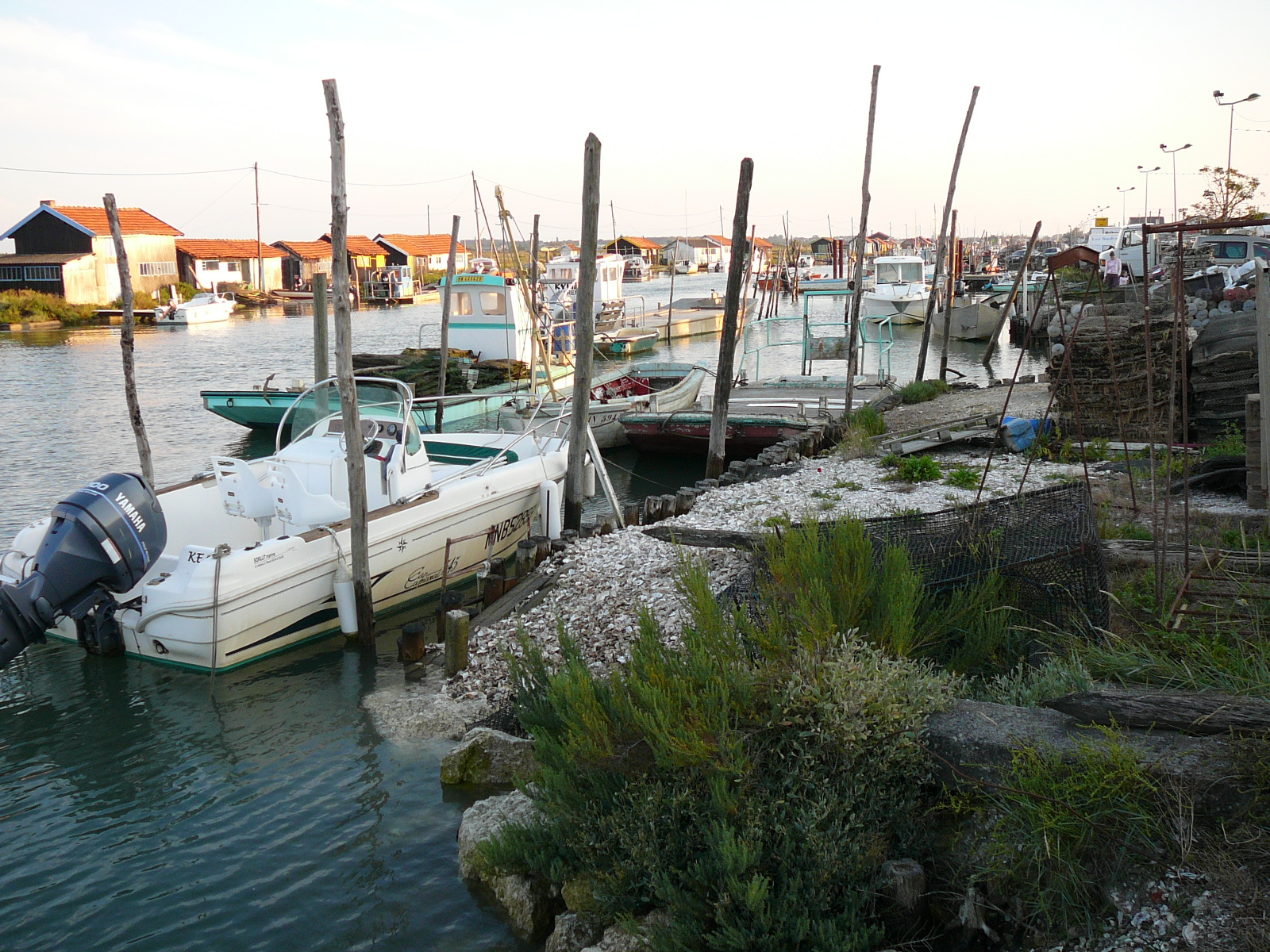
La Grève, port ostréicole de La Tremblade, c'est le plus gros centre ostréicole du bassin de Marennes-Oléron
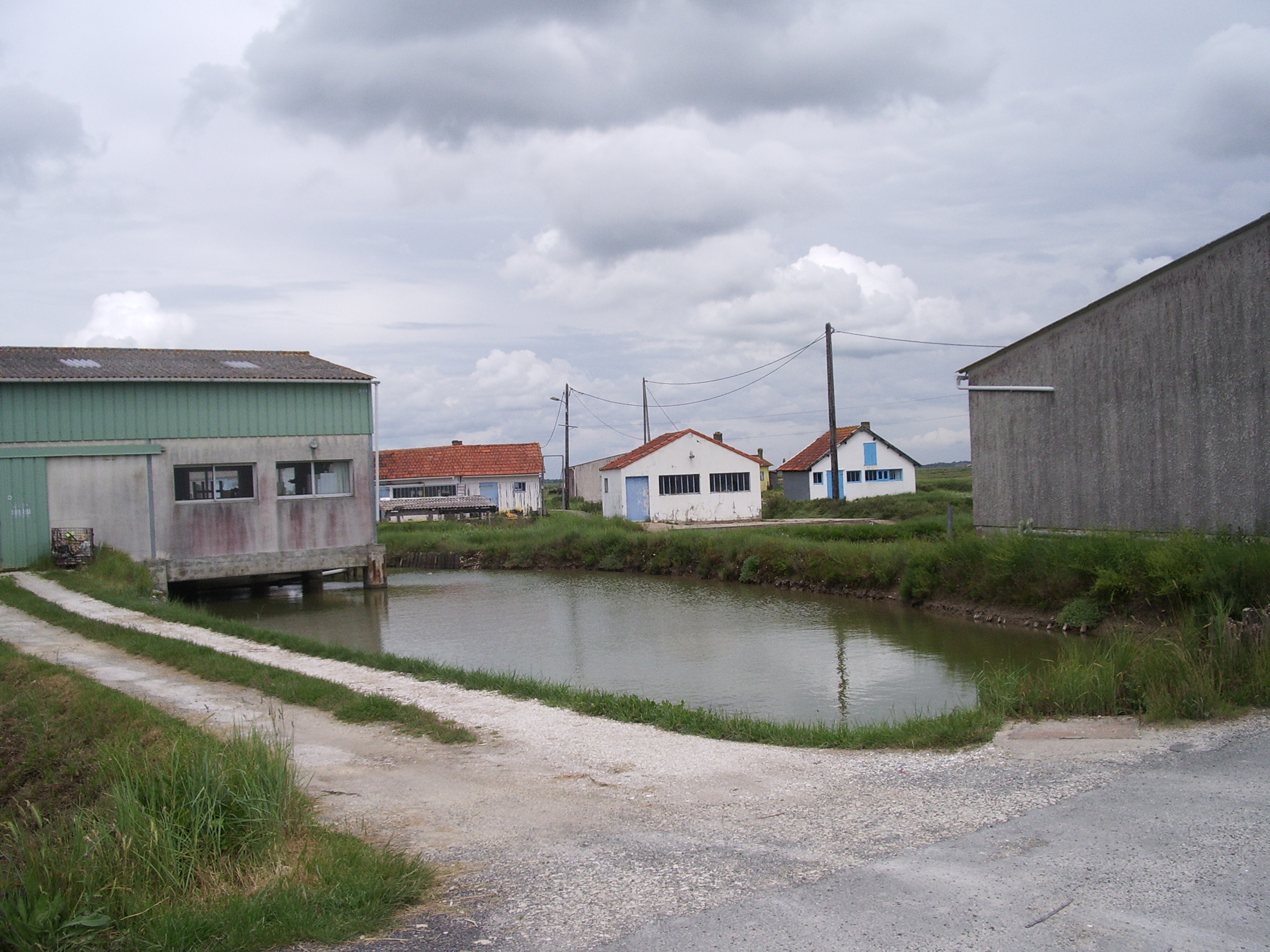
Cabanes ostréicoles à Étaules, sur la rive gauche de la Seudre.
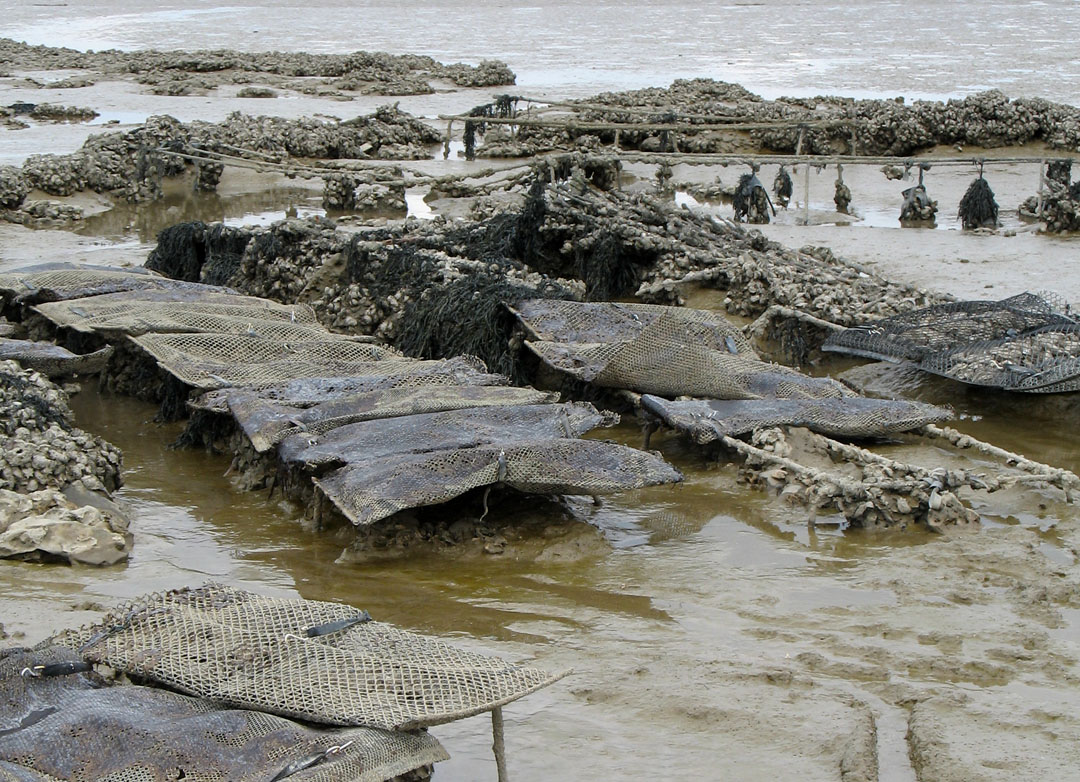
Poches d'huîtres sur une grève de Fouras, principal centre ostréicole pour l'élevage du naissain d'huître.

### Mytiliculture: le premier département mytilicole de France
Les moules constituent également une très importante source de richesse qui classe également la Charente-Maritime en tant que premier producteur national.
La mytiliculture est pratiquée dans la baie de l'Aiguillon, autour de Charron, située à l'embouchure de la Sèvre niortaise, au nord de La Rochelle, entre L'Houmeau et Esnandes, ainsi que dans la presqu'île de Fouras et dans les îles (Oléron et Ré).
Les moules de bouchot de Charron dans la baie de l'Aiguillon et de l'Île-de-Ré représentent en 1999 une production de 14 000 tonnes tandis que celles de la zone Marennes-Oléron représentent 2 500 tonnes.

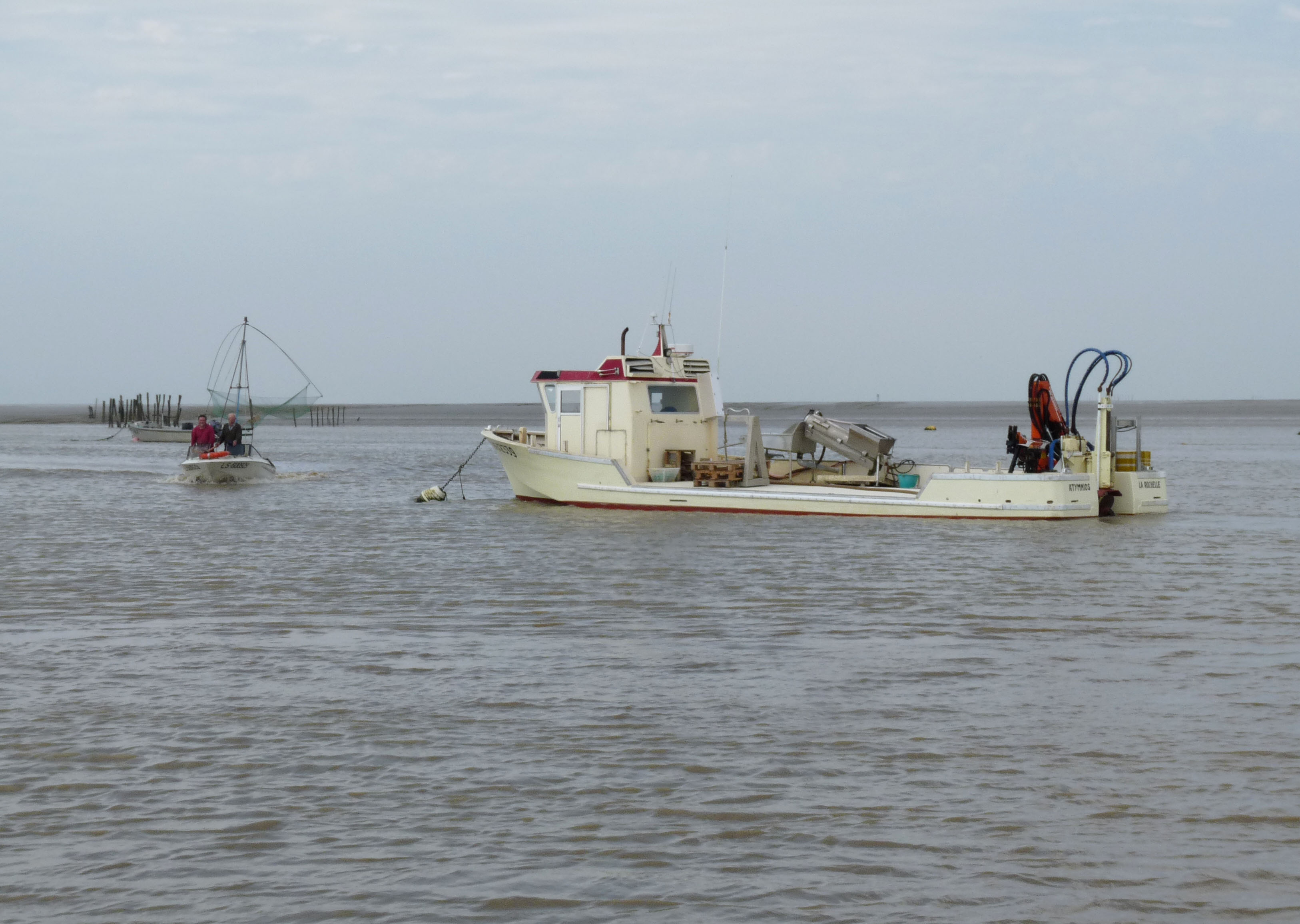
Le port du Pavé à Charron, premier port mytilicole de France.
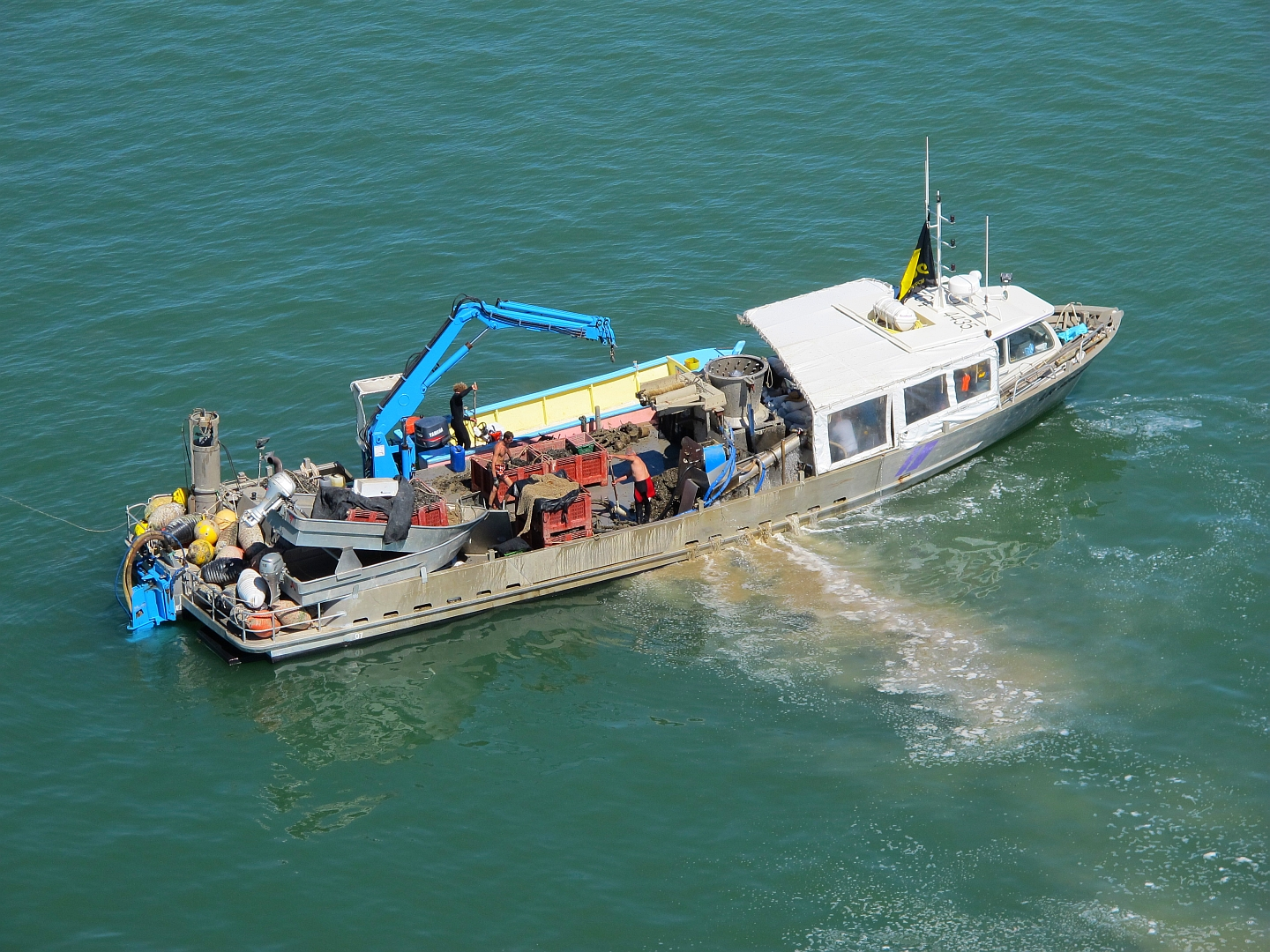
Un chaland mytilicole pendant l'opération de lavage des moules, vu du pont de l'Île de Ré.

### Saliculture
La saliculture est considérée comme l’activité littorale la plus anciennement pratiquée sur les côtes charentaises depuis la découverte des anciens sites à sel des Santons avant que cette activité ne soit modernisée par les colons romains du premier siècle de l’ère chrétienne.

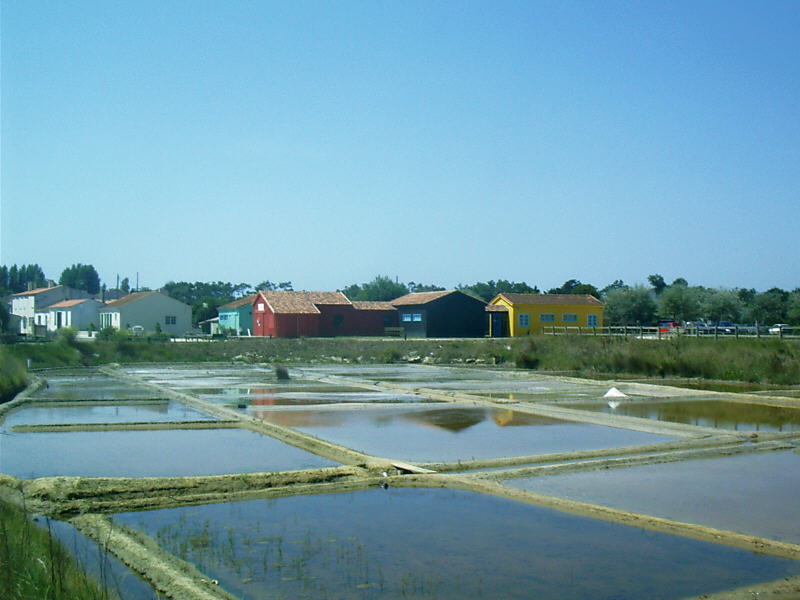
Le port des Salines dans l'île d'Oléron un des derniers lieux de la production salicole de l'île.

Le sel, qui a fait la fortune des côtes de l'Aunis et de la Saintonge au Moyen Âge, puis a atteint son apogée pendant les Temps modernes, est encore en exploitation dans les marais salants de l'île de Ré et de l'île d'Oléron mais, concernant cette dernière, la production y est insignifiante.
Dans l'île d'Oléron, la saliculture n'est plus qu'une activité marginale et y est fortement menacée en raison d'un manque d'organisation de la profession dans l'île. La production des derniers sauniers insulaires y est comme en sursis. À peine une dizaine de sauniers y exercent la récolte du sel. Au Grand-Village-Plage, dans le sud de l'île d'Oléron, une tentative de remise en état de cinq marais salants par trois sauniers y est entreprise depuis deux ans et trouve un appui dans la restauration de l'écomusée des Salines. Malgré cet essai de réhabilitation du patrimoine salicole en Oléron, c'est dans l'île de Ré que cette activité se maintient le mieux.

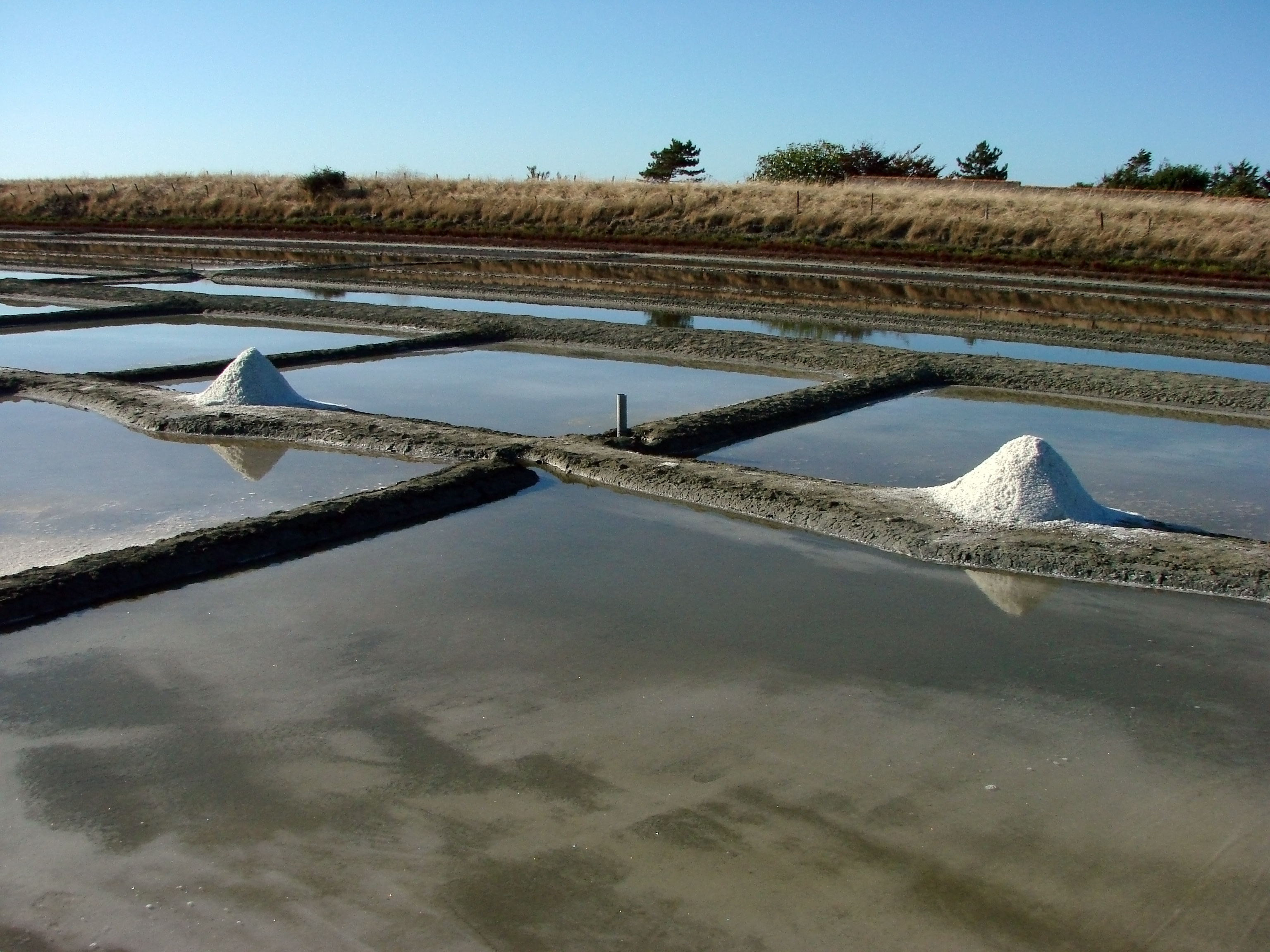
En Charente-Maritime, c'est surtout dans l'île de Ré que se pratique encore la récolte du sel.

En effet, la saliculture dans l'île de Ré a le mieux résisté malgré une réelle menace de disparition de cette activité dans les années 1990 où seulement une cinquantaine de sauniers, tous proches de la retraite, y étaient en fonction. La relève a été assurée au début du nouveau siècle avec l'installation de trente jeunes sauniers qui y ont apporté un souffle nouveau et assurent aujourd’hui un relais efficace. En 2010, ils sont 85 adhérents à la coopérative salicole d'Ars-en-Ré et y livrent en moyenne annuelle 2 500 tonnes de gros sel et 100 tonnes de fleur de sel récoltés sur 1 500 hectares de marais salants, soit 1/6e de l'espace insulaire.

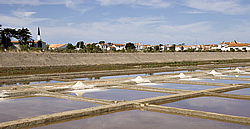
Le sel de Ré récolté aux environs d'Ars-en-Ré où, au loin se profile le célèbre clocher gothique noir et blanc.

La production dans l'île de Ré demeure somme toute modeste et est tributaire des aléas climatiques. Comparée aux autres productions insulaires de l'Atlantique français, l'île de Ré doit faire face à la vive concurrence des sels produits dans l'île de Noirmoutier dont la production annuelle oscille autour de 1 500 tonnes mais davantage encore de ceux de Guérande où la production en temps normal est de 10 000 tonnes.
C'est en 2005 que la coopérative a lancé sa propre marque, les "Sauniers de l'île de Ré", dont l'implantation est d'abord régionale. Pourtant, ce produit fut longtemps considéré comme « industriel », en raison de l'insuffisance du sel gris pour atteindre les 97 % de chlorure de sodium réglementaire. Ce n'est seulement qu'au début de l'année 2008 que le sel de l'île de Ré a été officiellement reconnu comme un produit alimentaire. Depuis lors, les grandes surfaces commerciales de la région privilégient leurs achats sur cette denrée de grande renommée.

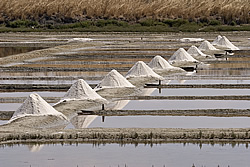
Les marais salants de l'île de Ré sont tous situés dans l'Ouest de l'île.
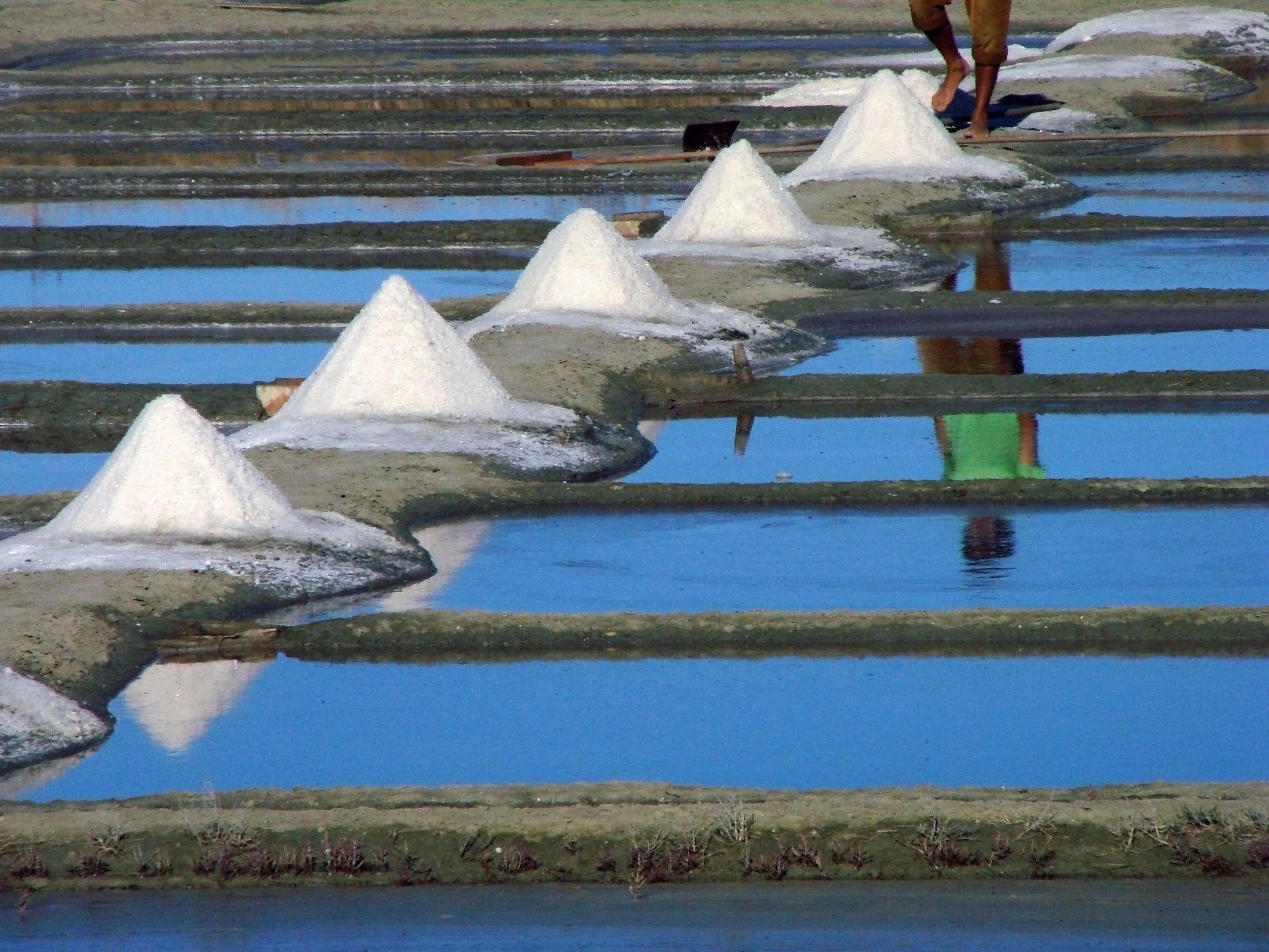
Récolte du sel dans l'île de Ré.
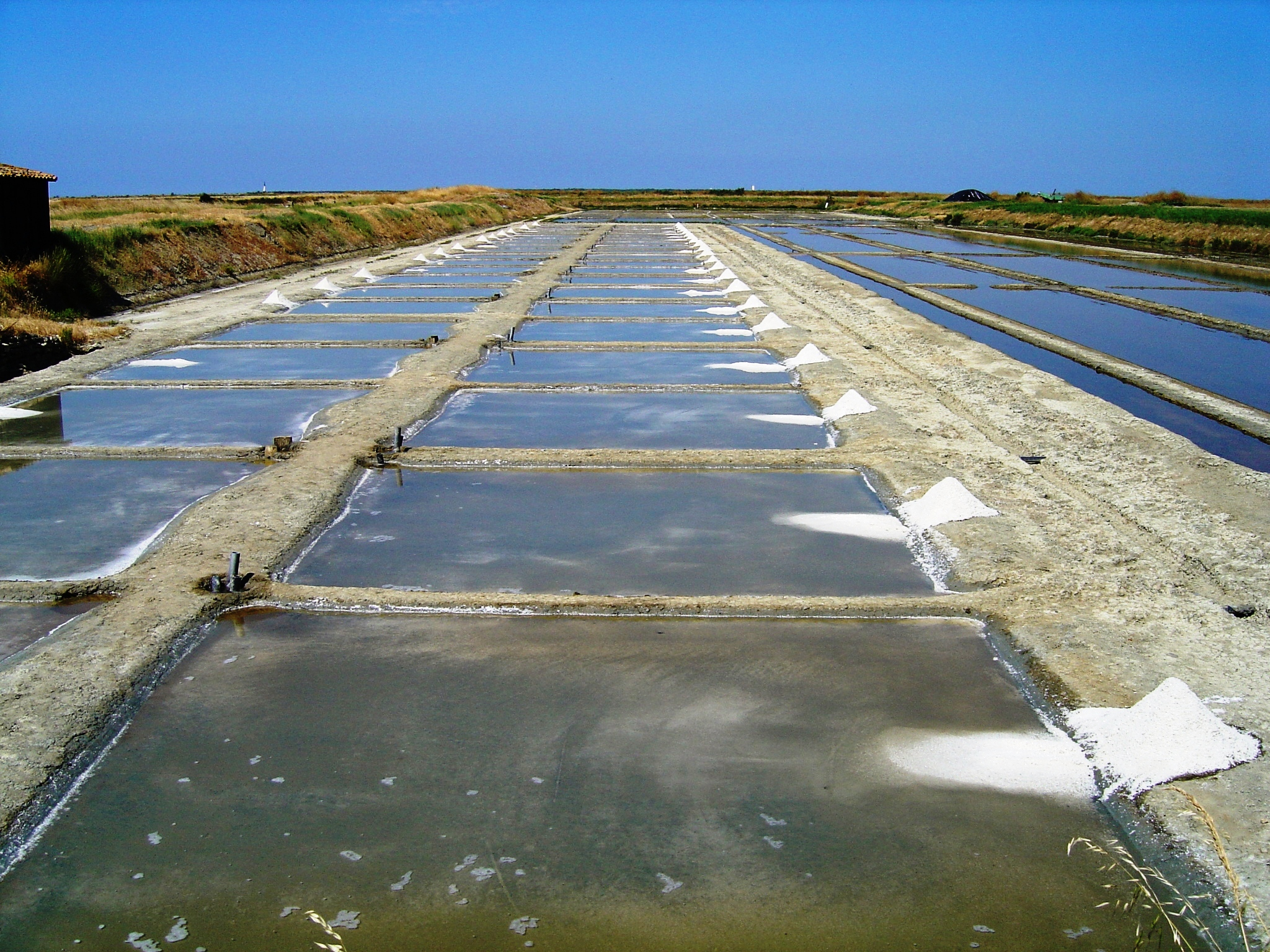
Les marais salants occupent 1/6e de la surface totale de l'île de Ré.

### Pêche
La pêche professionnelle est pratiquée principalement dans trois ports de pêche qui sont, par ordre d'importance, La Cotinière dans l'île d'Oléron, Chef de Baie à La Rochelle et Royan. Le port de La Cotinière est devenu le septième port de pêche de la France métropolitaine et le premier port de pêche de la Charente-Maritime. Ces trois ports sont tous équipés et modernisés (criées, usines à glace).
La pêche côtière en Charente-Maritime est une ancienne tradition bien ancrée dans l'économie maritime du département et qui se maintient encore actuellement grâce à la pêche artisanale. Aujourd'hui ce secteur économique, après avoir connu bien des remous notamment dans la pêche industrielle, représente 7,5 % de la pêche côtière française.

## Un département faiblement industrialisé

### Un secteur industriel innovant
Le secteur secondaire qui inclut les différentes branches industrielles et la branche du bâtiment occupe 1/5e de l'emploi en Charente-Maritime. Le secteur industriel est peu développé en Charente-Maritime et n'a jamais été prédominant, même dans les années les plus prospères. Cependant, quelques branches de cette activité se démarquent par un certain dynamisme. Quant au secteur du BTP, il a toujours occupé une place importante dans l'emploi en raison de l'urbanisation et du tourisme.
Si le secteur industriel est peu développé en Charente-Maritime où il n'existe pas de grandes concentrations industrielles comme dans le Nord et l'Est de la France, il s'est modernisé et diversifié, s'étendant sur une gamme assez variée d'activités qui sont concentrées essentiellement dans le quart Nord-Ouest du département (bipôle La Rochelle-Rochefort, axe Surgères-Aigrefeuille-d'Aunis) et est diffus dans quelques villes de la Saintonge (Saintes, Pons, Saint-Jean-d'Angély) ainsi qu'en milieu rural.
Les entreprises industrielles sont majoritairement des PME qui ont su s'adapter aux exigences du monde moderne et de la mondialisation et nombre d'entre elles travaillent à l'exportation, d'autres cultivent l'innovation technologique dans des bureaux d'étude performants.

### Les industries agro-alimentaires
La branche industrielle des IAA est représentée par un grand nombre d'entreprises, toutes des PME, qui ont élaboré des produits ayant acquis une grande renommée nationale.

#### L'industrie laitière
L'élevage laitier a donné naissance dès la fin du XIXe siècle à un mouvement coopératif laitier, dont le beurre Charentes-Poitou, élaboré aujourd'hui à Surgères, a contribué largement au renom du département.
L'industrie laitière est encore très présente à Surgères où existe également une importante usine de fabrication de caséines dont une grosse partie est exportée vers l'Italie pour la production des pâtes à pizzas. Cette industrie est encadrée par l'Enilia, l’École d'industries laitières.
La deuxième laiterie coopérative toujours en activité en Charente-Maritime dépend de l'usine de Surgères et est implantée à Chadenac, près de Pons. Elle fait travailler 45 personnes et est spécialisée dans l'élaboration des fromages dont l'un est connu sous la marque du "Parapluie rouge".
Enfin, les produits laitiers sont élaborés dans la grosse usine Senoble d'Aytré, au sud de l'agglomération de La Rochelle, et fait travailler plus de 250 personnes. Cette usine a appartenu par le passé à Yoplait, puis à Bongrain.

#### Les industries de transformation de céréales
Les céréales (blé, orge, maïs) et les oléagineux (colza et tournesol), dont le département est un gros producteur régional, ne sont pas seulement stockés dans des silos à grains de grosse capacité ou exportés par voie maritime par le grand port maritime de La Pallice et le port fluvial de Tonnay-Charente, mais ces productions agricoles sont également à l'origine d'une importante industrie de transformation des céréales.

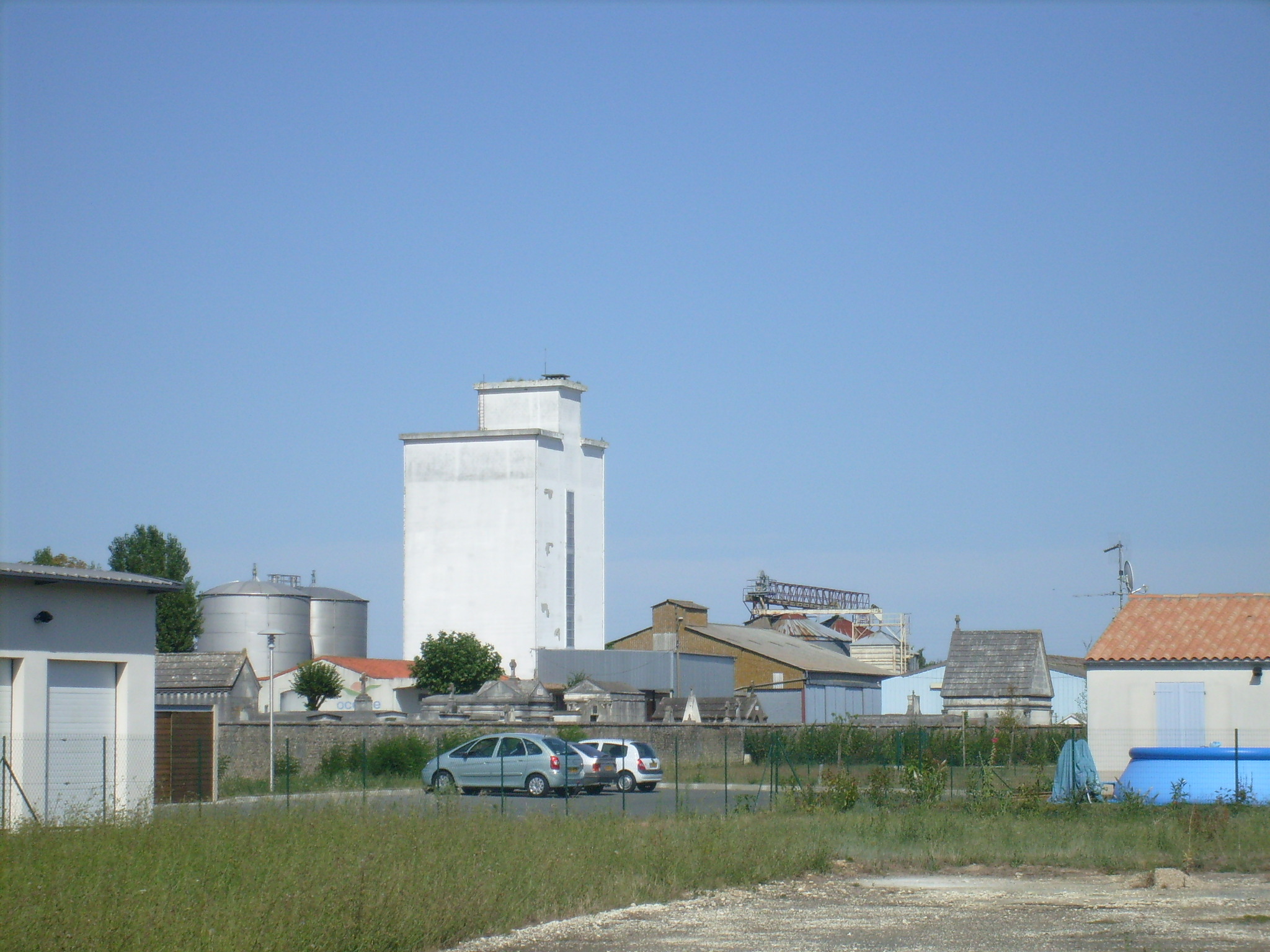
Les silos de Gémozac font de cette petite ville un important centre d'expédition céréalière en Charente-Maritime.

Si une large partie de ces productions végétales sont expédiées dans des minoteries, tout particulièrement en Aunis, à La Jarrie, Saint-Christophe, Courçon ou encore à Saint-Germain-de-Marencennes, près de Surgères, une autre partie est transformée  dans des biscuiteries industrielles.
Ces dernières produisent des pâtisseries bien connues du public que sont notamment les célèbres "papy Brossard" fabriqués à Saint-Jean-d'Angély dans l’usine Gringoire, les "madeleines" fabriquées à Pons par la Pâtisserie Colibri, ou encore la galette charentaise élaborée à Beurlay dans les établissements Barraud.

#### Les distilleries d'eau de vie de cognac

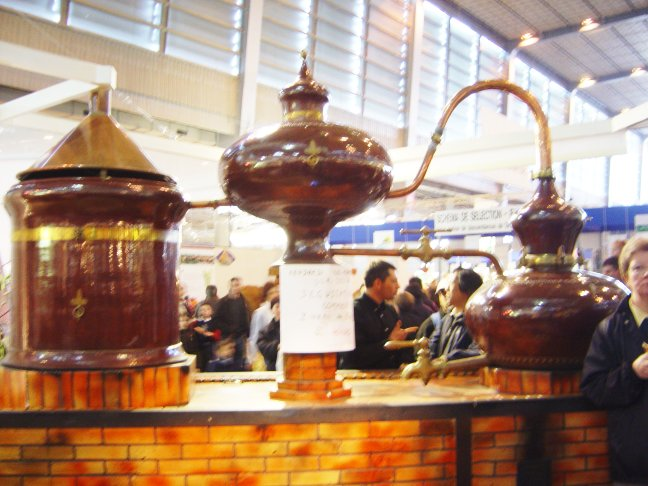
Un alambic charentais pour l'élaboration du cognac.

Les distilleries d'eaux de vie de cognac sont essentiellement présentes dans les petites villes situées dans les lieux de production de la vigne à cognac, surtout dans les zones de crus du cognac de haute valeur comme la Grande Champagne ou les Borderies.
Les unités d’élaboration du cognac sont de petites entreprises, employant peu de personnel. Les principales distilleries sont Distillerie de La Tour à Pons et à Jonzac, Unicognac à Saint-Germain-de-Lusignan dans la banlieue de Jonzac et à Saint-Genis-de-Saintonge,  Isidore à Gémozac, Distillerie Brugerolles à Matha.

#### Les industries alimentaires
Le Groupe Lea Nature, spécialiste des plantes et des produits naturels dans les domaines de l'alimentation, de la santé, de la diététique et des cosmétiques.
L'Angelys, un artisan glacier de Saint-Jean-d'Angély.
Les surgelés Tipiak à Marans.
Le sel dans les marais salants de l'île de Ré.

### Les industries des biens de consommation
En 2003, cette branche industrielle comptait 1 017 établissements industriels en Charente-Maritime mais aucune unité industrielle ne fait partie des grandes entreprises.

#### Habillement, cuir
Petite industrie textile (ateliers de confection à Surgères et à Saintes).

#### Pharmacie, parfumerie et entretien
À Rochefort (fabrication de vernis), Marans (produits pharmaceutiques), Marennes (fabrication de peintures).

#### Industrie des équipements du foyer
L'industrie du meuble est présente avec Simmob à Matha, la Sofec usine de la marque de cuisine Teissa à Saint-Germain-de-Marencennes ou la Marqueterie de Saintonge à Saintes
L'agencement intérieur est représenté par les établissements Cabannes à Chevanceaux (Parquet, Lambris, Plafond, Placage), l'entreprise Sotrinbois à Villiers-Couture (Moulures, Tablettes) et l'ancienne usine d'UPM d'Aigrefeuille-d'Aunis rachetée par le Groupe FP Bois.

### Industrie automobile et des biens d'équipement
L'industrie des biens d'équipement est relativement bien représentée dans le département et elle constitue la branche industrielle la plus pourvoyeuse d'emplois. C'est dans ce secteur de l'industrie que se trouvent les plus grosses unités de production.

#### Industrie automobile
L'industrie automobile est représentée par l'entreprise Delphi à Périgny qui réalise des pièces d'injection pour moteurs automobiles et est l'une des trois premières entreprises industrielles du département par ses effectifs.
Cette industrie est également présente avec le constructeur de véhicules de propreté SEMAT, implanté à La Rochelle, ou le carrossier automobile Saint-Aubert, à Saint-Jean-d'Angély, qui réalise à la demande des châssis pour les véhicules de transport, à Saint-Jean-d'Angély.

#### Constructions navale, aéronautique et ferroviaire

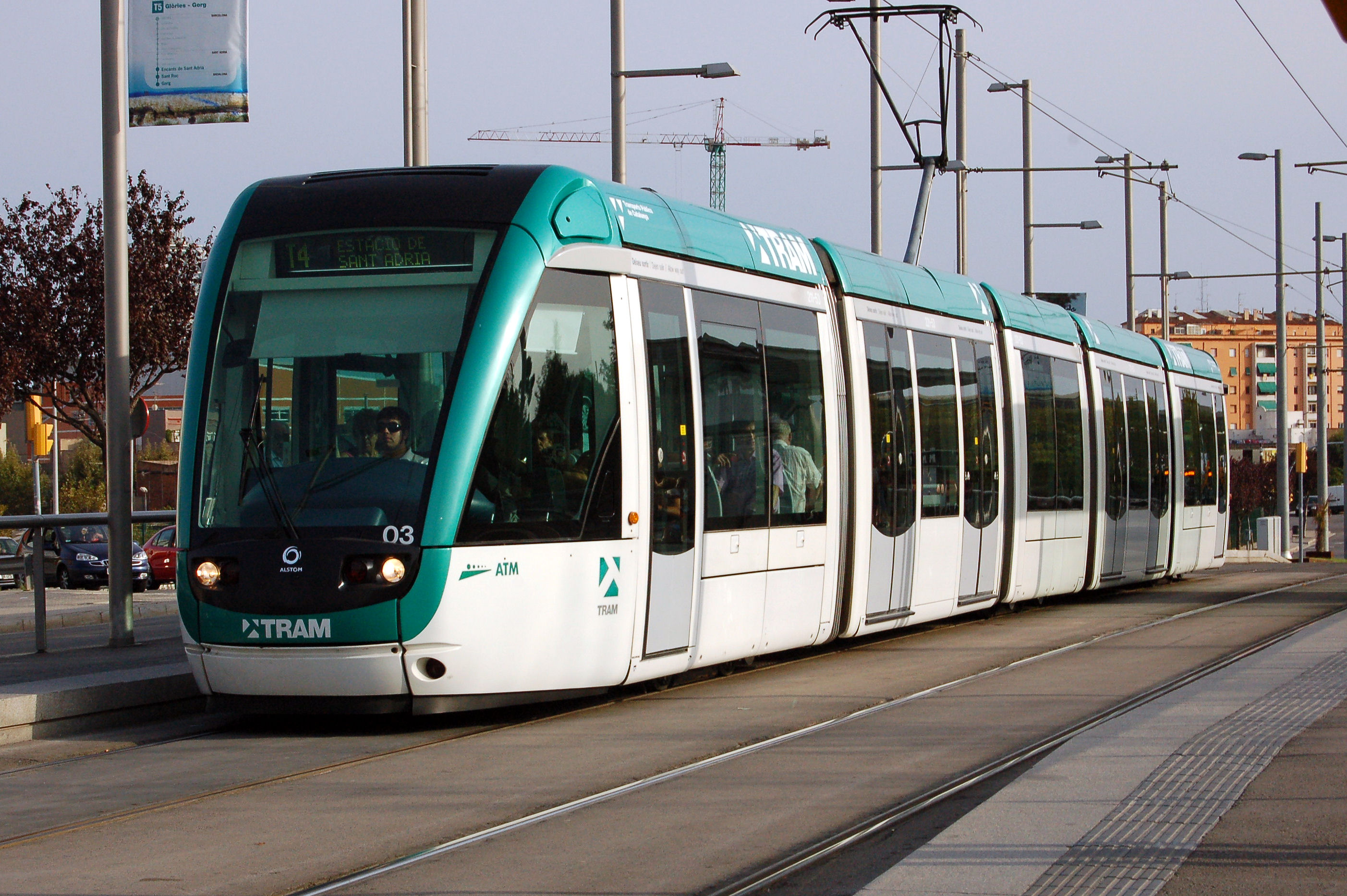
Les rames de tramway Citadis sont en grande partie réalisées à Aytré.

La construction de matériel ferroviaire roulant est réalisée à Aytré, aux portes de La Rochelle, dans la plus grosse usine du département qui emploie plus de 1 200 salariés où Alstom réalise des remorques de TGV, des autorails et des tramways urbains connus sous le nom de Citadis dont la production équipe autant les villes de France que celles des pays étrangers.
Par ailleurs, à Saintes, le Technicentre de la SNCF qui emploie environ 430 personnes est spécialisé dans la maintenance du matériel ferroviaire roulant ainsi que la réparation. Il succède aux anciens ateliers de la SNCF qui ont employé jusqu'à 2 500 ouvriers dans les années 1930.
L'industrie aéronautique est fortement ancrée à Rochefort où EADS-SOGERMA est la deuxième usine du département par le nombre d'emplois avec environ 800 personnes. Cette industrie est principalement concentrée à Rochefort où d'autres avionneurs et équipementiers de l'aéronautique se sont implantés (SIMAIR, Malichaud SA, Métal-Chrome, STTTP...).
Les chantiers navals sont dominés par le nautisme de plaisance où de grands constructeurs de renom y ont implanté d'importantes unités de fabrication : Dufour Yachts et  Amel à Périgny, Fountaine-Pajot à Aigrefeuille-d'Aunis et à la Rochelle, Poncin-Yachts à Marans, CIM et Nautitech à Rochefort, Ocqueteau et Guymarine au Château-d'Oléron, et bien d'autres... Dans cette industrie dont le développement a commencé dans les années 1970 avec la démocratisation de la navigation de plaisance, certaines entreprises du département occupent des positions de leadership comme Fountaine-Pajot à Aigrefeuille-d'Aunis qui est le n°1 mondial des catamarans de croisière ou Dufour Yachts à Périgny qui est l'un des tout premiers constructeurs nautiques de France. Parallèlement à une activité de construction de voiliers de plaisance, le chantier Pinta à La Rochelle a construit plusieurs voiliers de course, notamment pour Christophe Auguin ou Isabelle Autissier, ainsi que le pont du Ville de Paris de Marc Pajot pour la coupe de l'America 1992.

#### Industries des équipements mécaniques
Les industries des équipements mécaniques sont représentées par un grand nombre de PME qui sont majoritairement situées dans les villes et sont assez anciennement implantées dans le département. Un certain nombre d'entre elles emploient entre 100 et 250 personnes et occupent des positions de leader sur le marché national et exportent une partie de leur production.
À Saintes, l'entreprise CEFAM SA, implantée dans la ville depuis 1968, emploie une centaine de personnes et est la troisième entreprise industrielle de la ville par ses effectifs loin derrière le Technicentre de la SNCF (430 emplois) et Saintronic, ex-usine de la CIT-Alcatel, (320 emplois). Cette usine occupe une position de leader national sur le marché des tables et plates-formes élévatrices et exporte une partie de sa production.
À Pons, WESPER est la plus grosse entreprise industrielle de la ville avec 190 emplois et date de 1969. En fait, elle succède à une ancienne usine américaine spécialisée dans la fabrication de matériels de signalisation ferroviaires créée en 1918, qui s'est reconvertie dans la chaudronnerie et le chauffage industriel en 1948, puis a réorienté ses activités vers la fabrication de matériel de climatisation, équipant aujourd'hui la SNCF et des compagnies aériennes.
Près de Matha, une importante usine de fabrication de matériel agricole est en activité. L'entreprise AGROMA est le premier employeur de la ville avec environ 150 emplois. Elle est spécialisée dans la fabrication de pelles, fourches et adaptateurs de chargeurs et, depuis 2006, le groupe suédois ALO-FRANCE a investi dans l'usine AGROMA pour la fabrication d'accessoires de machines agricoles.
À Surgères, l'ancienne usine des moteurs Poyaud qui, dans les meilleures années de sa prospérité a employé jusqu'à 550 personnes, a été rachetée par le groupe industriel finlandais Wärtsilä. L'usine de Surgères est aujourd’hui spécialisée dans la maintenance industrielle des moteurs et depuis la restructuration du groupe, elle est de nouveau engagée dans la production des moteurs diesels et groupes électrogènes. Elle emploie un peu plus d'une centaine d'ouvriers.

#### Équipements électriques et électroniques
Cette industrie est représentée par une importante usine implantée à Saintes et qui est spécialisée dans les constructions électrotechniques dont des bornes de recharge électrique pour véhicules électriques. L'entreprise SAINTRONIC qui réalise ces équipements électriques de pointe succède à l'ancienne CIT-Alcatel qui y avait fait édifier deux usines à Saintes dans le cadre de la décentralisation industrielle en 1970 et en 1974 afin d'y réaliser des centraux téléphoniques.

### Industrie des biens intermédiaires

#### Industries des produits minéraux
Cette industrie est représentée par une importante cimenterie industrielle implantée à Bussac-Forêt où les CIMENTS CALCIA emploient une centaine d'ouvriers, par plusieurs unités de production de béton prêt à l'emploi où Unibéton possède des usines à Aytré, Marennes, Saintes, tandis qu'une usine de production de parpaings en béton fonctionne à Aigrefeuille-d'Aunis.

#### Industrie du bois
Le Groupe Joubert à Saint-Jean-d'Angély et l'entreprise Malvaux à Loulay sont les deux derniers représentants de l'industrie charentaise du contreplaqué qui connaissait auparavant l'usine Rol-tech de Rochefort et l'usine Charpentier de Poursay-Garnaud devenue BDR depuis 1995.

#### Chimie, caoutchouc, plastiques
La chimie est très présente à La Rochelle avec Rhodia qui est la plus grosse usine chimique de la Charente-Maritime. Des usines de fabrication d'engrais et une unité expérimentale de production de biocarburants fonctionnent à La Pallice.

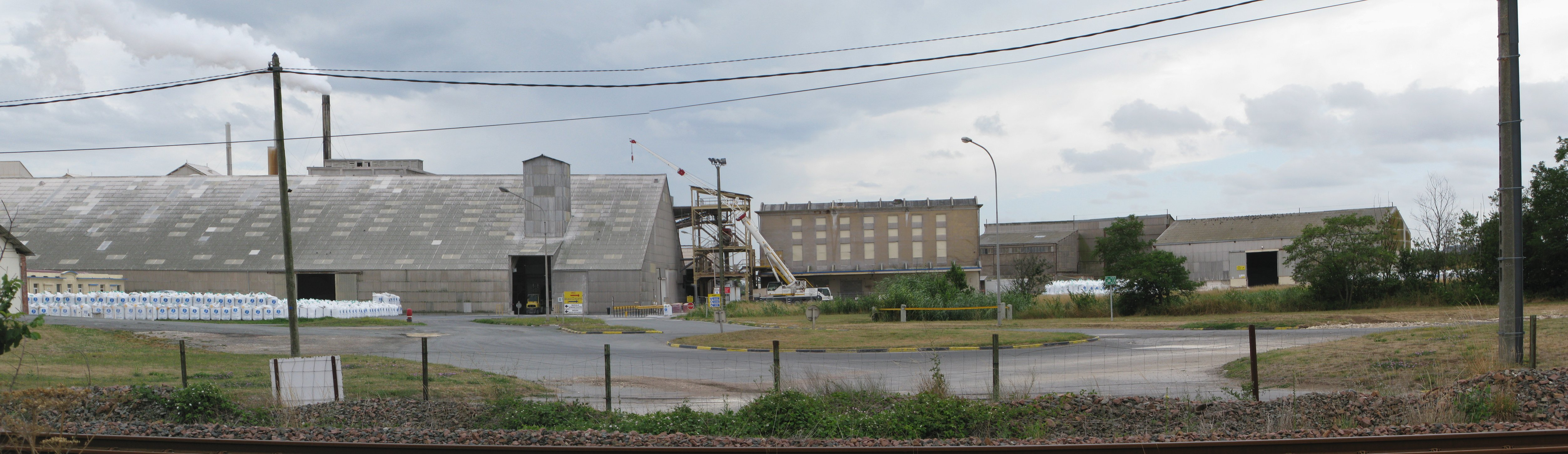
L'usine chimique de Tonnay-Charente fabrique des fertilisants azotés pour l'agriculture.

À Tonnay-Charente fonctionnent deux petites unités chimiques qui ont, par le passé, été de grosses usines. TIMAC fabrique des engrais azotés dont la matière première est toujours importée par le port de commerce de la ville tandis que France-Charbon élabore des briquettes de charbons dans une petite unité d'agglomérés de charbons.

#### Métallurgie de transformation
Cette industrie peu présente dans le département est représentée par une fonderie de métaux à Rochefort, une unité de galvanisation industrielle à La Pallice.

## Le secteur du BTP

### Les activités de la construction en Charente-Maritime
Ce secteur qui emploie 19 855 personnes en 2007 occupe 8,8 % de la population active totale du département et est de tout temps soumis aux aléas de l'économie nationale. Cependant, son taux demeure le plus élevé de tout Poitou-Charentes et il est même plus élevé que celui de la France métropolitaine.
Comparaison du taux de la population active dans le secteur de la construction en 2007
|     | Charente | Charente-Maritime | Deux-Sèvres | Vienne | France |
| --- | -------- | ----------------- | ----------- | ------ | ------ |
| BTP | 6,9 %    | 8,8 %             | 7,5 %       | 7,1 %  | 6,8 %  |

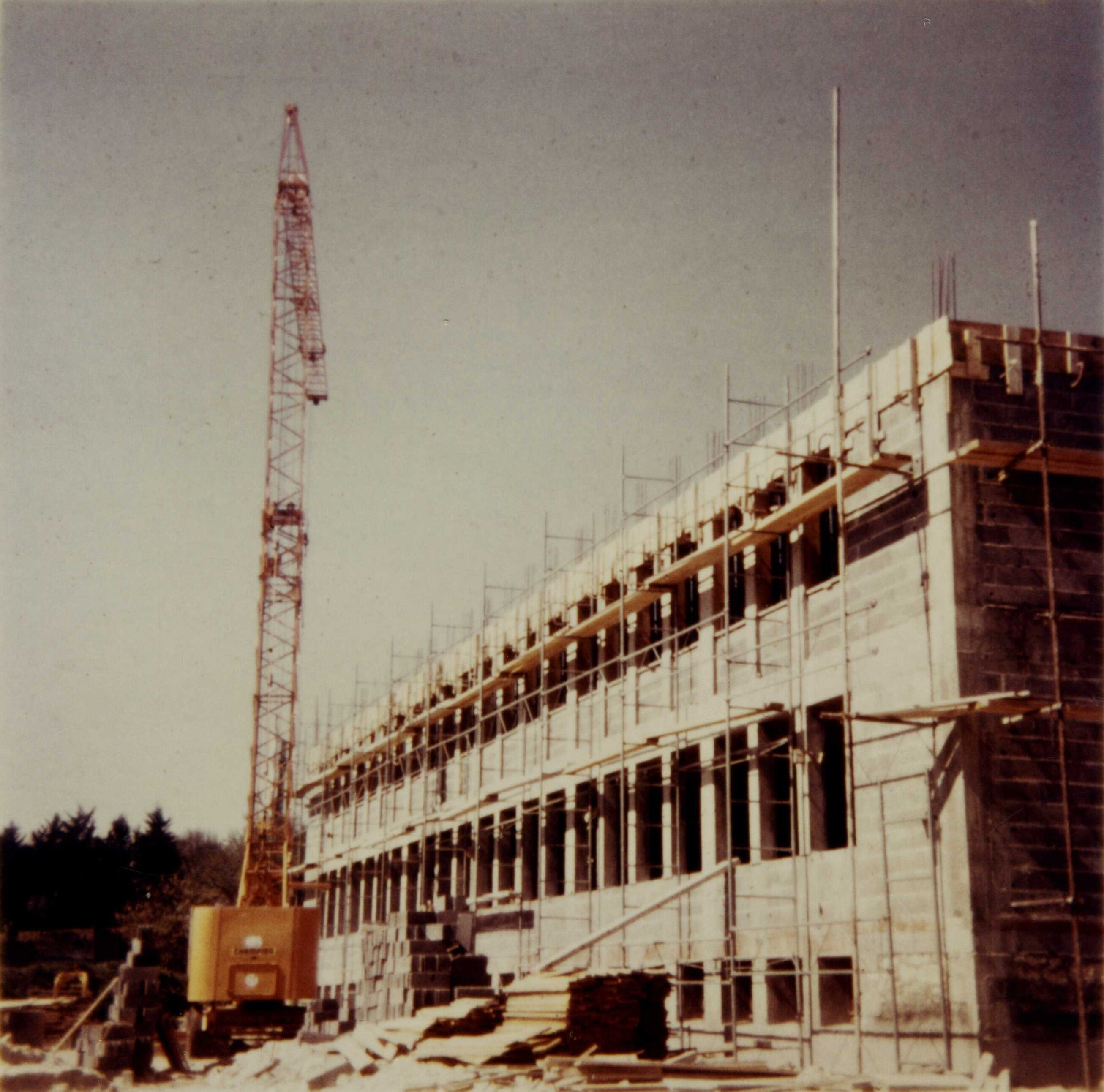
Construction du siège social du Crédit mutuel à La Rochelle.

Le secteur de la construction en Charente-Maritime a pris une certaine importance avec l'essor de l'économie départementale dans les années d'après-guerre, stimulée en grande partie par la présence d'un réseau de villes en pleine croissance, en particulier les principales agglomérations du département (La Rochelle, Rochefort, Royan et Saintes), et par le littoral où le tourisme joue un rôle déterminant. Pourtant ce secteur ne compte pas de grosses entreprises mais plutôt un grand nombre de TPE, restées au stade artisanale, et quelques PME solidement implantées et souvent de longue date. Parmi ces dernières, quelques-unes ont atteint une dimension régionale bien que leurs activités soient très localisées dans le département, le plus souvent dans les villes et sur le littoral où le marché de la construction reste somme toute dynamique. Peu d'entreprises emploient plus d'une centaine de personnes et au moins trois d'entre elles peuvent être citées pour l'importance de leurs réalisations.
Les établissements ERC-Harranger sont implantés dans la grande zone industrielle de Périgny, dans la banlieue de La Rochelle, et figurent parmi l'une des plus grosses entreprises du bâtiment en Charente-Maritime; ils emploient 125 personnes (en 2007) et sont  spécialisés dans la réalisation du gros-œuvre, dans le sciage et le carottage du béton et dans la réalisation de bâtiments industriels. À Rochefort, l'entreprise ECBL avec environ une centaine d'emplois réalise de gros chantiers de construction de bâtiments et de gros œuvre; ils ont réalisé entre autres l'énorme chantier du centre hospitalier de Rochefort. À Royan, c'est l'entreprise Pitel qui est la plus importante entreprise du bâtiment et qui y est implantée de longue date en suivant l'essor urbain et touristique de la ville. D'autres entreprises générales du bâtiment, employant entre 50 et moins de 100 personnes, sont implantées dans le département et se sont développées en fonction de l'essor de l'urbanisation et du tourisme littoral dans le département.
L'urbanisation de la Charente-Maritime suscite la réalisation de nombreux programmes de logements collectifs dans les villes ou de résidences individuelles dans des lotissements communaux ou privés aussi bien dans les communes périurbaines que dans des commues rurales, la construction d'édifices publics modernes comme les hôpitaux, les foyers-logements pour personnes retraitées, les collèges et lycées ou des bâtiments de l'université de La Rochelle, les entreprises agricoles ou industrielles.
Le parc des logements en Charente-Maritime en 2006
| Type de résidence      | Nombre total | Évolution annuelle 1999/2006 |
| ---------------------- | ------------ | ---------------------------- |
| Résidences principales | 265 654      | + 1,6 %                      |
| Résidences secondaires | 94 384       | + 4,1 %                      |

Comme le montre le tableau ci-dessus, le nombre de résidences principales a connu un bel essor entre 1999 et 2006, s'accroissant d'ailleurs plus vite en Charente-Maritime qu'en Poitou-Charentes (+ 1,5 %) et qu'en France (+ 1,3 %).
Cette belle embellie dans la construction a connu un arrêt depuis la grave crise économique déclenchée en septembre 2008. Depuis cette date, le secteur de la construction a connu une forte baisse d’activité. Le nombre de logements hors résidences construits a chuté de plus 31 % entre 2008 et 2009 pour s'établir à 4 867 logements autorisés.
Le développement du tourisme a stimulé de bonne heure la construction d'un grand nombre de résidences secondaires, de résidences de loisirs et d'hôtels ou d'équipements de loisirs (Aquarium de La Rochelle, Cité de l'Huître de Marennes, Paléosite de Saint-Césaire), ou encore la rénovation de bâtiments culturels (musées de Rochefort et de La Rochelle).
Le nombre de résidences secondaires s'est beaucoup accru entre 1999 et 2006 et cette croissance a été plus importante en Charente-Maritime (+ 4,1 %) qu'en Poitou-Charentes (+ 3,7 %) et qu'en France (+ 0,8 %). Le parc des résidences secondaires est considérable en Charente-Maritime puisque dans la région Poitou-Charentes 3 résidences sur 4 sont situées en Charente-Maritime (94 384 sur 126 574).

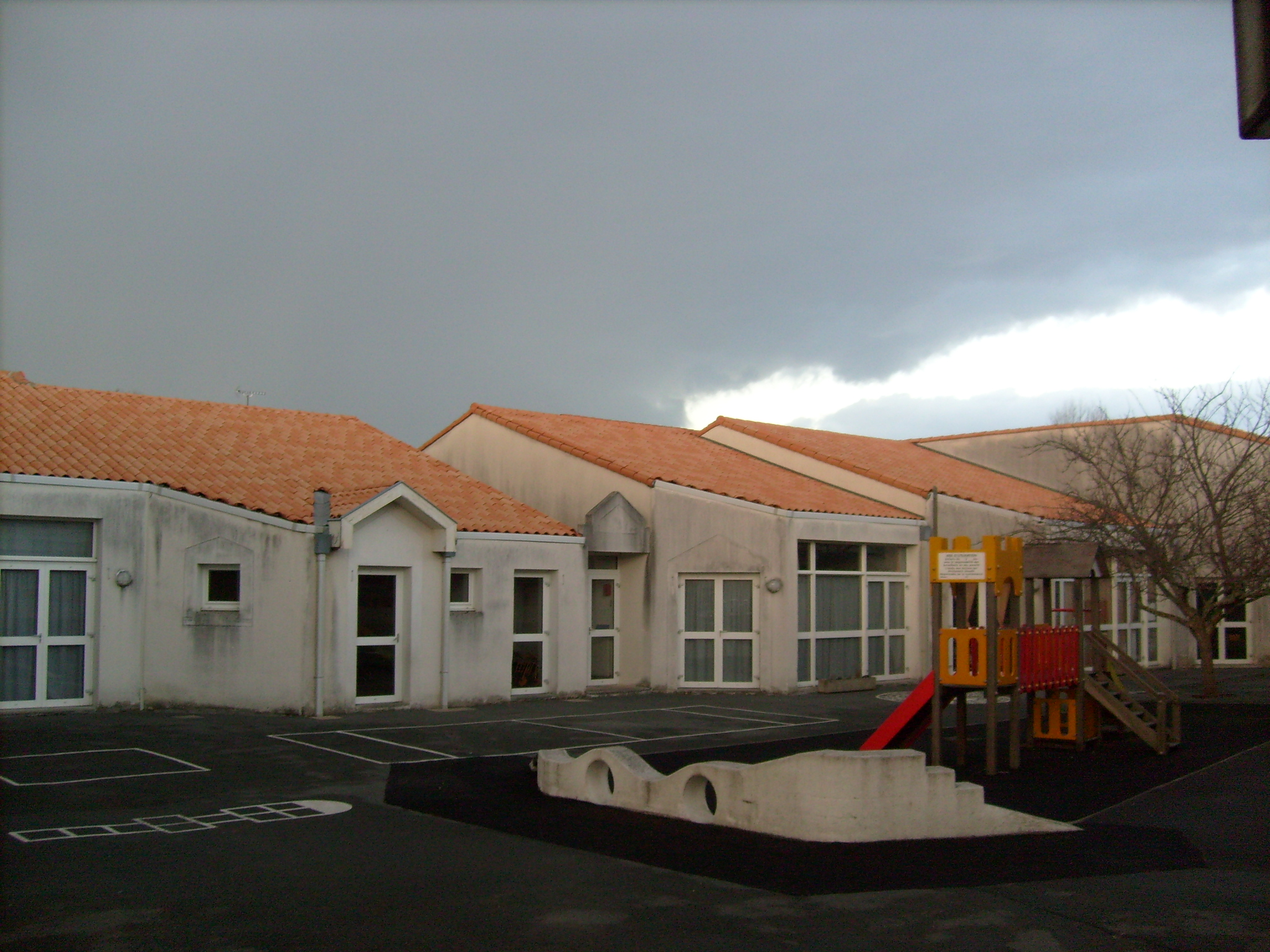
Le nouveau groupe scolaire de Breuillet, une réalisation contemporaine due à l'essor de la péri-urbanisation.
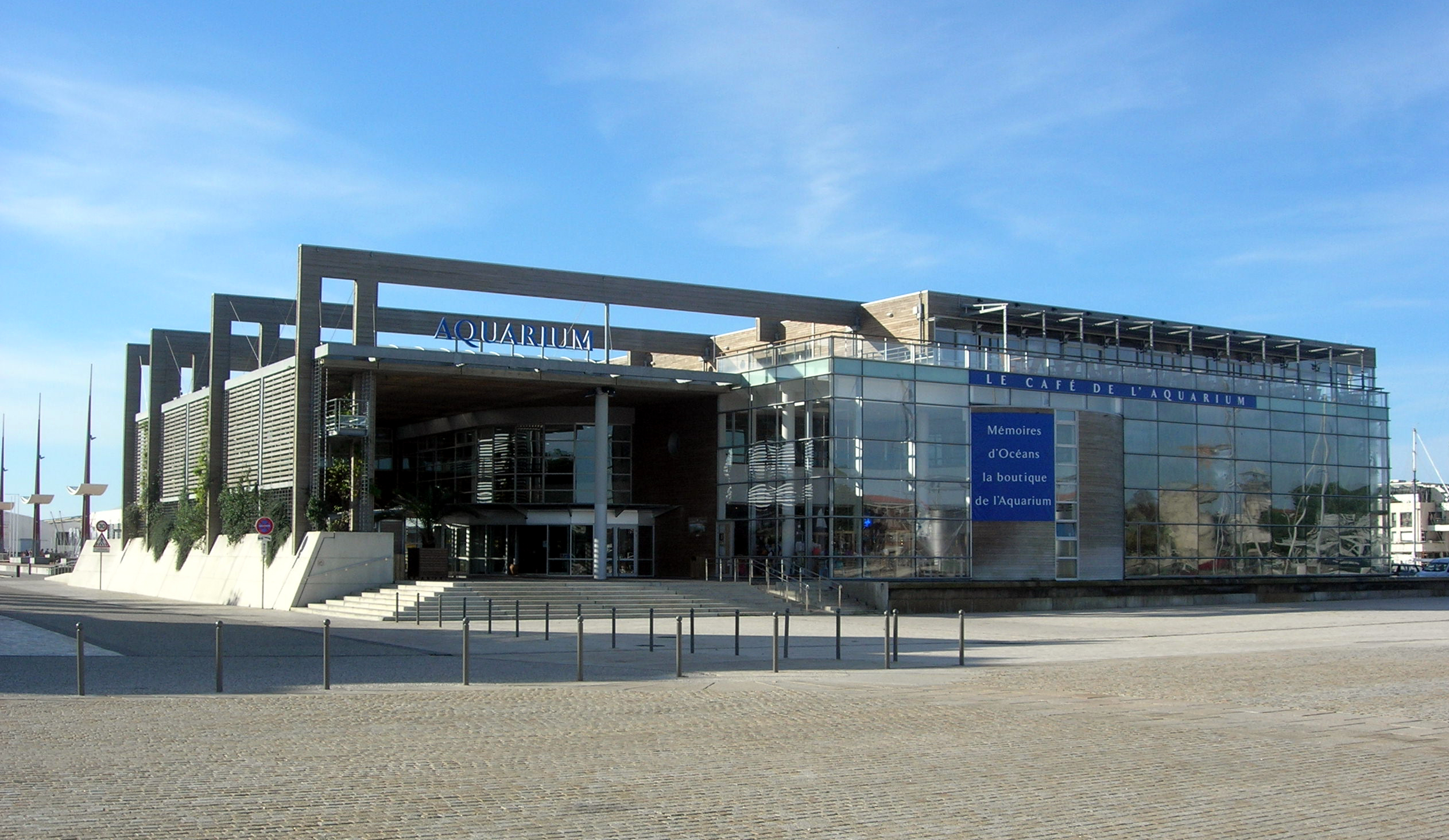
Le nouvel Aquarium de La Rochelle a été construit en 2001, une réalisation moderne due à l'impulsion du tourisme.
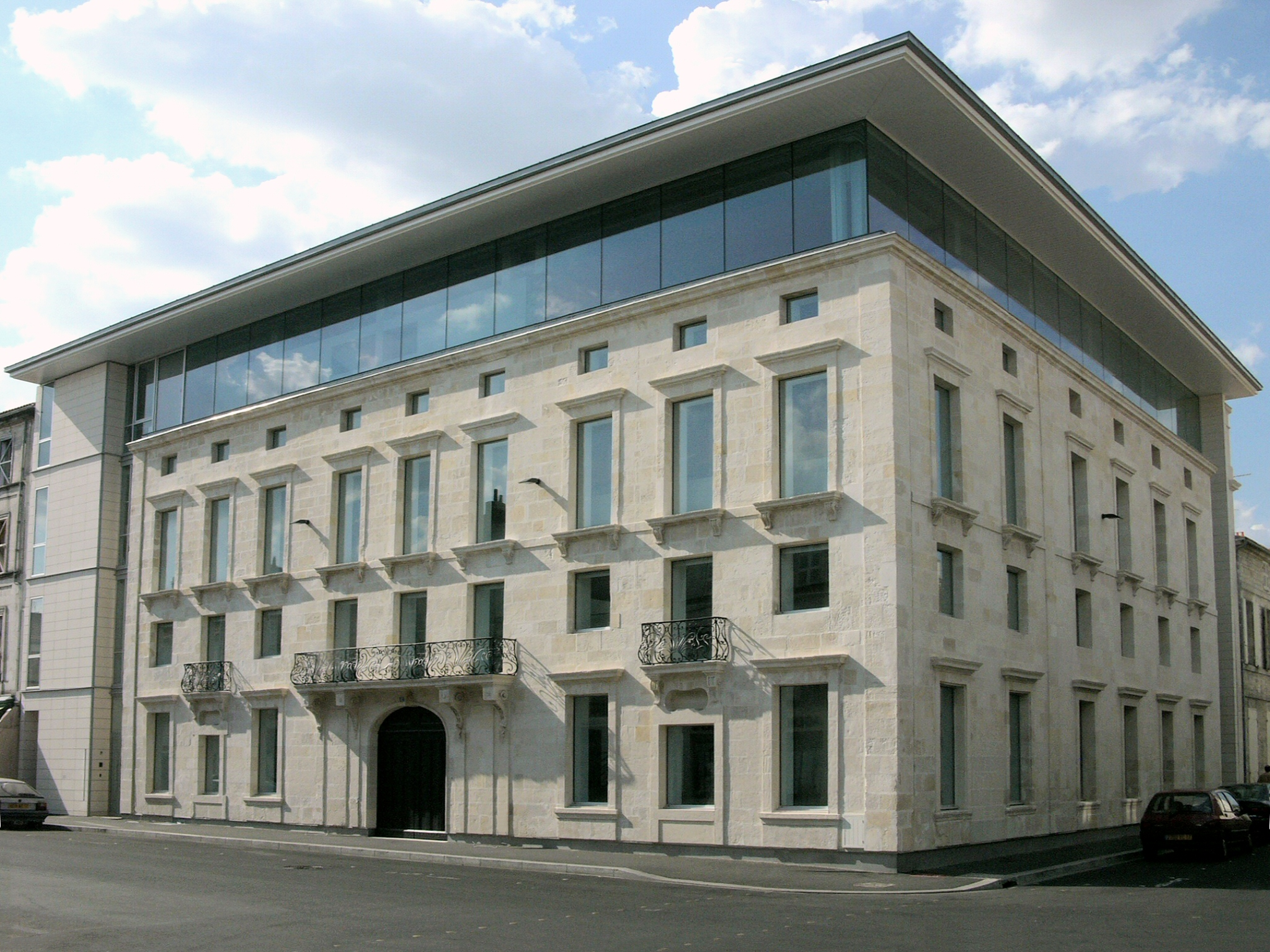
Le musée Hèbre de Saint-Clément à Rochefort a fait partie des grands chantiers de rénovation des équipements culturels de la ville.

### Les travaux publics en Charente-Maritime
Dans ce domaine, les travaux publics occupent une part non négligeable de l'activité économique de la Charente-Maritime qui a pu bénéficier d'importants programmes de modernisation de ses infrastructures de communication, surtout routières et autoroutières.
Ces grands travaux ont profité à certaines entreprises du département mais davantage encore à des entreprises extérieures qui y ont fixé des succursales dans les villes principales, là où la demande est la plus importante et la main d’œuvre la plus disponible.
Ainsi, la plupart des grands chantiers de construction des routes (mise à deux fois deux voies des grands axes routiers, rocades urbaines et pénétrantes, ponts routiers, autoroutes A10 et A837) ou des aménagements portuaires (Grand port maritime de La Pallice, ports de plaisance dont Les Minimes (3 600 places), Royan (1 000 places), Saint-Denis-d'Oléron (750 places)) ou des aéroports (Aéroport de La Rochelle-Île de Ré, aéroport de Rochefort), ont été le plus souvent engagés par des grandes entreprises de dimension nationale (Bouygues, Eiffage travaux publics qui dispose d'entrepôts à Aytré, Rochefort, Saintes et Saint-Georges-du-Bois, COLAS, une filiale de Bouygues, dont des unités sont implantées à Châtelaillon-Plage, Saint-Georges-de-Didonne et Saintes, EUROVIA, filiale de Vinci, à Dompierre-sur-Mer, Royan et Soubise) ou régionale (SCREG à Dompierre-sur-Mer et Royan). L'entreprise Bouygues, qui ne dispose pas de succursales dans le département, s'est vu confier la réalisation du pont de l'île de Ré, inauguré en 1988, et du viaduc de Martrou, sur la Charente entre Rochefort et Échillais, inauguré en 1991.
Une grande majorité des entreprises locales se partagent le reste de ce marché très concurrentiel en réalisant des chantiers limités le plus souvent aux terrassements, aux poses de bordures, aux goudronnages ou aux enrobés. Ces entreprises locales de travaux routiers sont également spécialisées dans l'entretien de la voirie qui nécessite régulièrement un renouvellement des chaussées.
Le secteur des travaux publics inclut les travaux de réalisation des réseaux électriques, de canalisations pour le gaz ou l'adduction d'eau, ou les travaux d’assainissement ou d'hydraulique. Là aussi, les entreprises de dimension nationale (ERDF, GDF-Suez, SAUR, SPIE à Périgny) ou régionale (INEO à Aigrefeuille-d'Aunis et à Périgny, SOBECA et ETDE, une filiale de Bouygues, à Pons) se taillent la part du lion d'un marché dynamique. Les entreprises locales, comme leurs voisines spécialisées dans les travaux routiers, sont également polyvalentes dans leurs activités et se partagent les miettes d'un marché fortement concurrentiel.
Dans le cadre des grands projets d'aménagement du département, la poursuite de la modernisation des infrastructures de communication est programmée à plus ou moins brève échéance, entre 2012 et 2020, et même jusqu'à l'horizon 2030 pour les routes.

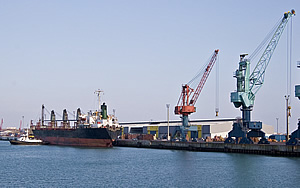
Le nouveau quai portuaire de Chef-de-Baie du port de La Pallice; le grand port maritime est l'objet d'importants investissements dans un proche avenir.

Certains de ces projets sont en cours de réalisation ou le seront dans un très proche avenir et concernent, entre autres grands projets majeurs du département, la poursuite de l'agrandissement des installations portuaires du Grand port maritime de La Pallice à l'anse Saint-Marc (nouveau terminal de marchandises, nouveaux terre-pleins), le projet d'agrandissement du port de plaisance des Minimes de 1 200 places, la poursuite de la modernisation du réseau routier dans le cadre du Schéma routier départemental qui comprend 50 projets dans la période 2010-2030 dont, entre autres, les contournements de Surgères et de Saint-Jean-d'Angély, des bourgs de la Haute-Saintonge (Saint-Genis-de-Saintonge, Mirambeau, Montendre), des villes de Puilboreau et Saint-Xandre et du village de Villedoux avec jonction à la Route de Villiers en Vendée pour régler le problème épineux de la traversée de Marans, le projet d'implantation d'une base logistique à Clérac pour la réalisation de la LGV entre Tours et Bordeaux qui traversera cinq communes du sud de la Charente-Maritime.
D'autres projets pourraient être l'objet de programmations mais leur réalisations semblent davantage incertaines et se heurtent à des problèmes d'ordre budgétaire, voire d'inertie politique, comme, entre autres, l'électrification des voies ferrées entre Niort, Saintes et Royan et entre Angoulême, Saintes et Royan en vue de la desserte par le TGV, ou le contournement ferroviaire de l'agglomération rochelaise pour la desserte du port de La Pallice ou encore la mise à 2X2 voies de la RN150 entre Saujon et Royan, tandis que d'autres demeurent hypothétiques malgré les effets d'annonce aéroport départemental de Rochefort prévu pour 2020 pour succéder à celui de La Rochelle).

## Le secteur tertiaire
Le secteur tertiaire est devenu prédominant d'une part en raison d'une tradition commerciale fort ancienne et d'autre part par l'importance de plus en plus accrue de l'économie touristique.

### Les activités commerciales
Le commerce, qui est l'apanage des villes principales et secondaires du département, s'est considérablement modernisé et a connu d’importantes mutations dans ses activités aussi bien dans les formes de la distribution que dans les moyens de commercialisation.

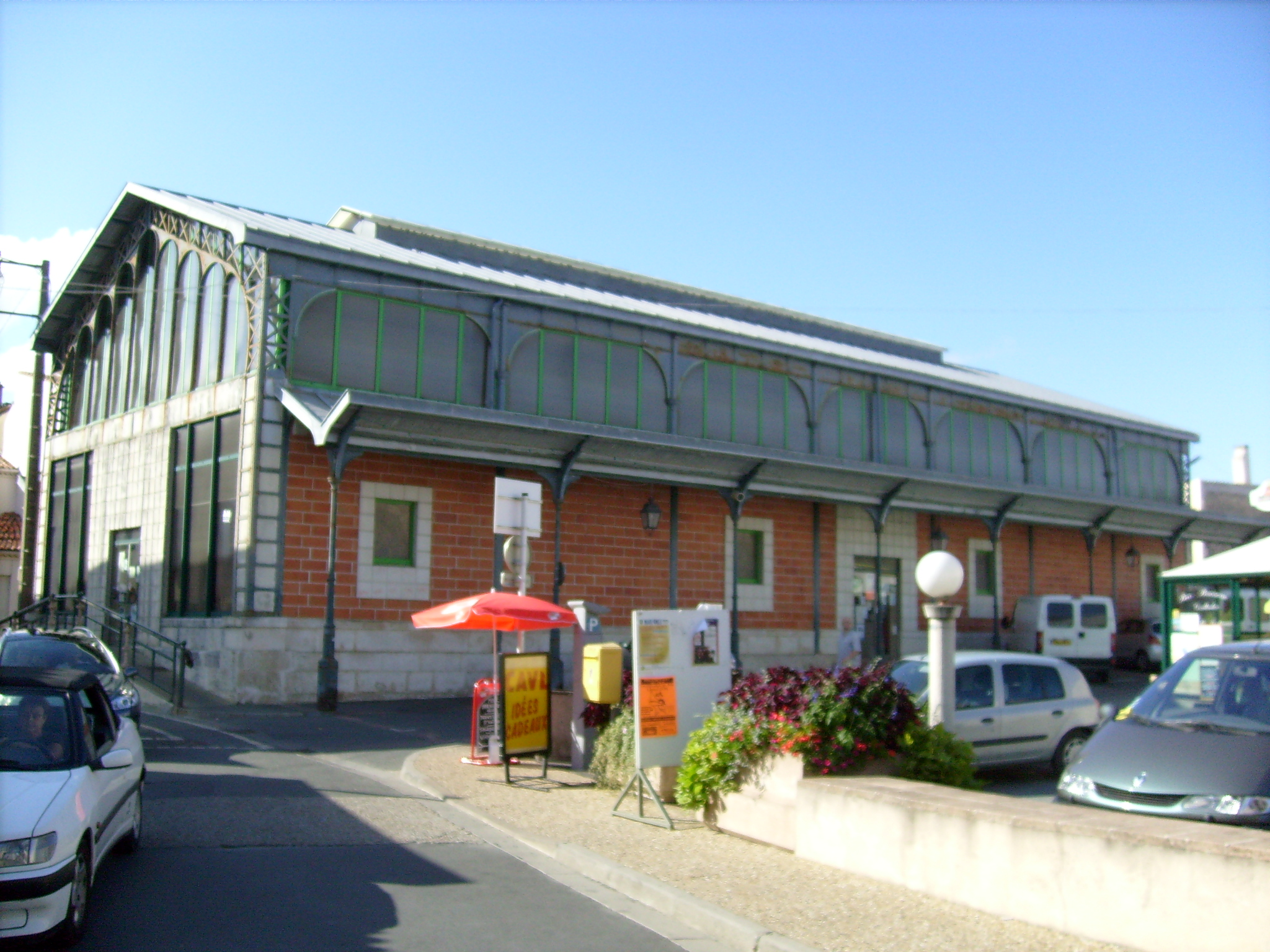
Les halles de Marennes, vitrine de l'activité commerciale de la ville que stimule le tourisme chaque été.

Les foires et marchés qui sont les plus anciennes formes du commerce local sont solidement ancrés dans la vie des villes et des bourgs, généralement des chefs-lieux de canton, et selon l'importance de la commune se produisent une à plusieurs fois par semaine, tandis que la périodicité des foires est généralement mensuelle dans les villes. Certaines cités du département, en particulier en Saintonge, sont réputées pour être d'importantes villes de foires mensuelles comme Saintes, Saujon, Pons, Jonzac et Saint-Jean-d'Angély tandis que d'autres se sont spécialisées dans des foires agricoles de grand renom (foire aux bovins de Surgères).

Sur le littoral charentais, le tourisme joue également un grand rôle dans le maintien de cette activité commerciale non sédentaire et contribue même à la renforcer. Lors de chaque saison estivale, ces marchés prennent un rythme hebdomadaire et même quelquefois se produisent en nocturne, offrant aux touristes le plus souvent un divertissement supplémentaire. 

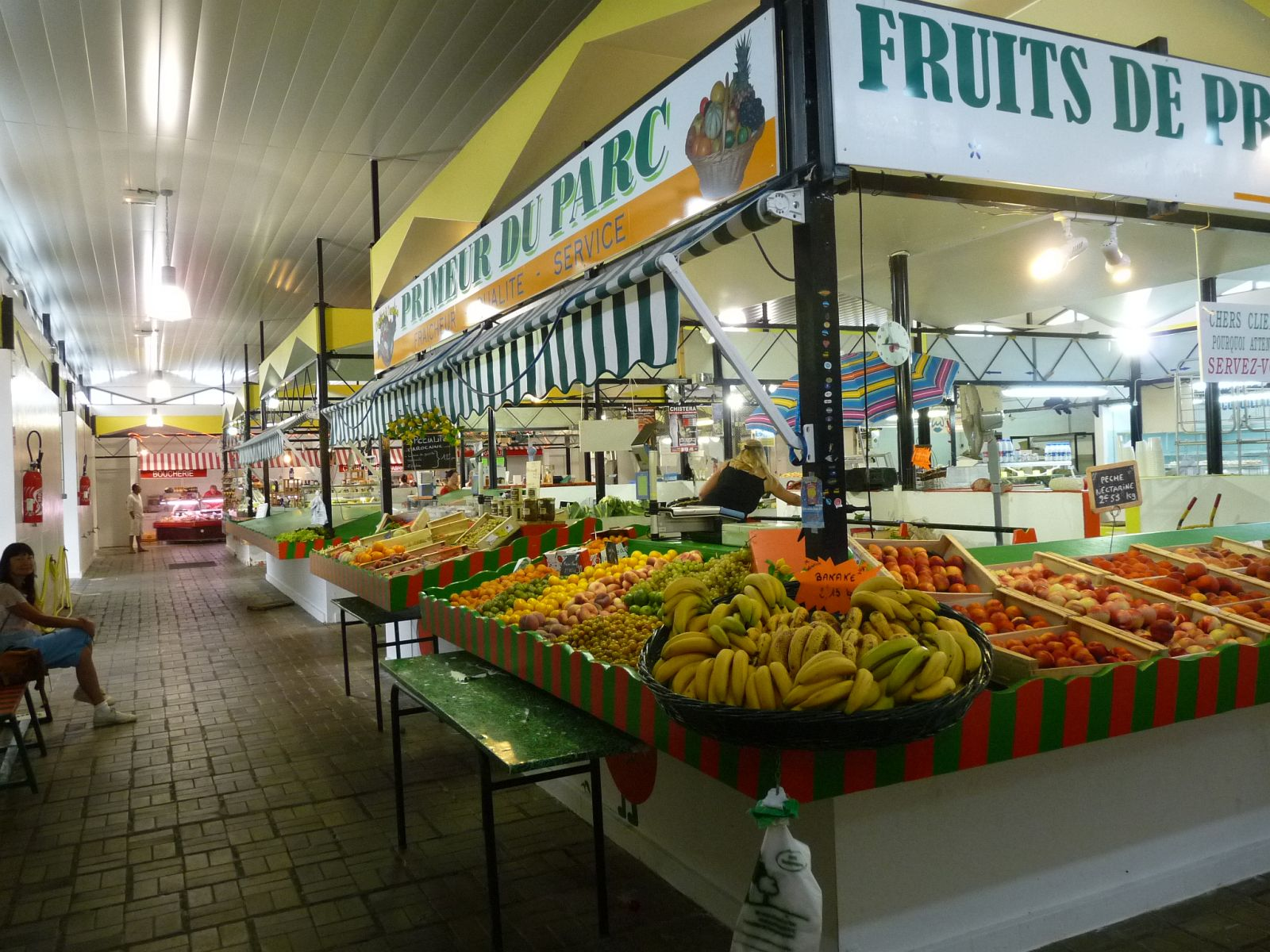
Le marché couvert à Royan, la grande ville touristique du département.

Les villes touristiques connaissant alors une intense activité commerciale pendant la saison estivale aussi bien dans les îles comme Saint-Pierre-d'Oléron, Dolus-d'Oléron ou le Château-d'Oléron dans l'île d'Oléron, Saint-Martin-de-Ré ou La Flotte dans l'île de Ré que sur le littoral comme La Rochelle, Royan, Saint-Georges-de-Didonne, Marennes, La Tremblade, Fouras, Châtelaillon-Plage et bien d'autres.
Aux formes traditionnelles des foires et marchés qui animent toujours les centres des bourgs ruraux et des chefs-lieux de canton ou des halles marchandes couvertes situées dans les centres des villes, petites ou grandes, se sont ajoutées les formes de la distribution moderne que représentent les hypermarchés, supermarchés et grandes surfaces spécialisées. Ces derniers, généralement situés aux entrées des principales villes du département, ont maintenant essaimé dans les villes secondaires du réseau urbain de la Charente-Maritime. Il n'est plus rare aujourd'hui de trouver un hypermarché ou une GSS dans une ville secondaire du département.

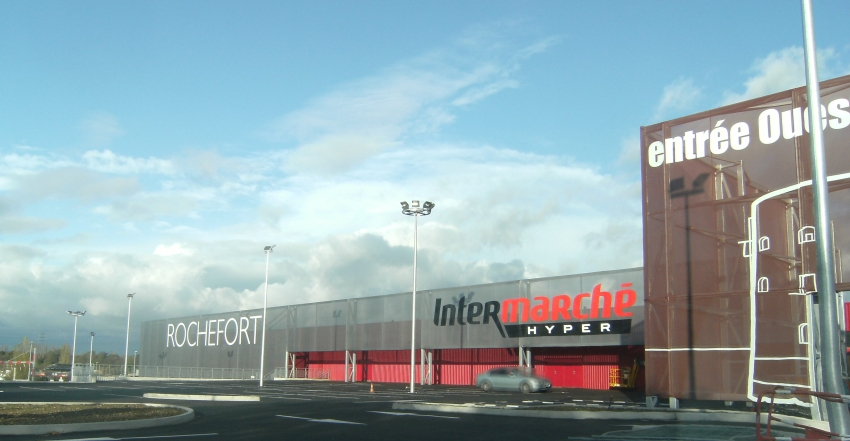
Les grandes zones commerciales sont établies à la périphérie des villes comme la zone des Quatre Ânes à Rochefort.

Les grandes surfaces commerciales E.Leclerc sont tout aussi bien présentes dans les quatre principales villes du département que dans les villes secondaires comme Saint-Jean-d'Angély, Surgères, Marennes, Saint-Pierre-d'Oléron, Jonzac et Pons et sont le plus souvent dotées d'une galerie marchande abritant des boutiques spécialisées dans le prêt-à-porter, la vente des chaussures, la parfumerie ou le soin à la personne, la bijouterie, la librairie-presse. Il en est de même pour les autres enseignes nationales comme Super U ou Intermarché ou autres Carrefour qui ont souvent transformé leurs supermarchés en hypermarchés avec également des galeries marchandes et de grands parkings. Les GSS aux enseignes nationales sont maintenant aussi bien présentes dans les grandes villes que dans les villes secondaires qui ont rattrapé leur retard en matière d’équipement commercial de façon étonnante.

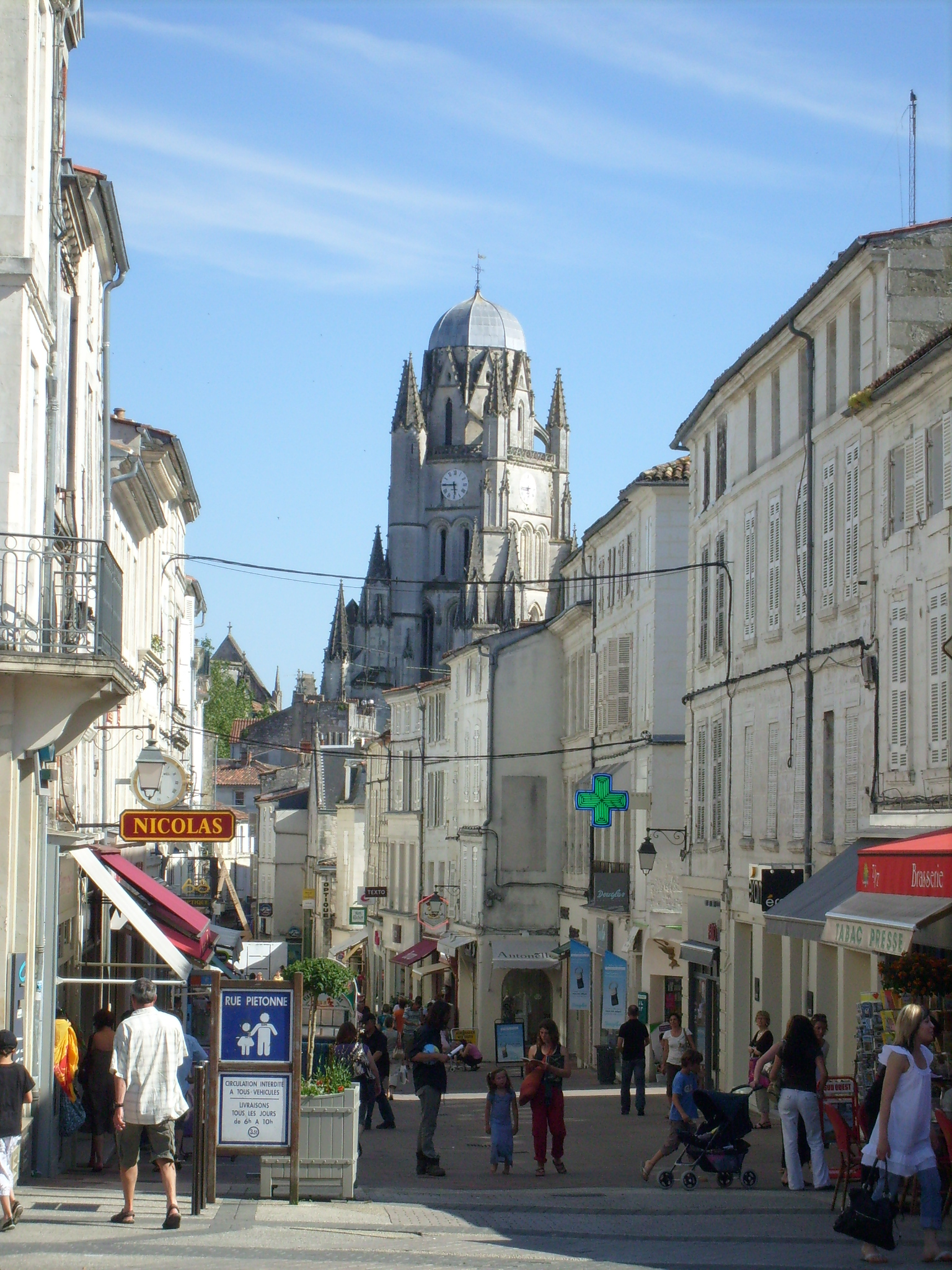
Le centre historique de Saintes, une des principales villes commerciales de la Charente-Maritime.

Cependant, les quatre principales villes du département détiennent les plus grands ensembles commerciaux, disposant à la fois d'une offre commerciale beaucoup plus variée et d'un choix plus élargi des ventes, mais La Rochelle et Saintes demeurent largement en tête des villes les plus commerciales de la Charente-Maritime.
Saintes abrite aujourd'hui l'un des plus importants sièges nationaux du mouvement coopératif épicier COOP ATLANTIQUE. Outre deux hypermarchés, la ville dispose d'un grand nombre de supermarchés et de GSS dont des marques nationales qui, la plupart du temps, sont présentes dans les grandes villes (Decathlon, Intersport, Conforama, Maisons du Monde. Ville de tradition marchande où Saintes était spécialisée dans le négoce des eaux de vie de cognac, Saintes est aujourd'hui dotée de commerces importants qui assurent son influence dans sa région immédiate (négoce de matériels agricoles, négoce de produits alimentaires pour animaux) dont l'influence dépasse largement les limites du département. Malgré la relative proximité de la grande métropole régionale qui est Bordeaux, Saintes dispose d'une aire d'influence commerciale qui s'étend sur une très grande partie du département, jusqu'à Saint-Jean-d'Angély au nord, à Cognac à l'est, à Jonzac au sud, à Royan au sud-ouest, à Marennes à l'ouest et à Rochefort au nord-ouest. Au-delà des limites de sa zone de chalandise habituelle, elle rencontre l'influence de Niort au nord, d'Angoulême à l'est, de Bordeaux au sud et de La Rochelle à l'ouest et nord-ouest.
La Rochelle est la grande ville commerciale du département. Elle doit cette fortune non seulement à sa vocation de port marchand qu'elle exerce depuis le Moyen Âge mais aussi à son poids démographique et économique, étant l'agglomération urbaine la plus importante entre Loire et Gironde. La grande distribution est très présente à La Rochelle et dans sa proche banlieue qui disposent de quatre hypermarchés (Carrefour et E.Leclerc). Si les supermarchés sont bien répartis dans les différents quartiers urbains de la ville et dans les villes de la banlieue, l'agglomération rochelaise dispose de deux grandes zones commerciales dont celle de Beaulieu qui est la plus importante du département autant en surface que par le nombre d'enseignes qui y sont présentes. L'agglomération rochelaise est structurée en plusieurs zones commerciales, outre celle de Beaulieu, le pôle commercial d'Angoulins au sud et le pôle commercial de l'hyper-centre, génèrent des chiffres d'affaires annuels supérieurs à 105 millions d'€. Outre les hypermarchés, les grandes enseignes nationales des GSS sont présentes dans l'agglomération. Ces dernières servent également de locomotives pour exercer l'attractivité commerciale de La Rochelle et occupent les secteurs du bricolage (Leroy Merlin et Castorama), de l'équipement de la maison (Darty) ou de l'équipement de la personne (Decathlon et Intersport). Cependant, la ville souffre de l'absence de certaines grandes enseignes d'envergure nationale comme H&M, C&A, la Fnac, voire Ikea, et connaît une certaine évasion de sa clientèle vers les métropoles régionales que sont Nantes et Bordeaux.
Dans le domaine commercial, quelques entreprises sont devenues des marques de renommée nationale comme Geneviève Lethu qui a sa base logistique et son siège social à Périgny, près de La Rochelle. Cette entreprise qui a ouvert sa première boutique à La Rochelle en 1971 s'est rapidement développée. Pour faire face à la demande, l’enseigne a développé son concept en franchise dès 1972. Aujourd'hui, le réseau Geneviève LETHU compte 160 points de vente dans le monde dont 113 en France.
L'activité d'import - export par les ports de La Pallice et de Rochefort.

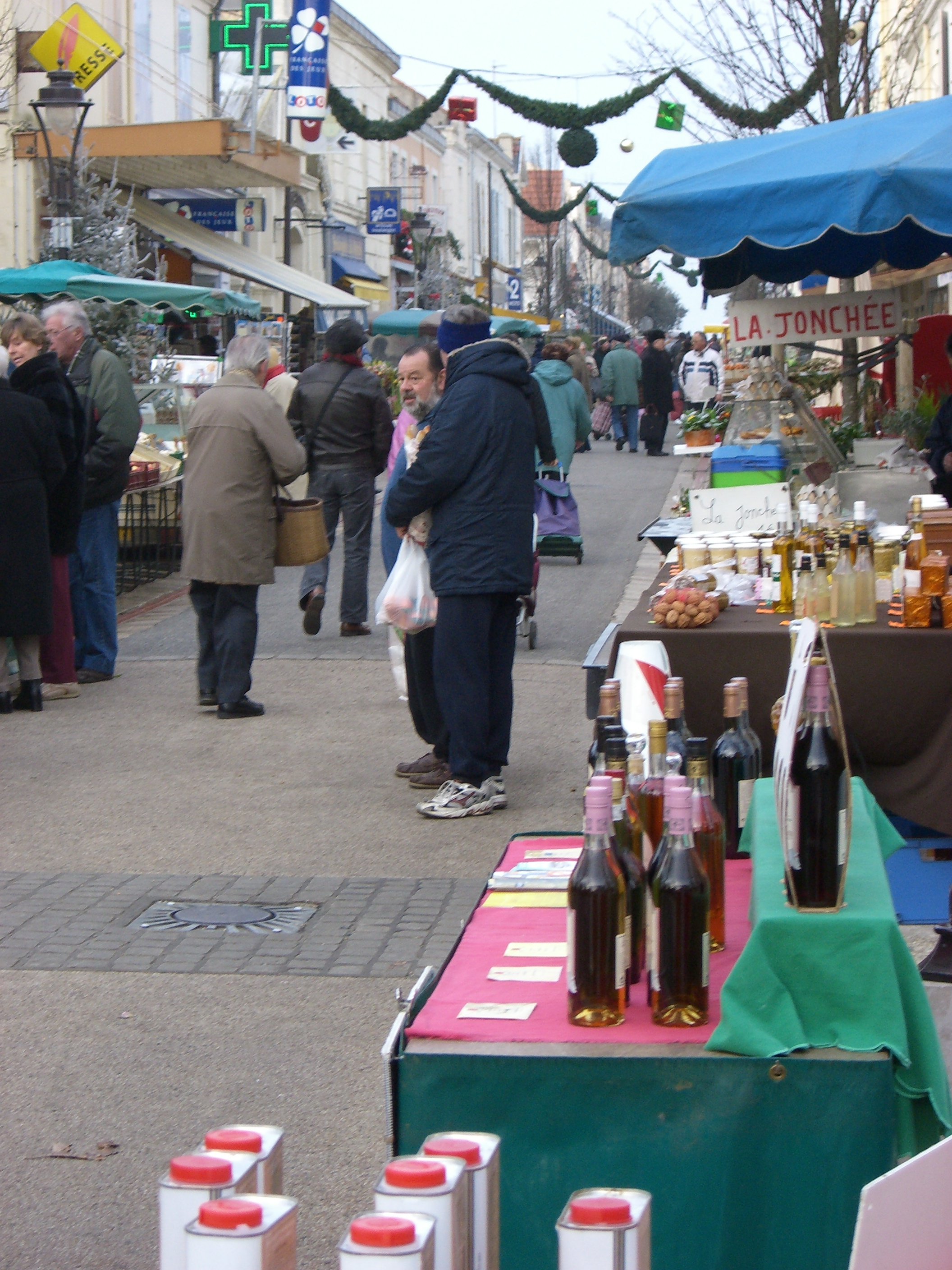
Jour de marché à Châtelaillon-Plage où le tourisme relance l’activité commerciale de la station balnéaire chaque été.
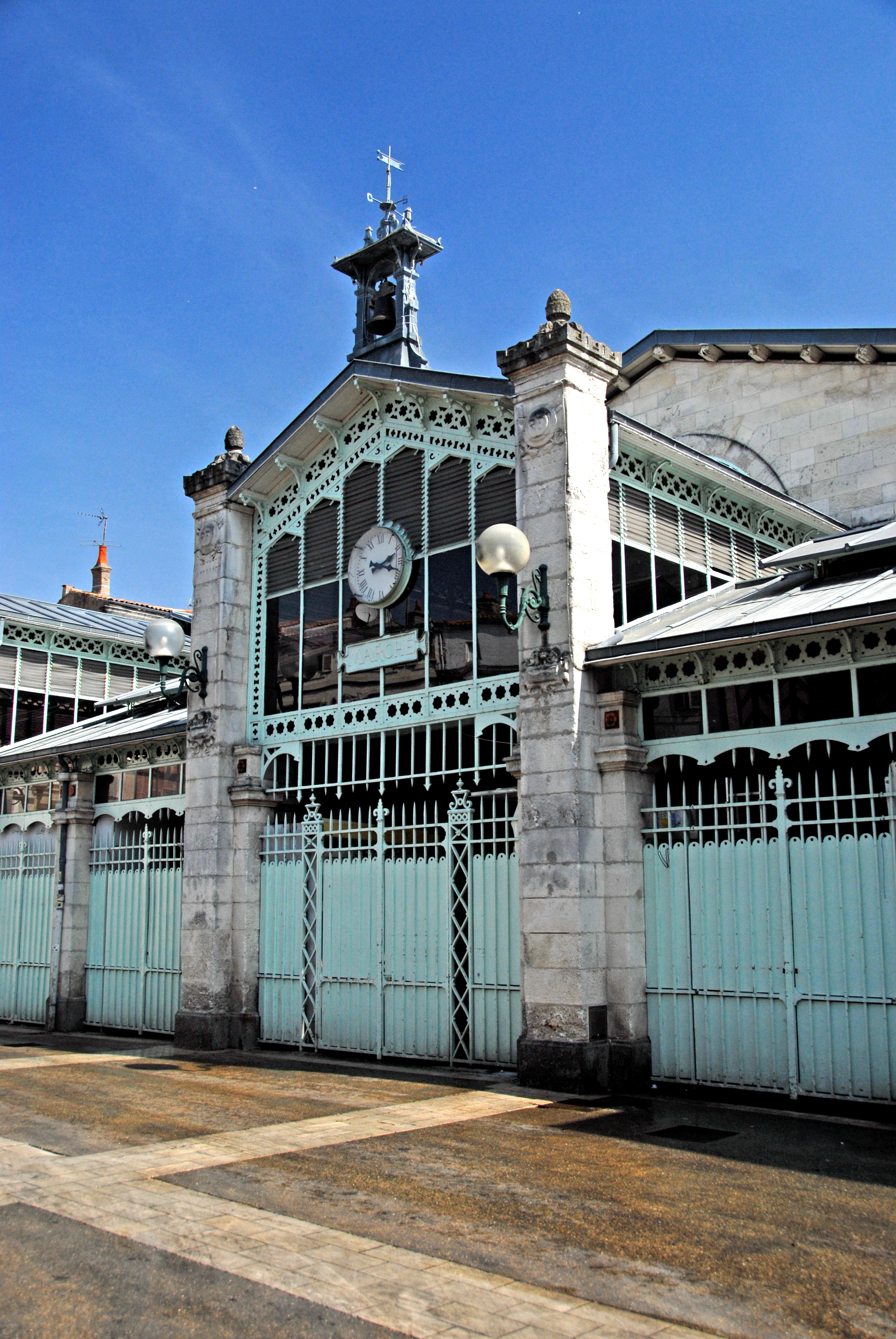
Le marché couvert de La Rochelle, un des hauts lieux du commerce de la ville.
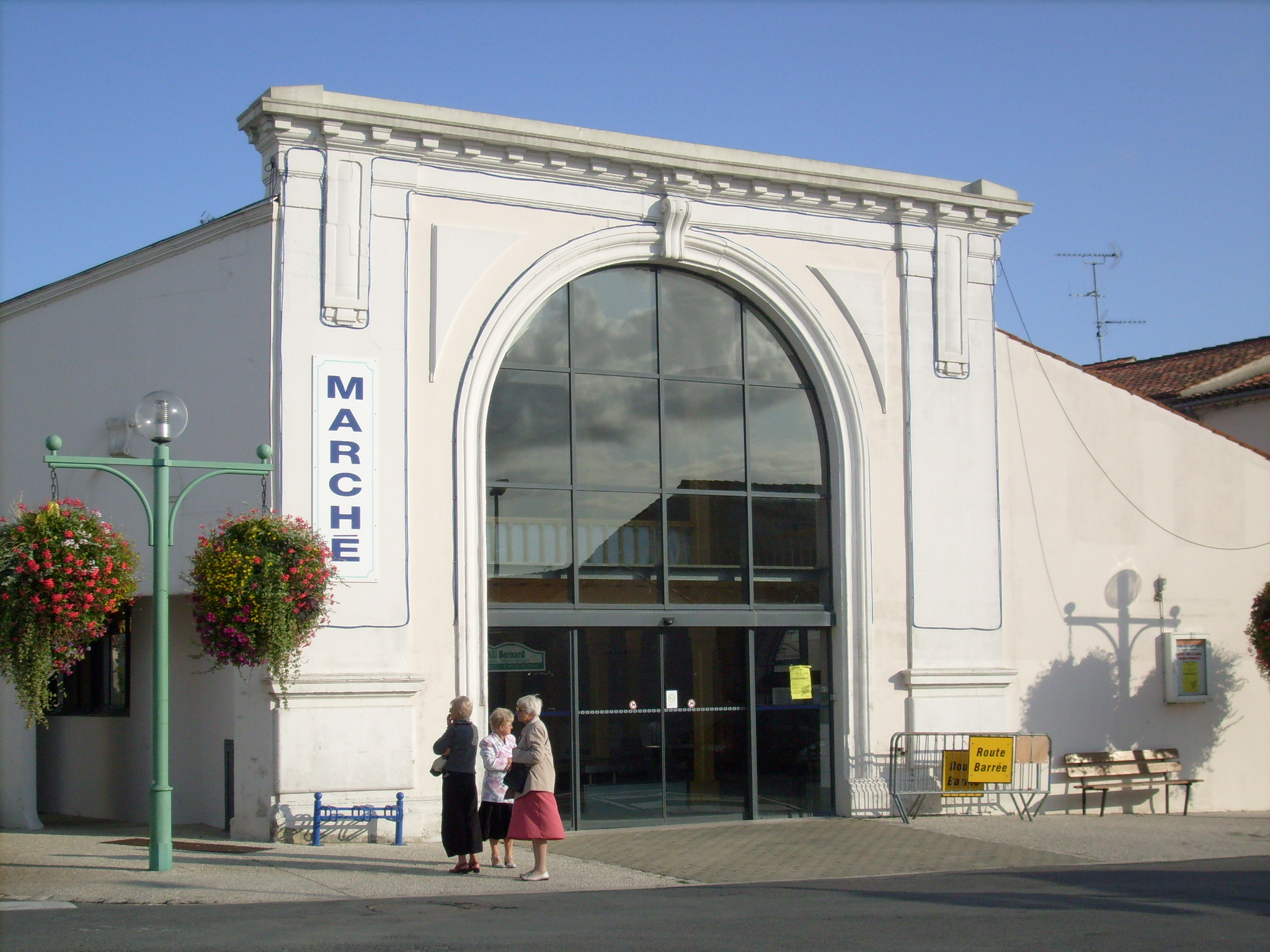
Les halles couvertes de Saujon, une des villes les plus commerçantes de la Charente-Maritime.

### Les banques et assurances
Le secteur bancaire et assurantiel est assez bien représenté en Charente-Maritime où Saintes est un centre financier de premier plan dans le département, étant le siège de la banque interdépartementale du Crédit agricole et de la Mutualité sociale agricole - MSA -  des deux Charentes, tandis que La Rochelle abrite le siège régional du Crédit maritime et les sièges départementaux de quelques banques nationales.

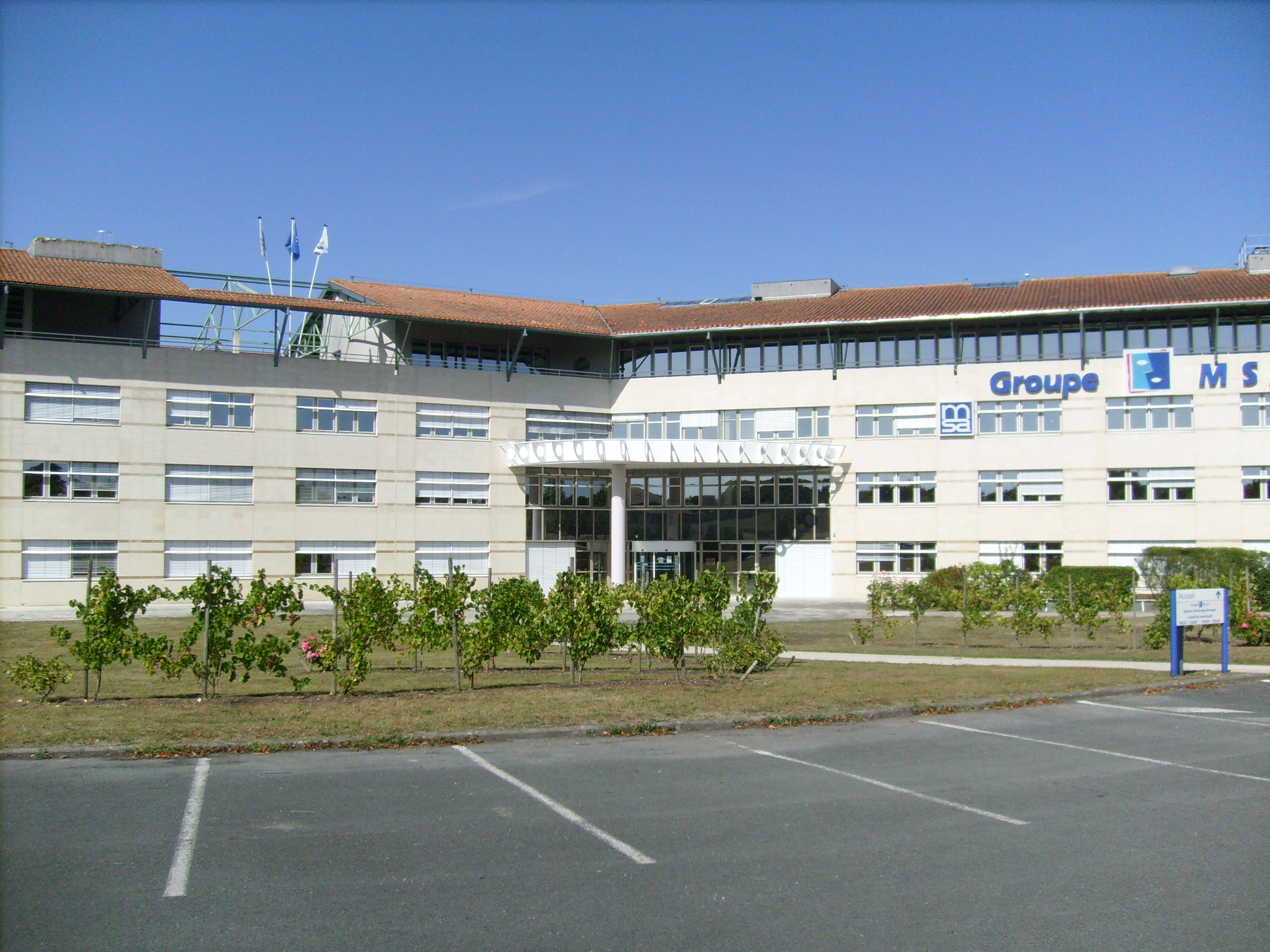
La MSA à Saintes, la ville est un pôle financier de premier plan en Charente-Maritime.

En 2008, le secteur des banques et des assurances emploie 4 622 personnes en Charente-Maritime, soit 2,2 % de la population active totale du département. Ce taux est nettement inférieur à celui de la France qui est de 3 % et davantage encore à celui des Deux-Sèvres avec 8 % où le secteur des mutuelles d'assurances pèse fortement.
Deux organismes financiers, l'un bancaire et l'autre mutualiste, ont plus de 100 salariés chacun dans le département et sont tous deux situés à Saintes. Le Crédit agricole qui a son siège régional emploie 270 personnes et la MSA qui abrite le siège des deux départements charentais emploie 300 personnes environ.

#### Le secteur bancaire en Charente-Maritime

##### Données générales
En 2004, le réseau des banques et des caisses d'épargne de la Charente-Maritime étaient au nombre de 281 guichets permanents. Avec 1 guichet pour 2 085 habitants en Charente-Maritime, la densité bancaire y est un peu plus élevée que la moyenne régionale qui est de 1 guichet pour 2 108 guichets et nationale qui est de 1 guichet pour 2 251 habitants en 2004.
15,5 % des communes de la Charente-Maritime dispose au moins d'une banque, ce qui représente, en 2010, 73 communes dont tous les chefs-lieux de canton du département.
Le secteur bancaire est habituellement réparti en plusieurs branches représentées par la Banque de France, les banques nationales et les banques étrangères, les banques mutualistes et les sociétés de crédit ainsi que les caisses d'épargne. Toutes ces branches sont présentes en Charente-Maritime.

##### La Banque de France
La Banque de France qui est une très ancienne institution bancaire créée en février 1800 par Napoléon Ier, surnommée aujourd'hui la Vieille Dame, a installé sa première succursale à La Rochelle en février 1853 dans un bel immeuble en pierres de taille. Les deux autres comptoirs bancaires de la Banque de France ont été implantés à Rochefort en 1898 et à Saintes en 1899. Comme celle de La Rochelle, la Banque de France de Saintes devient une succursale  en 1922 et l'établissement est agrandi en 1925.
Avant la grande réforme de la banque centrale de 2003, la Banque de France employait en 2001 dans son établissement de La Rochelle 45 salariés, dans celui de Saintes 32 salariés et dans celui de Rochefort 23 salariés.
À la suite de l’entrée de l’euro sur le marché français qui a remplacé petit à petit l’ancienne monnaie nationale, des restructurations profondes  ont touché la Banque de France à partir de 2003 qui, en trois ans, a fermé une centaine de succursales en France et mis en vente 69 bâtiments.
Cette réorganisation n’a pas épargné la région Poitou-Charentes où la Banque de France  a établi sa Direction régionale à Poitiers et seulement conservé trois succursales, toutes situées dans les villes préfectures (Angoulême pour le département de la Charente, La Rochelle pour le département de la Charente-Maritime et Niort pour le département des Deux-Sèvres).
Les anciennes agences de la Banque de France présentes à Cognac, Rochefort et Saintes ont été dans un premier temps réduites en de simples bureaux d’accueil et d’information, rattachés aux succursales des départements, et ouvertes quelques jours par mois. Depuis le début de l’année 2006, la Banque de France de Cognac a fermé tandis que l’immeuble de Rochefort a été vendu en juin 2006 au groupe américain Carlyle. Quant à la Banque de France de Saintes, son sursis lui a permis d’assurer pour un temps une permanence des activités bancaires aux particuliers avec des opérations d’échanges des billets. Par la suite, ce service ayant été relayé par le Trésor public, l’agence de Saintes a dû fermer à son tour ses portes.
La succursale de La Rochelle assure seule en Charente-Maritime, avec un personnel fort réduit, des activités bancaires auprès des collectivités locales, des banques et des entreprises.

##### Les banques nationales et étrangères
En Charente-Maritime, la grande majorité des banques nationales est présente sur le département à l’exception notable de Dexia et de la Caisse des dépôts et consignations.
Dans la décennie des années 2000, le paysage bancaire en Charente-Maritime a suivi les évolutions nationales qui se sont traduites par la disparition de certaines banques et l’apparition de nouvelles par le moyen des regroupements, des alliances ou des rachats selon les différentes situations en jeu.
Ainsi, les trois agences bancaires du Crédit du Nord qui étaient présentes à La Rochelle, Saintes et Rochefort ont-elles fermé, de même en est-il pour le Crédit municipal qui était l’unique agence bancaire présente en Charente-Maritime, précisément à La Rochelle. La Banque Pommier Finindus, présente également à La Rochelle, a disparu à son tour du paysage bancaire de la ville. Enfin, le CIO a fermé son guichet à La Tremblade ainsi que le CCF, anciennement implanté à Royan, qui a également disparu de la ville.
Le Crédit lyonnais, empêtré dans une retentissante crise financière, a dû faire face à des restructurations souvent draconiennes dont les conséquences se sont manifestées en Charente-Maritime par la réduction drastique des effectifs et par la fermeture de quelques guichets bancaires qui ont concerné trois agences (Rochefort, Pons et Gémozac).
Cependant, entre 1999 et 2010, le nombre d’agences bancaires en Charente-Maritime est relativement stable et a même tendance à augmenter. Souvent d’anciennes banques qui avaient été fermées ont été rachetées par de nouvelles qui ont permis d’élargir l’offre bancaire dans le département.
La Banque Tarneaud, filiale régionale du Crédit du Nord et appartenant à la Société générale, a ouvert cinq agences en Charente-Maritime depuis 2005 (La Rochelle, Aytré, Châtelaillon-Plage, Rochefort, Royan). À La Rochelle, le Crédit coopératif s’est installé à la place de l’ancienne Banque Pommier Finindus. Les banques sous l’ancienne appellation CIO sont devenues les  banques CIC depuis 2006 et sont présentes dans 14 agences dont 4 à la Rochelle. Le Crédit lyonnais qui est devenu LCL se développe de nouveau et a ouvert une nouvelle agence à Périgny, regroupant aujourd’hui une vingtaine d’agences mais cette banque n’a toujours pas rouvert son site de Rochefort.
Les banques nationales, de longue date implantées dans le département, ont privilégié la préfecture pour y installer leurs sièges départementaux. Ce qui est le cas notamment de la Société générale (17 agences bancaires en Charente-Maritime dont 4 à La Rochelle), de la BNP-Paribas (16 agences bancaires dont 5 à La Rochelle) et de LCL.
Des nouvelles banques, d’origine britannique, sont apparues dans le paysage bancaire de la Charente-Maritime depuis le nouveau siècle. Il s’agit de HSBC-France qui a ouvert une succursale à La Rochelle et une autre à Royan et de la banque Barclays qui a ouvert une agence à Saintes. La Barclays Bank qui a inauguré ses nouveaux locaux dans le quartier Saint-Pierre en novembre 2007 étend ses prestations sur les deux départements charentais où résident 8 000 Britanniques et 4 000 dans le reste de la région Poitou-Charentes. Jusque-là, présente seulement à Bordeaux et à Nantes sur la façade Ouest de la France, l’enseigne aux aigles bleus a choisi Saintes pour sa situation géographique excellente entre La Rochelle et Angoulême, deux villes desservies chacune par un aéroport qui les met directement en contact avec les îles Britanniques.

##### Les  banques mutualistes
Les banques mutualistes occupent une très large part du réseau bancaire de la Charente-Maritime dont l'origine tient au tissu économique du département, longtemps dominé par l'agriculture et les activités maritimes, et à une importante tradition de la coopérative favorisant l'économie sociale.
Le Crédit agricole, le Crédit mutuel, les Banques populaires et le Crédit maritime sont les principales représentantes des banques mutualistes de la Charente-Maritime.
Le Crédit agricole
La première banque française, le Crédit agricole, est également la première banque de Charente-Maritime aussi bien pour le nombre de clients que pour le nombre de guichets permanents et automatiques.
Le Crédit Agricole Charente-Maritime Deux-Sèvres a fixé son siège régional à Saintes qui chapeaute les départements des Deux-Sèvres et de la Charente-Maritime. Cette banque généraliste et de proximité est très présente sur le territoire départemental, aussi bien dans les villes que dans les gros villages. En effet, chaque chef-lieu de canton du département - à la seule exception de Saint-Agnant - ainsi que de gros bourgs ruraux qui ont un rôle de marché et de foire dispose d’une agence du Crédit agricole. Ainsi, pas moins de 79 agences bancaires sont recensées en Charente-Maritime, les deux dernières  qui ont été ouvertes sont celles d’Angoulins et de Puilboreau en 2007.
En 2007, 694 salariés travaillent dans les 79 agences du département et 271 au siège régional basé à Saintes. La Caisse régionale compte 518 000 clients sur les deux départements dont 82 % possèdent une carte bancaire et 381 000 ont un compte à vue. Les masses financières de la Caisse régionale (épargne, crédits, cotisations, assurances) s’élèvent à 20 milliards d’euros.
Le Crédit mutuel
Le Crédit mutuel Océan - connu sous le sigle CMO - est une banque mutualiste créée en 1914 en Vendée. Elle est présente dans trois départements : la Vendée, la Charente-Maritime et les Deux-Sèvres. Son siège est basé à La Roche-sur-Yon.

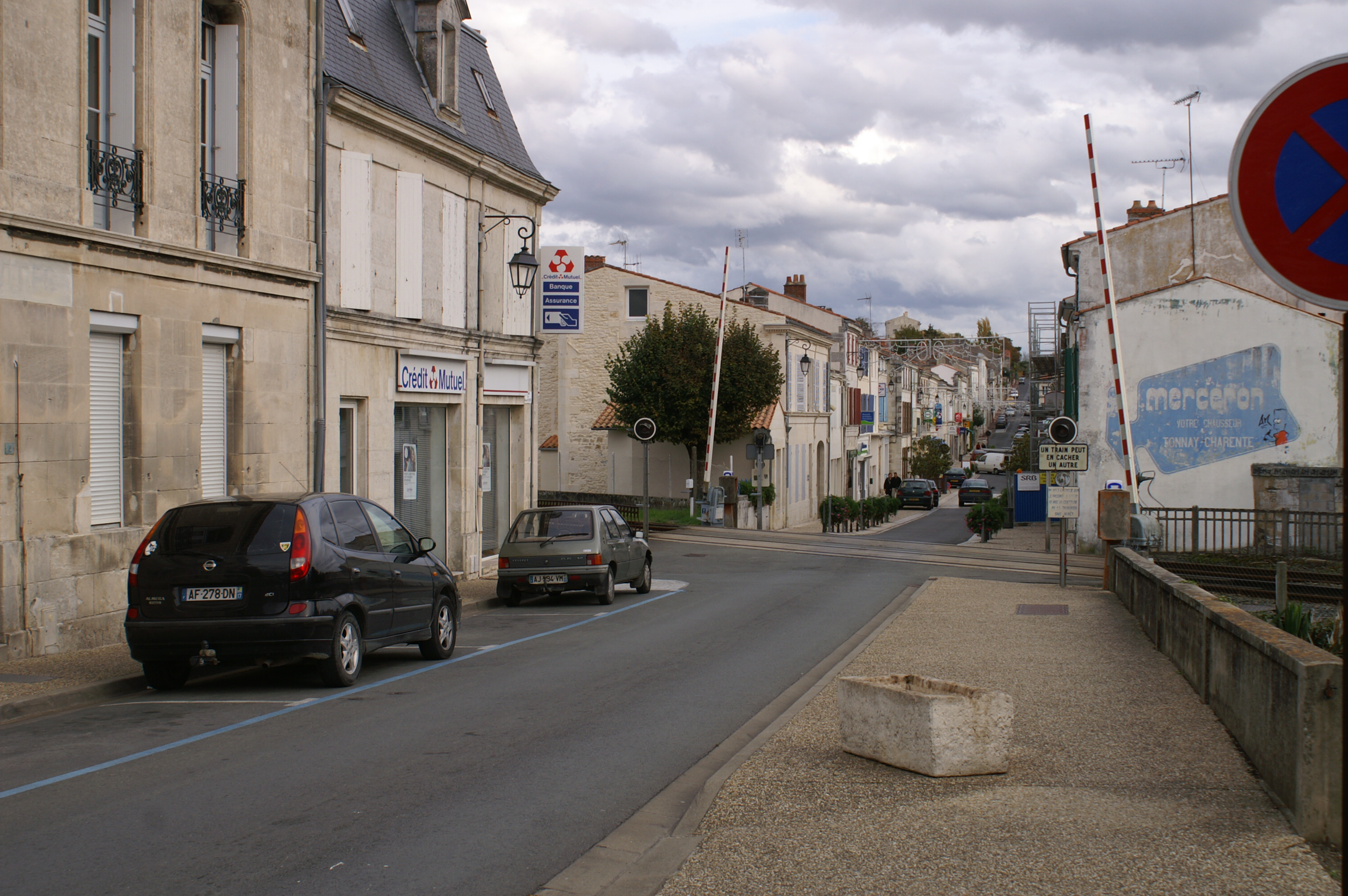
L'agence du Crédit mutuel à Tonnay-Charente, une des 47 agences bancaires de la banque mutualiste en Charente-Maritime (photo prise en octobre 2010, l'agence a depuis quitté le centre-ville pour s'installer sur la zone périphérique de la Varenne).

En Charente-Maritime, le CMO qui a fixé le siège de la délégation départementale à Saintes recense 47 agences bancaires dont celle de Vaux-sur-Mer ouverte en 2008 et plus de 130 000 clients, plaçant cette banque mutualiste au troisième rang départemental après le Crédit agricole et les Caisses d'épargne Poitou-Charentes mais avant les Banques Populaires. Elle détient en effet 16,14 % des parts de marché en matière de crédits et 13,35 % pour les dépôts. 285 administrateurs et 252 salariés travaillent dans les différentes agences du CMO en Charente-Maritime. En 2010, le produit net bancaire de cette banque régionale atteint près de 258 millions d’euros contre 228 millions en 2009.
Enfin, le Crédit mutuel Océan est une banque de l’économie sociale comptant plus de 560 000 sociétaires et plus de 1 200 administrateurs qui participent activement à son fonctionnement.
Les Banques populaires
Les banques populaires du Centre-Atlantique – sigle BPCA – dont le siège régional est implanté à Niort gère 27 agences bancaires en Charente-Maritime. Davantage implantées dans les villes du département et sur le littoral, elles sont moins présentes dans des chefs-lieux de canton ruraux où le Crédit agricole et le Crédit mutuel sont solidement et anciennement implantés. Banque de proximité et banque coopérative, cette banque cible davantage les PME et les artisans qui y sont les principaux clients. Ce réseau bancaire est le quatrième du département autant par le nombre d’agences présentes que par le nombre de clients.
Les BPCA et BPSO sont à la veille d’une fusion régionale dont le futur siège régional sera fixé à Bordeaux et qui rassemblera 200 agences réparties dans 10 départements, et employant 2 000 salariés.
Le Crédit maritime
Le Crédit maritime mutuel est affilié à la Banque fédérale des Banques populaires depuis août 2003. Avec plus de 150 agences couvrant tout le littoral français, le Crédit maritime mutuel participe activement au développement de la pêche artisanale et des cultures marines. Son expertise s’étend également au financement de l'ensemble de l'économie du littoral.
En Charente-Maritime, le Crédit maritime y est solidement implanté. Il figure sous le nom générique de Crédit maritime mutuel du Littoral du Sud-Ouest – ou Crédit maritime LSO - qui y a fixé son siège régional à La Rochelle et gère 32 agences de trois départements du Sud-Ouest (Charente-Maritime, Gironde et Pyrénées-Atlantiques). Le siège régional était précédemment fixé à Marennes.
Plus de la moitié des agences bancaires du réseau régional du Crédit maritime LSO  sont situées en Charente-Maritime où la Caisse régionale gère 18 agences toutes situées sur le littoral et dans les îles (Oléron et Ré).
Les services et champs d'expertise s’étendent sur toute une gamme de produits financiers classiques (assurance, banque, crédit, épargne, placement et vente de produits bancaires) mais ils sont orientés essentiellement vers les activités littorales et maritimes touchant aussi bien les professionnels de la mer que les particuliers. Le secteur de la pêche, de la conchyliculture et de l’aquaculture aussi bien que celui du tourisme balnéaire (hôtels, restaurants, bateaux de plaisance...) sont le domaine du Crédit maritime. Le Crédit maritime LSO gère un portefeuille de 679 millions d’euros et 200 collaborateurs sur un territoire qui s’étend de Charron à Hendaye.

##### Les Caisses d'épargne
Les caisses d'épargne sont anciennement installées en Charente-Maritime et la première est située à La Rochelle dès 1834. À Rochefort, où la Caisse d'épargne s'implante en 1835, elle est aménagée dans un bel immeuble en 1900 tandis que celle de Saintes sera inaugurée par le président de la République Félix Faure en 1897. Même les petites villes bénéficient de ces implantations dans de remarquables immeubles en pierre de taille dans le style néo-classique du XIXe siècle comme à Jonzac ou à Marennes avant la fin du XIXe siècle.
Les Caisse d'épargne Poitou-Charentes, anciennement connues sous le nom de Caisse d'épargne L'Écureuil, sont des banques coopératives qui, en Poitou-Charentes, ont leur siège régional à Poitiers. Elles appartiennent au Groupe Caisse d'épargne dont le siège national est situé à Paris et qui, depuis 2009, sont associées aux Banques populaires régies sous la BPCE, deuxième groupe bancaire français.
En Charente-Maritime, les Caisses d'épargne Poitou-Charentes forment le deuxième réseau d'agences bancaires par leur nombre autant que par le nombre d'emplois, se situant après le Crédit agricole mais devançant de peu le Crédit mutuel Océan et les Banques populaires.
Employant 265 personnes en Charente-Maritime, elles sont réparties en 48 guichets où ces derniers sont regroupés en deux groupes départementaux, le Groupe La Rochelle avec 19 agences et le Groupe Saintonge avec 29 agences. Chaque groupe dispose d'une ou plusieurs directions de secteur. Le site de La Rochelle qui gère les 19 agences regroupe le quart nord-ouest de la Charente-Maritime et comprend 120 personnes tandis que le site de Saintes qui emploie 145 personnes chapeaute 4 directions de secteur (Marennes gère 11 agences, Jonzac et Saint-Jean-d'Angély chacune 4 agences tandis que Saintes administre 10 agences).
Si le nombre d'agences n'a pas varié entre 1999 et 2010 dans le département, étant fixé à 48, il n'exclut pas pour autant des mouvements internes où des fermetures de guichets en milieu rural (Archiac, Étaules et Saint-Fort-sur-Gironde) ont été compensées par des ouvertures de nouvelles agences dans les principales agglomérations urbaines (1 à Aytré et 1 à Saintes).

##### La Banque postale
La Banque postale, qui est une banque française créée le 1er janvier 2006, est l'héritière des services financiers de La Poste et est donc fortement implantée en Charente-Maritime.

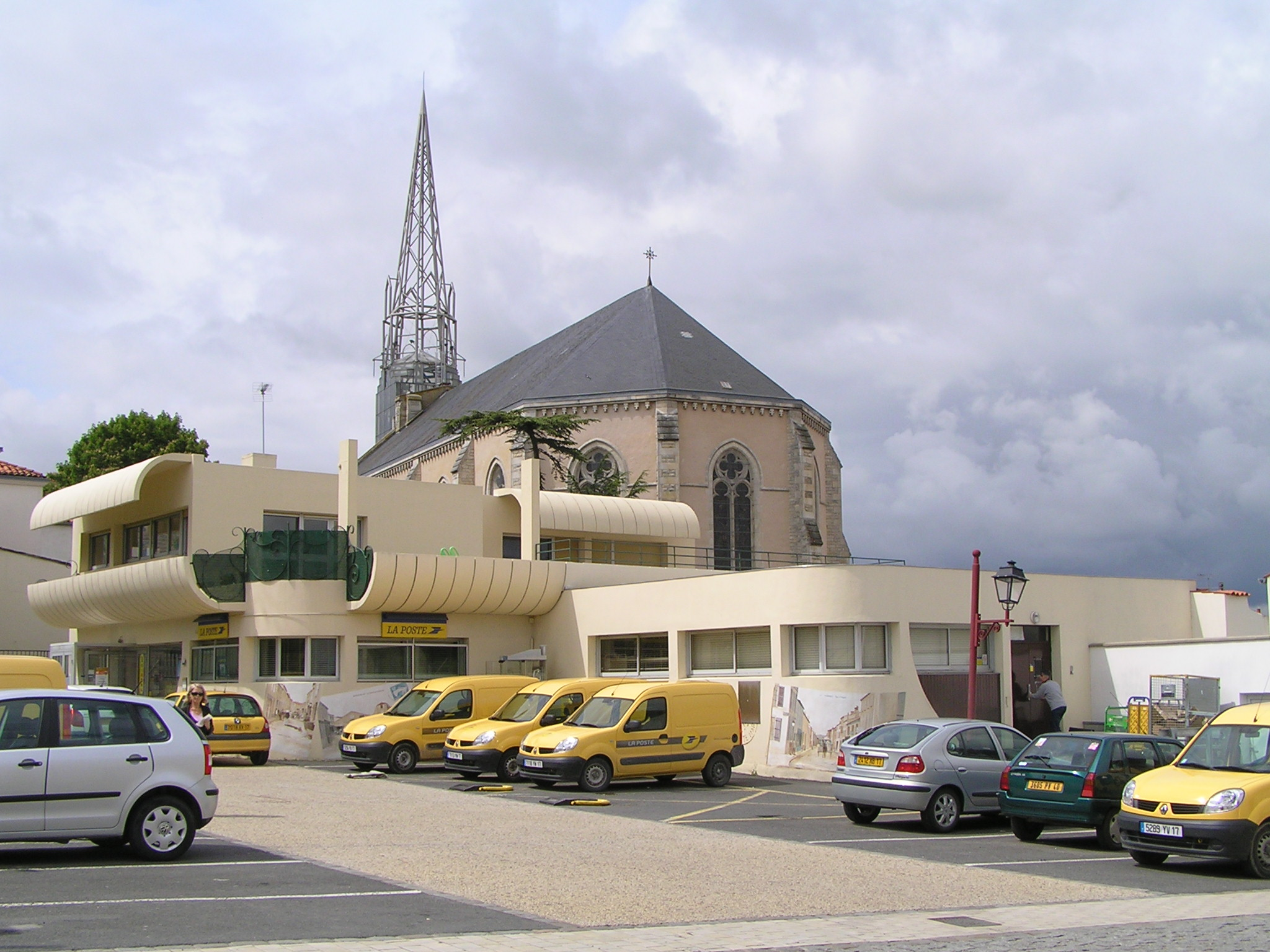
La Poste à Marans offre les prestations bancaires de La Banque postale.

Filiale à 100 % du groupe La Poste, cette dernière, qui est l'actionnaire unique de La Banque postale, est devenue une société anonyme depuis le 1er mars 2010.
En Charente-Maritime, La Banque postale offre ses prestations financières et bancaires au travers de son réseau des points de vente de La Poste, ainsi que de celui des agences postales présentes dans les gros villages. Toutes les villes, principales et secondaires, sont pourvues d'un service financier de la Banque postale, ainsi que l'ensemble des chefs-lieux de canton, même ruraux.

##### Les sociétés de crédit
Les organismes de distribution du crédit sont généralement implantés dans les principales villes du département mais le plus souvent à La Rochelle et leur implantation est relativement récente, datant le plus souvent de la dernière décennie du XXe siècle.
Faisant partie de l'intermédiation financière, quelques agences sont spécialisées dans la distribution du crédit à la consommation (regroupement de crédits ou rachats et négociation de crédits, affacturage, prêt à la consommation) où Cetelem a une antenne commerciale à La Rochelle ainsi que la Sofinco, filiale du Crédit agricole, ou dans le crédit-bail aux entreprises où quelques courtiers en crédits sont présents à La Rochelle.
C'est dans le domaine des crédits immobiliers que les sociétés de crédit sont les plus nombreuses. En Charente-Maritime, où la construction est un secteur dynamique, environ une quinzaine d'établissements de financement immobilier y sont implantés dont la moitié sont situés à La Rochelle. Parmi ces prestataires financiers, le Crédit immobilier de France est présent à La Rochelle, Rochefort et Saintes tandis que le Crédit foncier de France, dont l'actionnaire principal est la BPCE, a ouvert deux agences dans le département, l'une à La Rochelle et l'autre à Saintes.
Enfin, à La Rochelle et à Saintes, Cafpi a également développé deux agences de financement de prêts immobiliers (Cafpi Habitat) mais a développé depuis 2008 à La Rochelle une autre activité de courtage, spécialisée dans l’immobilier d'entreprise (prêt pour l'achat de fonds de commerce, de locaux ou de bureaux, crédit-bail immobilier) (Cafpi Entreprise).

#### Le secteur assurantiel et mutualiste
Le secteur des mutuelles avec le siège social de la MAPA à Saint-Jean-d'Angély.

### Les transports
Le secteur des transports, stimulé par le commerce et la position de transit du département dans le centre-ouest de la France, occupe également une place importante dans l'économie départementale, principalement à Saintes (carrefour autoroutier, routier et ferroviaire) et à La Rochelle (port de commerce de La Pallice, premier aéroport régional entre Loire et Gironde).

### Les services tertiaires
Aéronautique : vente, réparation et négoce en aéronautique par une PME dynamique nommée IPCO située à Arces-sur-Gironde.
Développement informatique : l'entreprise ECO'WEST, basée à Royan, édite des logiciels informatiques à destination des professionnels. Cette entreprise équipe la CCI de son département en logiciels open source.

### Le tertiaire administratif
Le secteur administratif est fortement concentré à La Rochelle qui abrite les services préfectoraux et les grandes administrations départementales dont certaines sont également présentes à Saintes.
L'Armée occupe une place non négligeable en Charente-Maritime et est concentrée dans les trois premières villes du département (Pension des Armées à La Rochelle, écoles techniques de l'Armée de l'air sur les bases aériennes militaires de Rochefort-Saint-Agnant et de Saintes-Les Gonds).

### Le tertiaire supérieur
Le secteur du tertiaire supérieur s'est beaucoup renforcé en Charente-Maritime depuis la fin du XXe siècle, il concerne trois domaines de compétence qui se sont beaucoup étoffés.

#### L'enseignement supérieur
Tout d'abord dans le domaine de l'enseignement supérieur, la Charente-Maritime a su diversifier une offre variée de formations supérieures dont les prémices sont la création du CAREL à Royan en 1966 et de l'IUT à La Rochelle en 1968, tous deux placés sous l égide de l'université de Poitiers.

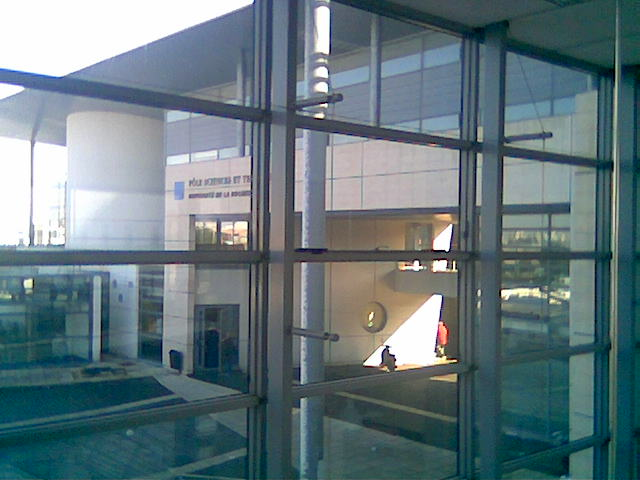
Le pôle Sciences et Technologie de l'université de La Rochelle.

En premier lieu, l'université de La Rochelle a été ouverte en 1993 et est devenue une université pluridisciplinaire de plein exercice. Celle-ci encadre 7 450 étudiants en 2010 dans ses différentes disciplines, représentées par les facultés de droit, de langues et de sciences humaines, de sciences naturelles et de biologie, de mathématiques, l'Institut de gestion, les cinq IUT. De grandes écoles fonctionnent également à La Rochelle en prolongement de l'université (Sup de Co avec 2 500 étudiants, EIGSI avec 750 étudiants, ESICS avec une centaine d'étudiants) ainsi que l'IUFM.
Au-delà du pôle universitaire rochelais qui forme environ 12 000 étudiants chaque année, des écoles supérieures fonctionnent dans le reste du département.
Surgères est devenue le pôle agronomique supérieur de la Charente-Maritime avec l'ENILIA-ENSMIC.

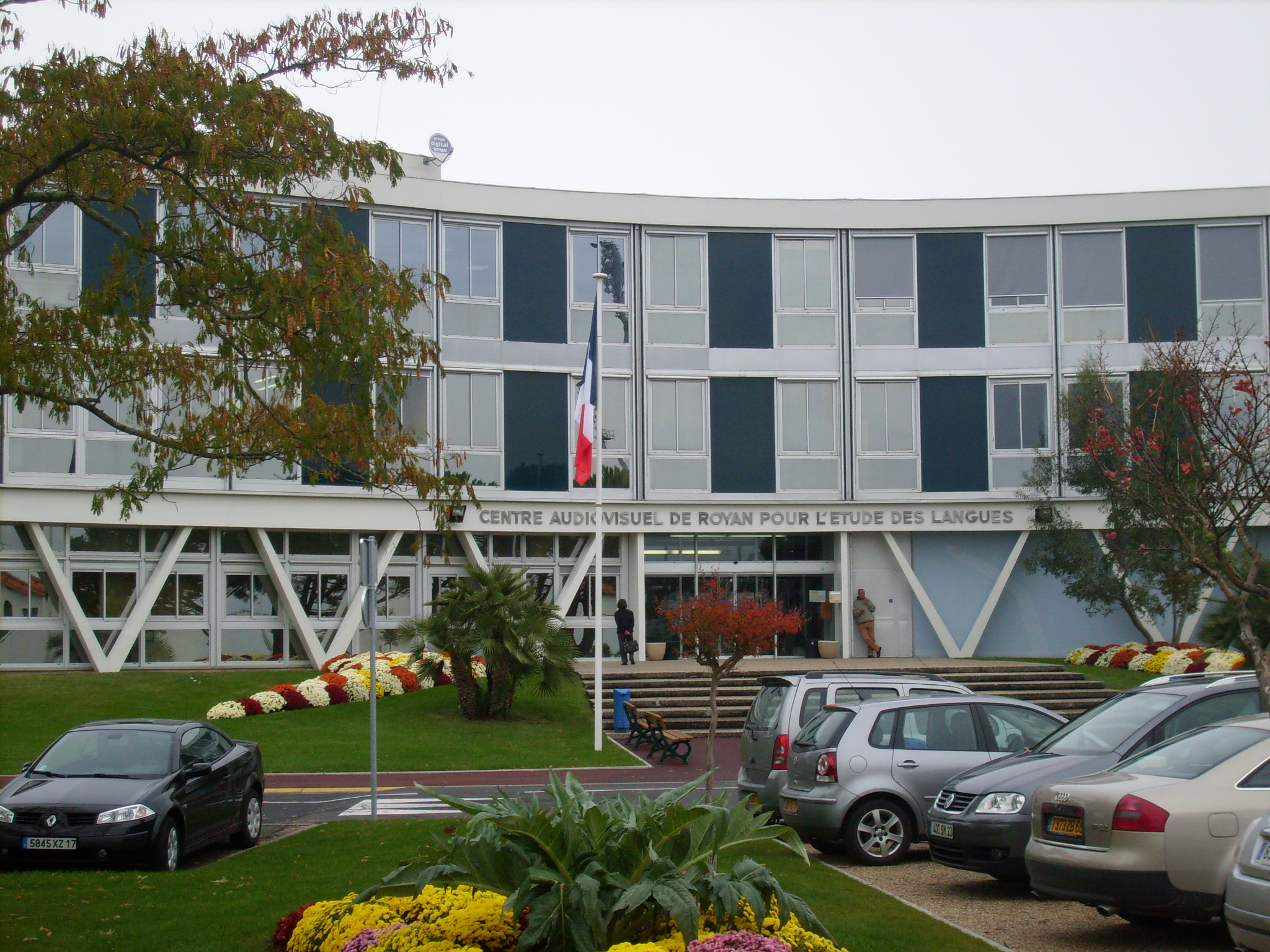
Le CAREL à Royan, cette école supérieure des langues dépend de l'université de Poitiers.

De plus, certains lycées du département ont ouvert des sections de l'enseignement technologique supérieur (STS) où sont dispensés des BTS afin de former des centaines d'étudiants à la qualification de techniciens supérieurs (Lycées de La Rochelle, Rochefort et Saintes) et des classes préparatoires pour  l'entrée dans les grandes écoles (La Rochelle).
Par ailleurs, du fait de l'importance du tourisme, la Charente-Maritime offre des formations supérieures en linguistique : le CAREL de Royan et l'Institut d’études françaises (IEF) de La Rochelle, qui sont deux établissements dépendant de l'université de Poitiers, dispensent des formations en langues étrangères et en français à des milliers d'étudiants chaque année.

#### Les laboratoires de recherche

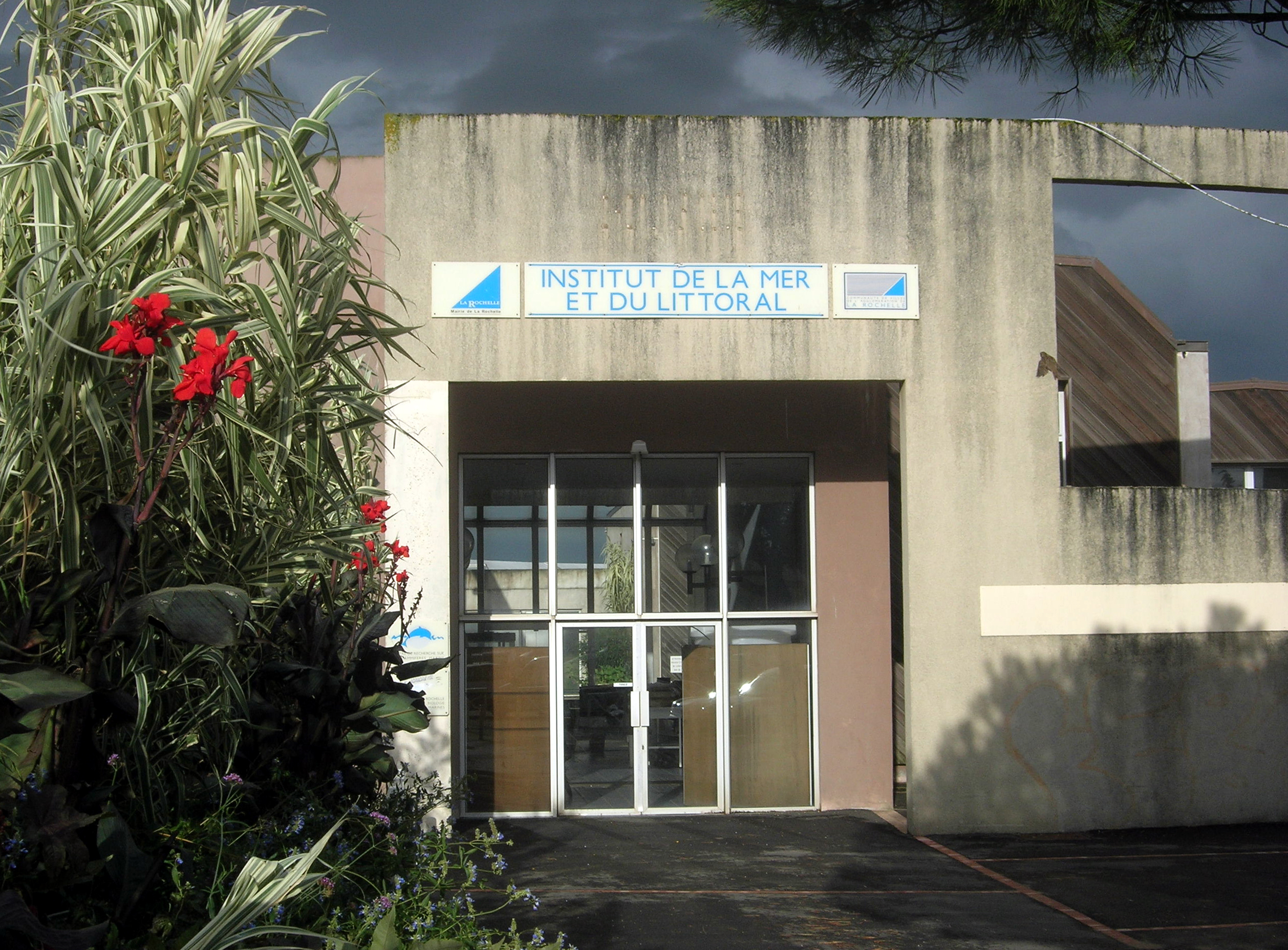
L'Institut du littoral et de l'environnement, connu sous le sigle de l'ILE, est une importante structure universitaire de recherche sur le milieu maritime.

En second lieu, d'importants laboratoires de recherche travaillent soit dans le milieu maritime (La Tremblade (IFREMER), Le Château-d'Oléron (CREAA), L'Houmeau (IFREMER, CNRS), Saint-Laurent-de-la-Prée (INRA), près de Rochefort, soit dans le milieu agricole (INRA et ARVALIS - Institut du végétal à Saint-Pierre-d'Amilly, près de Surgères).
Sous l'impulsion de l'université de La Rochelle, de nombreux laboratoires de recherche travaillent également en étroite association avec les différents milieux professionnels de la région, entre autres l'Institut du littoral et de l’environnement (ILE).

#### La recherche et développement
Enfin, la recherche et développement, plus connue sous le sigle R&D, est également très présente dans le département, en particulier dans le domaine industriel où, pourtant, le département est peu industrialisé.
Malgré la faiblesse du poids industriel en Charente-Maritime, un certain nombre d'usines performantes et innovantes ont développé des bureaux d'étude et d'ingénierie.
Les deux plus grandes entreprises industrielles de la Charente-Maritime ont développé chacune des pôles de recherche très pointus assurant la pérennité de la production des équipements sur place. À Aytré, l'usine Alstom axe ses recherches dans le domaine du matériel ferroviaire urbain, plus précisément du tramway, après avoir été un pôle de la recherche technologique pour les trains à grande vitesse (AGV) tandis qu'à Rochefort, EADS-SOGERMA possède un important bureau d'ingénierie dans le secteur de l'aéronautique.
Les entreprises moyennes employant entre 200 et 500 salariés procèdent également à de gros budgets dans la R&D. À La Rochelle, l'entreprise PERROTIN AUTOMATION se spécialise dans le domaine des techniques maritimes du off-shore. À Périgny, les laboratoires LEA VITAL poussent la recherche dans le domaine de la biologie alimentaire ou encore Colibri à Pons dans le domaine de la biscuiterie et de la pâtisserie industrielle. À Aigrefeuille-d'Aunis, la recherche dans le secteur du nautisme est menée par Fountaine-Pajot. À Saintes, l'ex entreprise CIT-Alcatel, devenue Saintronic, a développé la recherche dans les applications électrotechniques qui sont appelées à un bel avenir.
Bien d'autres entreprises ont développé le secteur de la R&D, afin de s'adapter à un marché de plus en plus concurrentiel et où les défis de la mondialisation poussent les entreprises à toujours plus  innover et accroître leur avance technologique. Sur ce, les pouvoirs publics mettent au service des entreprises industrielles d'intéressantes structures de recherche technologique.
Ainsi, les CRITT renforcent la recherche appliquée dans les différentes activités industrielles du département, notamment à La Rochelle (recherche et application industrielle dans le domaine de l'agroalimentaire) et à Rochefort (recherche sur l'application des matériaux composites et sur les colorants).
Ces centres d'analyses techniques sont complétés par d'autres laboratoires industriels de recherche à La Rochelle dont celui de recherche pour l’architecture et l’industrie nautique (CRAIN).

### Le tourisme
Partie intégrante du secteur tertiaire, le tourisme est devenu une des activités économiques les plus dynamiques de la Charente-Maritime. Mais c'est surtout le littoral de Charente-Maritime qui est attractif, il génère 9 900 emplois liés au tourisme. C'est d'ailleurs le premier pour sa fréquentation touristique, comparé aux autres départements littoraux de l'Atlantique.

## Panorama socio-économique de la Charente-Maritime

### Évolution de la population active par grands secteurs de 1954 à 2007
L'évolution des secteurs d'activité économique en Charente-Maritime suit globalement les grandes tendances nationales, savoir la chute de l'emploi dans le secteur primaire (agriculture et activités maritimes), suivie plus tard, à partir de 1975, par l'effondrement du secteur secondaire (industrie et bâtiment) et la tertiarisation de l'économie (commerces, transports, services, administrations…).
L'évolution de la proportion des secteurs économiques en Charente-Maritime de 1954 à 2007
| Secteur économique | 1954   | 1962   | 1968   | 1975   | 1985 | 1999   | 2007   |
| ------------------ | ------ | ------ | ------ | ------ | ---- | ------ | ------ |
| Secteur primaire   | 39,4 % | 30,5 % | 24 %   | 18,1 % | 15 % | 9,9 %  | 6,6 %  |
| Secteur secondaire | 26,8 % | 27,2 % | 30,3 % | 34,8 % | 25 % | 20,4 % | 20,1 % |
| Secteur tertiaire  | 33,8 % | 42,3 % | 45,7 % | 47,1 % | 60 % | 69,7 % | 73,3 % |

En 1954, le secteur primaire était le premier secteur économique en Charente-Maritime avec une proportion record de 39,4 % de l'emploi total, ce qui démontrait la forte emprise agricole de l'économie et l'importance de la ruralité du département au lendemain de la Seconde Guerre mondiale. Ce secteur économique a vu fondre ses effectifs de recensement en recensement où, dès 1968, il est le dernier des grands secteurs économiques du département. Ce qui est intéressant à remarquer c'est que c'est également cette année-là que la population urbaine dépasse pour la première fois la population rurale en Charente-Maritime. C'est à partir de 1999 que le secteur primaire passe pour la première fois sous le seuil des 10 % de l'emploi départemental mais cette chute impressionnante des effectifs qui affecte aussi bien l'agriculture que les professions maritimes (ostréiculteurs, mytiliculteurs, pêcheurs) n'est pas encore terminée puisqu'elle continue de baisser, atteignant son niveau le plus bas en 2007 avec seulement 6,6 %. Aujourd'hui, en 2011, cette proportion devrait probablement être inférieure à 5 %.

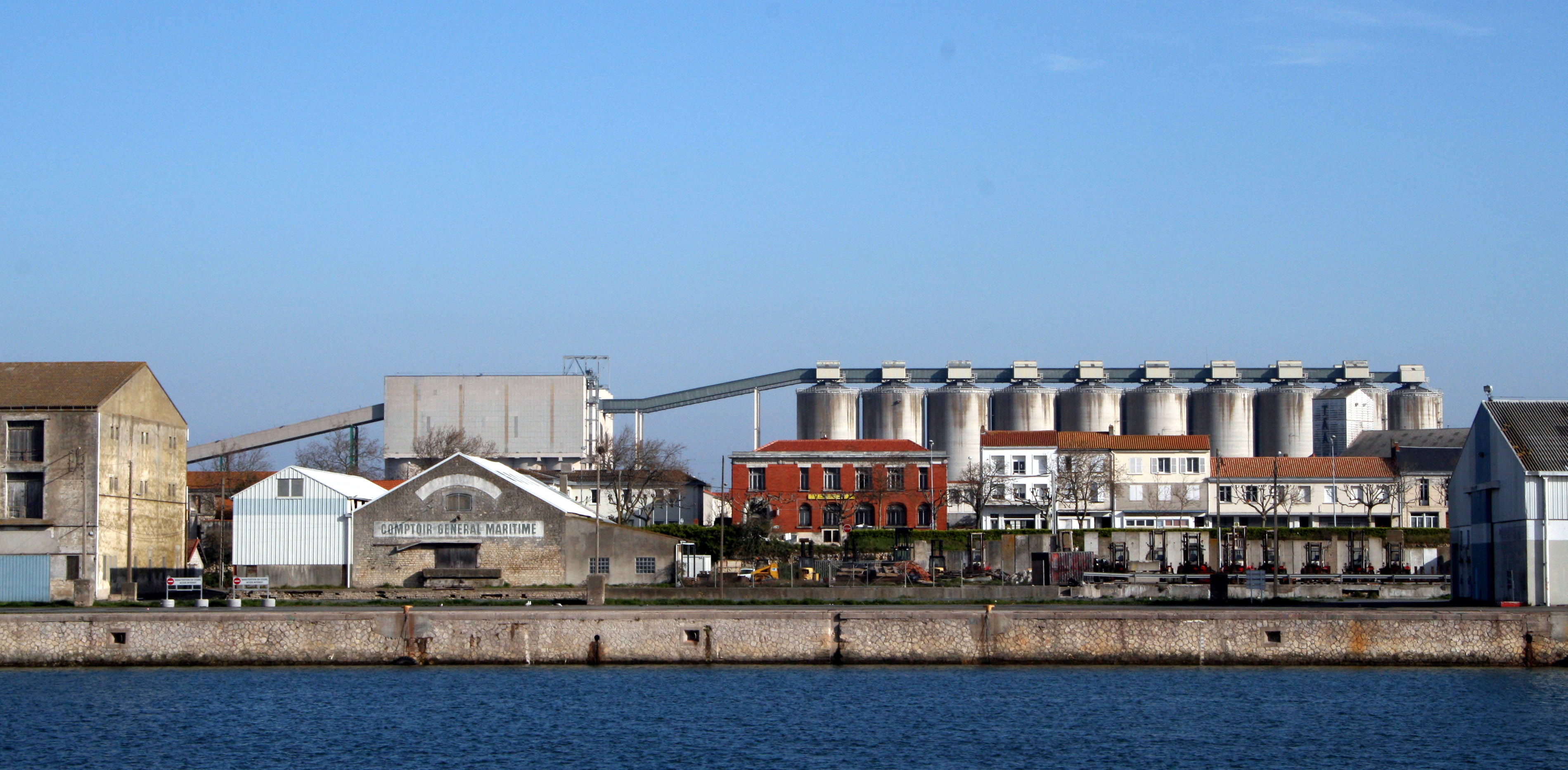
Installations industrielles au port de commerce de La Pallice, l'avant-port de La Rochelle. Malgré la présence de certains pôles industriels dynamiques, la Charente-Maritime n'est pas un département industriel.

L'évolution de l'emploi dans le secteur secondaire a connu deux périodes. Une, plutôt faste, avec l'industrialisation poussée du département de 1954 à 1975 où, dans cette période dénommée généralement les Trente Glorieuses, la Charente-Maritime a pu bénéficier de quelques opérations de la décentralisation industrielle avec l'implantation de SIMCA à La Rochelle en 1965 et de la CIT-Alcatel à La Rochelle en 1971 et à Saintes en 1974. L'année 1975 montre le maximum de ce secteur où l'industrie et le bâtiment employaient plus du tiers de la population départementale avec 34,8 %, ce qui constitue un record historique pour le département qui n'a jamais eu de vocation industrielle. La deuxième période est beaucoup moins prospère où des pans entiers de l'industrie ont disparu et où la perte de l'emploi industriel a été la plus sévère entre 1975 et 1985 avec 10 000 emplois de détruits. Aujourd'hui, le secteur secondaire occupe tout juste un emploi sur cinq en Charente-Maritime avec 20,1 % en 2007. Mais sa tendance est à la baisse car la faiblesse de l'industrialisation de la Charente-Maritime réside à la fois dans la présence d'entreprises nationales et d'entreprises à capitaux étrangers, grandes donneuses d'ordres, qui dépendent des aléas de la mondialisation. La Charente-Maritime demeure le département le moins industrialisé de Poitou-Charentes et cette position ne va changer dans les années à venir.

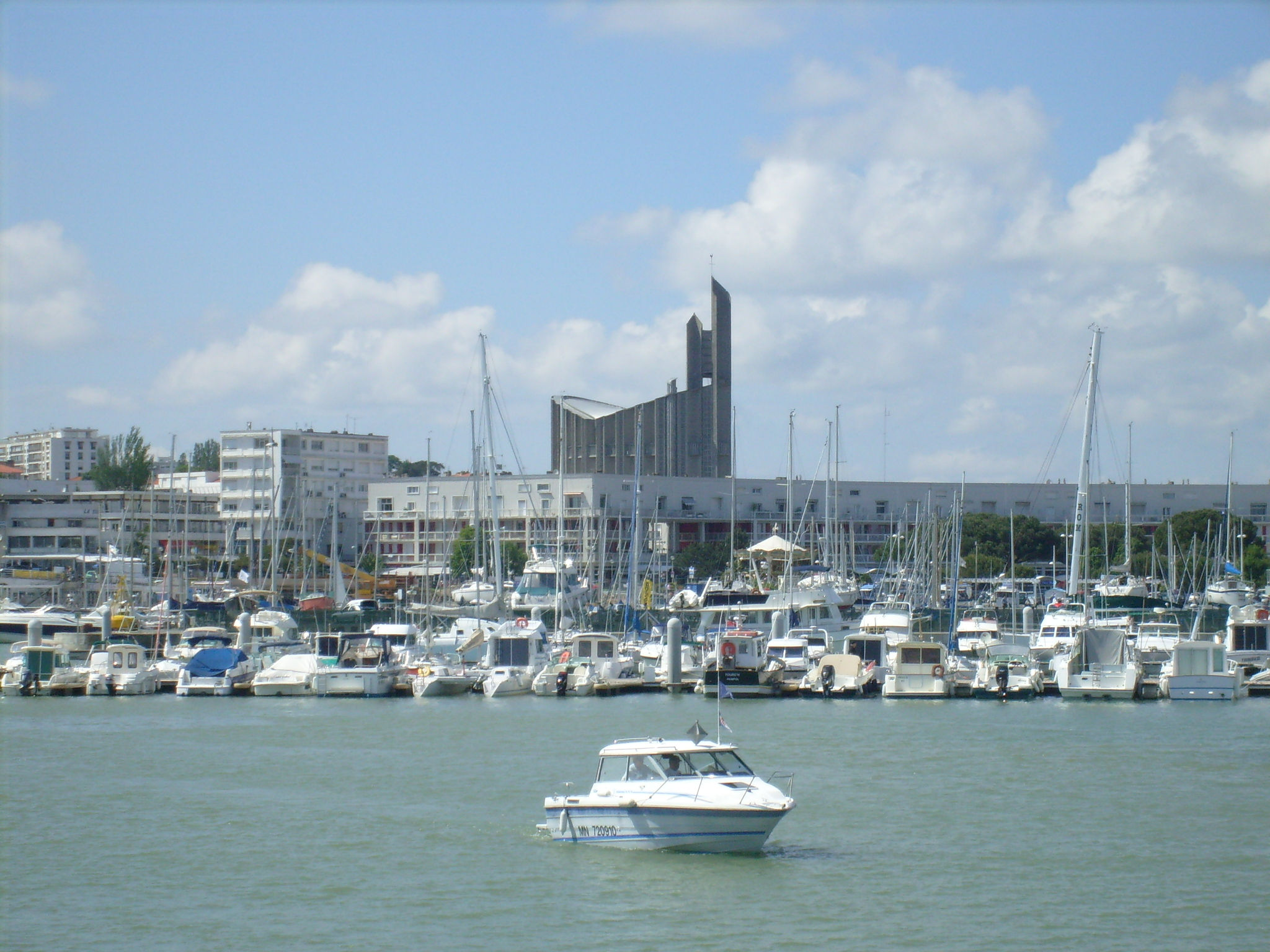
La grande station balnéaire et touristique de Royan, symbole par excellence de l'essor du tourisme en Charente-Maritime qui est devenue la deuxième destination touristique de la France.

Enfin, le secteur tertiaire se révèle comme le secteur économique le plus dynamique de la Charente-Maritime qui est devenue le département le plus tertiarisé de Poitou-Charentes. Il s'agit du seul secteur économique à avoir vu ses effectifs croître de recensement en recensement, même au moment des crises économiques sévères (premier choc pétrolier de 1973, crise économique de 1979...). Ce secteur a l'avantage de reposer sur un réseau de villes attractives et sur une économie touristique qui a fait de ce département la deuxième destination touristique de France alors qu'en 1985 il était classé en cinquième position.
Aussi, la tertiarisation de l'économie départementale doit beaucoup à l'essor de La Rochelle, considérée comme la locomotive économique de la Charente-Maritime. Cette ville a vu son économie tertiaire fortement dynamisée par l'implantation d'une Université de plein exercice en 1993, indépendante de celle de Poitiers, et qui a favorisé dans son sillage l'émergence d'un tertiaire supérieur alors en gestation dans les années 1980.
Aujourd'hui (en 2011), le secteur tertiaire progresse encore aux dépens des deux autres secteurs et doit atteindre plus des 3/4 des effectifs départementaux.

### Évolution actuelle de la population active en Charente-Maritime
Le nombre d'emplois n'a cessé de progresser en Charente-Maritime entre 1999 et 2007 mais montre une forte disparité de cette évolution entre les différents secteurs économiques où, seul, le secteur tertiaire est devenu le véritable moteur économique du département.
Les secteurs économiques en 1999, 2003 et 2007
| Secteur économique        | 1999    | 2003    | 2007    |
| ------------------------- | ------- | ------- | ------- |
| Secteur primaire          | 18 131  | 15 942  | 14 816  |
| Proportion                | 9,7 %   | 7,6 %   | 6,6 %   |
| Secteur secondaire        | 38 075  | 42 601  | 45 433  |
| Proportion                | 20,4 %  | 20,2 %  | 20,1 %  |
| dont Industries           | 24 188  | 26 714  | 25 578  |
| Proportion                | 13 %    | 12,7 %  | 11,3 %  |
| dont BTP                  | 13 887  | 15 887  | 19 855  |
| Proportion                | 7,4 %   | 7,5 %   | 8,8 %   |
| Secteur tertiaire         | 130 312 | 151 708 | 162 245 |
| Proportion                | 69,9 %  | 72,2 %  | 73,3 %  |
| Tous secteurs économiques | 186 519 | 210 251 | 225 494 |

Tout d'abord, la perte des emplois dans le secteur primaire ne cesse de s'afficher mais elle semblerait se ralentir ces dernières années. Ainsi, de 1999 à 2003, la perte annuelle est de 547 personnes touchant aussi bien les agriculteurs que les ostréiculteurs et les marins-pêcheurs, cette tendance à la baisse s'amenuise légèrement entre 2003 et 2007 où elle est de 282 par an. L'extension des exploitations céréalières alliée à une productivité élevée génère moins d'emplois et le vieillissement de la population agricole dont le remplacement est faiblement relayé par l'installation de nouveaux agriculteurs perpétue cette baisse des effectifs entamée dès les années 1950 mais, cette fois, à un rythme moins élevé. Cette chute des effectifs touche également le milieu marin, aussi bien les ostréiculteurs que les marins-pêcheurs, ce qui n'est pas sans susciter d'inquiétude pour l'avenir. Le secteur primaire, en continuant de perdre des emplois, devrait logiquement passer sous le seuil des 5 % vers 2012.
Le secteur secondaire ne cesse de baisser en proportion mais à un rythme beaucoup plus lent que le secteur agricole et maritime. Cependant, le secteur industriel très soumis aux aléas de la mondialisation et très dépendant des grandes entreprises dont les sièges sociaux sont implantés à l'extérieur de la Charente-Maritime montre une certaine fragilité constatée par une nouvelle accélération de la baisse des effectifs entre 2003 et 2007. La crise économique de 2008/2009 a fragilisé davantage encore le tissu industriel du département et mis en évidence sa vulnérabilité. À l'opposé, le secteur du bâtiment s'est fortement accru entre 1999 et 2007 et il occupe désormais plus d'emplois que le seul secteur primaire depuis 2003. Ce secteur très dépendant des fluctuations de l'économie nationale échappe en partie en Charente-Maritime aux turbulences du marché. Il doit cette étonnante vitalité grâce à l'économie touristique et à la fonction de villégiature des retraités qui caractérise la Charente-Maritime. Occupant le cinquième des effectifs totaux du département, le secteur secondaire devrait logiquement être passé sous la barre des 20 % depuis 2010.
Seul le secteur tertiaire est en croissance constante aussi bien sur le plan des effectifs qu'en proportion. Sa croissance annuelle est de 3 992 emplois entre 1999 et 2007 avec, toutefois, un léger ralentissement entre 2003 et 2007. Occupant bientôt les 3/4 des effectifs de l'ensemble des secteurs économiques de la Charente-Maritime, il devrait pourtant continuer de croître encore mais à un rythme nettement moins soutenu que par le passé.

### Catégories socio-professionnelles en 2007
Les catégories socio-professionnelles de la Charente-Maritime en 2007.
| Catégorie socio-professionnelle             | Nombre  | Proportion |
| ------------------------------------------- | ------- | ---------- |
| Agriculteurs/ostréiculteurs/marins-pêcheurs | 9 556   | 4,2 %      |
| Artisans/commerçants/chefs d'entreprise     | 19 407  | 8,6 %      |
| Cadres supérieurs/professions libérales     | 22 187  | 9,8 %      |
| Professions intermédiaires                  | 49 499  | 22 %       |
| Employés                                    | 70 733  | 31,4 %     |
| Ouvriers                                    | 54 112  | 24 %       |
| Total des emplois                           | 225 495 |            |

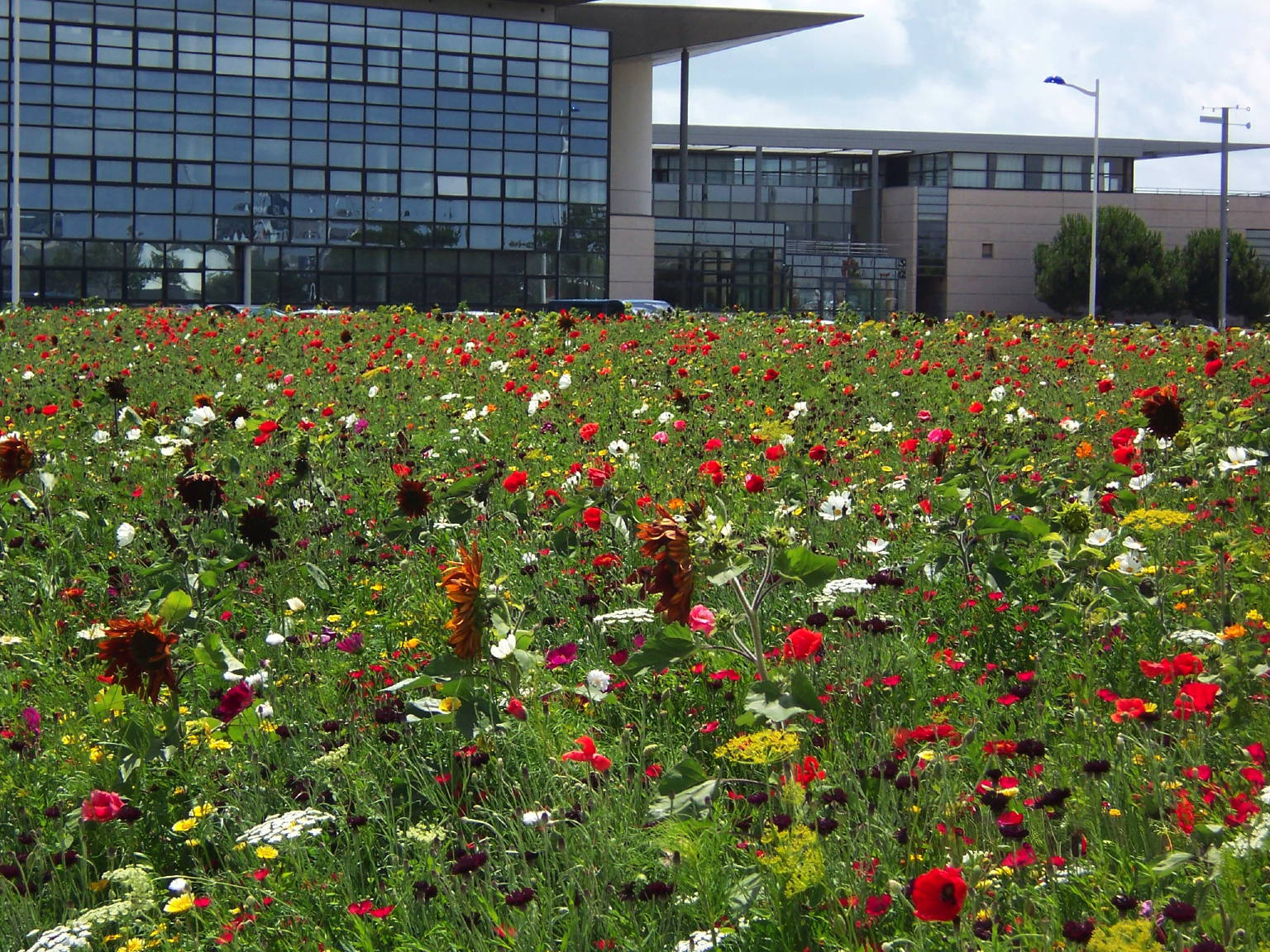
Le pôle Sciences et Technologie de l'université de La Rochelle. La création de cette Université en 1993 a permis de développer le tertiaire supérieur en Charente-Maritime.

En Charente-Maritime, la classe des employés occupe 31,4 % des effectifs départementaux en 2007  et représente la catégorie socio-professionnelle la plus importante. Dans la  région Poitou-Charentes, c'est également en Charente-Maritime que se trouve le plus grand nombre d'employés autant en valeur absolue qu'en valeur relative (Vienne : 31 %, Charente : 28,6 % et Deux-Sèvres : 28,5 %). Cette situation particulière en région provient de la forte tertiarisation de l'économie de la Charente-Maritime.
La deuxième catégorie socio-professionnelle est celle des ouvriers qui occupe en 2007 moins d'un quart des emplois de la Charente-Maritime avec 24 %. C'est le département le moins ouvrier de Poitou-Charentes où, dans cette catégorie, la Charente et les Deux-Sèvres occupent ex-æquo la première place régionale avec 29,1 % chacun tandis que la Vienne en recense 24,4 %. Ceci dénote clairement la sous-industrialisation chronique de la Charente-Maritime qui est en effet le département le moins industrialisé de toute la région Poitou-Charentes.
La troisième catégorie est représentée par les professions intermédiaires qui constituent 22 % des emplois du département. En région Poitou-Charentes, seule la Vienne a un taux supérieur avec 23,7 % alors que les Deux-Sèvres (21,5 %) et la Charente (21,4 %) occupent les 3e et 4e rangs. Cette catégorie socio-professionnelle démontre la forte tertiarisation de la Vienne et de la Charente-Maritime où le secteur tertiaire est respectivement de 73 % et de 73,3 %.
En Charente-Maritime, la catégorie des professions libérales et cadres supérieurs n'occupent que 9,8 % de l'emploi départemental, ce qui est peu comparé aux Deux-Sèvres avec 10,5 % et surtout à la Vienne avec 12,3 %. La Charente a un taux très proche de la Charente-Maritime avec 9,6 %. Ceci s'explique en partie par le retard que la Charente-Maritime a pris dans l'économie du tertiaire supérieur. Certes, l'université de La Rochelle a été créée en 1993 et a suscité dans son sillage l'implantation de quelques grandes écoles et des laboratoires de recherche mais ce domaine économique est principalement concentré autour de La Rochelle et très peu présent dans le reste du département. Il est vrai cependant que le tertiaire supérieur prédispose à une certaine concentration de ses activités dans des centres urbains ; ce qui est le cas de Poitiers (Université, grandes écoles, laboratoires de recherche, CNED, siège des administrations régionales) et de Niort (sièges nationaux de plusieurs mutuelles d'assurances). Malgré ce constat, cette catégorie socio-professionnelle enregistre un essor important en Charente-Maritime puisqu'il ne représentait que 8,4 % des effectifs en 1999 (16 818 emplois).
La catégorie des artisans commerçants et des chefs d'entreprise est relativement importante en Charente-Maritime occupant 8,6 % de l'emploi départemental en 2007. Ce qui, dans la région Poitou-Charentes, est de loin le taux le plus élevé puisque le  deuxième département, la Charente, n'arrive qu'à 6,9 % tandis que les Deux-Sèvres et la Vienne ont des taux très similaires; respectivement 5,6 % et 5,5 %. Cette classe entrepreneuriale est une tradition bien ancrée en Charente-Maritime comme d'ailleurs dans le département voisin de la Charente. Elle résulte d'un esprit d'entreprise forgé dans une mentalité fortement individualiste qui a sa racine dans l'histoire et dans la géographie si particulières aux départements charentais.
Enfin, comme partout ailleurs en France, la catégorie des agriculteurs est celle qui accuse le plus faible effectif autant en valeur absolue qu'en valeur relative. En Charente-Maritime, 4,2 % des effectifs concerne les agriculteurs mais, dans la Vienne, cette proportion est la plus faible de toute la région Poitou-Charentes avec seulement 3,1 %. Cette catégorie est également faible dans les deux autres départements où la proportion est partout inférieure à 5 % (Charente : 4,3 % et Deux-Sèvres : 4,9 %). En Charente-Maritime, cette catégorie était encore de 5,8 % en 1999. Elle continue de baisser à un rythme important et démontre que ce département n'est plus un département d'agriculteurs depuis, déjà, la fin du XXe siècle.

### Le problème récurrent du chômage
La Charente-Maritime fait partie des départements où le taux de chômage est élevé depuis la première crise économique de 1973 et où le problème du sous-emploi est récurrent depuis nombre de décennies.
Évolution du chômage en Charente-Maritime.
| Année | Nombre | Proportion |
| ----- | ------ | ---------- |
| 1970  | 2 588  | n.c.       |
| 1974  | 5 778  | n.c.       |
| 1979  | 16 053 | n.c.       |
| 1985  | 29 489 | 14,5 %     |
| 1992  | n.c    | 13,2 %     |
| 1995  | n.c.   | 13,7 %     |
| 1999  | 35 955 | 13 %       |
| 2004  | 28 765 | 11,1 %     |
| 2007  | 31 500 | 12 %       |

Le chômage s'est durablement installé en Charente-Maritime dès le lendemain du premier choc pétrolier de 1973. Déjà, entre 1970 et 1974, le nombre de chômeurs avait plus que doublé mais il  s'était aggravé au second choc de 1979 puisque le nombre de chômeurs avait triplé entre 1974 et 1979. Cette période sombre de l'économie départementale est surtout marquée par le début de la désindustrialisation massive de la Charente-Maritime où des pans entiers de l'industrie ont disparu et où de grandes entreprises ont fermé comme SIMCA et CIT Alcatel à La Rochelle. Dans la décennie des années 1980, le mouvement de fermeture des usines s'est aggravé avec, entre autres, la fin des chantiers navals de La Pallice, la fermeture d'une importante usine de bois déroulés à Rochefort et la réduction des ateliers ferroviaires de Saintes. Ainsi, entre 1979 et 1985, le chômage a encore doublé passant pour la première fois au-dessus de 20 000 chômeurs et approchant les 30 000 en 1985. Par la suite, il n'a pas faibli puisqu'en 1999 près de 36 000 chômeurs sont enregistrés.
La tertiarisation de l'économie départementale s'est mise en marché dès les années 1990 avec notamment l'essor du tourisme et la création de l'université de La Rochelle mais n'a pas permis de remédier durablement au problème du chômage dont le nombre varie autour de 32 000 personnes par an.
Ce qui est nouveau, c'est une forme de paupérisation de la population du département qui s'est progressivement installée où, à côté du problème récurrent du chômage, coexistent maintenant de graves problèmes sociaux, la pauvreté et la dépendance sociale sans mentionner le sous-emploi chronique de la main-d'œuvre féminine et surtout des jeunes de moins de 25 ans.
Aujourd'hui, 12 % de la population active est frappée par le chômage en Charente-Maritime que la dernière crise économique de septembre 2008 n'a fait qu'aggraver, contribuant à fragiliser davantage encore l'économie de ce département très dépendant des fluctuations du marché national et de la mondialisation.
En résumé, le taux de chômage n'est jamais passé sous le seuil des 10 % depuis le milieu des années 1970 et est toujours resté au-dessus de la moyenne régionale comme de la moyenne nationale. Il constitue une véritable ombre dans l'économie de la Charente-Maritime qui a pourtant connu d'importantes mutations et une véritable modernisation de ses structures économiques.